# 信越本線
信越本線（しんえつほんせん）は、群馬県高崎市の高崎駅から同県安中市の横川駅まで、長野県長野市の篠ノ井駅から同市長野駅まで、および新潟県上越市の直江津駅から同県新潟市中央区の新潟駅までの区間を結ぶ、東日本旅客鉄道（JR東日本）の鉄道路線（幹線）である。このほか、越後石山駅 - 新潟貨物ターミナル駅間、上沼垂信号場 - 東新潟港駅間に貨物支線を持つ。
篠ノ井駅から長野駅まで割り振られている駅ナンバリングの路線記号は、「SE」。
元々は高崎駅から新潟駅までを途切れる区間なく結んでいたが、1997年および2015年の北陸新幹線（長野新幹線）新規開業および延伸開業に伴い、同新幹線の並行在来線区間の大半が第三セクター鉄道に移管または一部がバスに転換された（第三セクター移管・バス転換区間については「概要」節で挙げた各記事も参照）。

## 概要
路線名が表すとおり、長野県と新潟県を意味する「信越地方」を通る路線であり、元々は近世の中山道・善光寺街道・北陸道に沿って、高崎駅から長野駅や直江津駅などを経て新潟駅に至る路線であった。1997年（平成9年）10月1日の北陸新幹線高崎駅 - 長野駅間先行開業に伴い、新幹線の並行在来線区間のうち、碓氷峠を越える横川駅 - 軽井沢駅間が廃止（JRバス関東の碓氷線に転換）、軽井沢駅 - 篠ノ井駅間が第三セクターのしなの鉄道に経営が移管され、当路線は2区間に分断された。さらに2015年（平成27年）3月14日の北陸新幹線長野駅 - 金沢駅間延伸開業に伴い、長野駅 - 直江津駅間も経営分離され、長野駅 - 妙高高原駅間がしなの鉄道に、妙高高原駅 - 直江津駅間がえちごトキめき鉄道に移管され、当路線は3区間に分断された。
なお、整備新幹線ではない上越新幹線に並行する在来線である長岡駅 - 新潟駅間は新幹線開業後も経営分離されず、JR東日本の路線となっている。
| 区間                  | 距離     | 事業者                           | 路線名                           | 移管（廃止）日 |
| --------------------- | -------- | -------------------------------- | -------------------------------- | -------------- |
| 高崎駅 - 横川駅       | 29.7 km  | JR東日本                         | 信越本線                         | 存続           |
| 横川駅 - 軽井沢駅     | 11.7 km  | 廃止（JRバス関東の碓氷線に転換） | 廃止（JRバス関東の碓氷線に転換） | 1997年10月1日  |
| 軽井沢駅 - 篠ノ井駅   | 65.1 km  | しなの鉄道                       | しなの鉄道線                     | 1997年10月1日  |
| 篠ノ井駅 - 長野駅     | 9.3 km   | JR東日本                         | 信越本線                         | 存続           |
| 長野駅 - 妙高高原駅   | 37.3 km  | しなの鉄道                       | 北しなの線                       | 2015年3月14日  |
| 妙高高原駅 - 直江津駅 | 37.7 km  | えちごトキめき鉄道               | 妙高はねうまライン               | 2015年3月14日  |
| 直江津駅 - 新潟駅     | 136.3 km | JR東日本                         | 信越本線                         | 存続           |

現在も信越本線として残されている区間のうち、直江津駅 - 新潟駅間は、JR東日本の羽越本線・奥羽本線、第三セクター鉄道のえちごトキめき鉄道日本海ひすいライン、あいの風とやま鉄道線、IRいしかわ鉄道線、ハピラインふくい線、西日本旅客鉄道（JR西日本）の北陸本線・湖西線とともに、日本海縦貫線を形成しており、優等列車や貨物列車が多く運行されている。また、新潟県内では、上越・中越・下越地方を結ぶ動脈ともなっている。そのうち直江津駅 - 柏崎駅間では日本海沿岸を走る。篠ノ井駅 - 長野駅間には中央本線（西線）・篠ノ井線から乗り入れる東海旅客鉄道（JR東海）の特急「しなの」が設定されており、松本・名古屋方面との広域輸送を担っている。高崎駅 - 横川駅間には定期優等列車の設定はなく、ローカル輸送が中心である。
高崎駅 - 横川駅間と篠ノ井駅 - 長野駅間は旅客営業規則の定める大都市近郊区間の「東京近郊区間」、直江津駅 - 新潟駅間が同「新潟近郊区間」に含まれ、高崎駅 - 横川駅と篠ノ井駅 - 長野駅がIC乗車カード「Suica」の首都圏エリアに、新潟駅 - 宮内駅間の全駅および柏崎駅・直江津駅が新潟エリアに、それぞれ含まれている。
ラインカラーは、高崎駅 - 横川駅間は黄緑色、篠ノ井駅 - 長野駅間と直江津駅 - 新潟駅間はスカイブルーである。

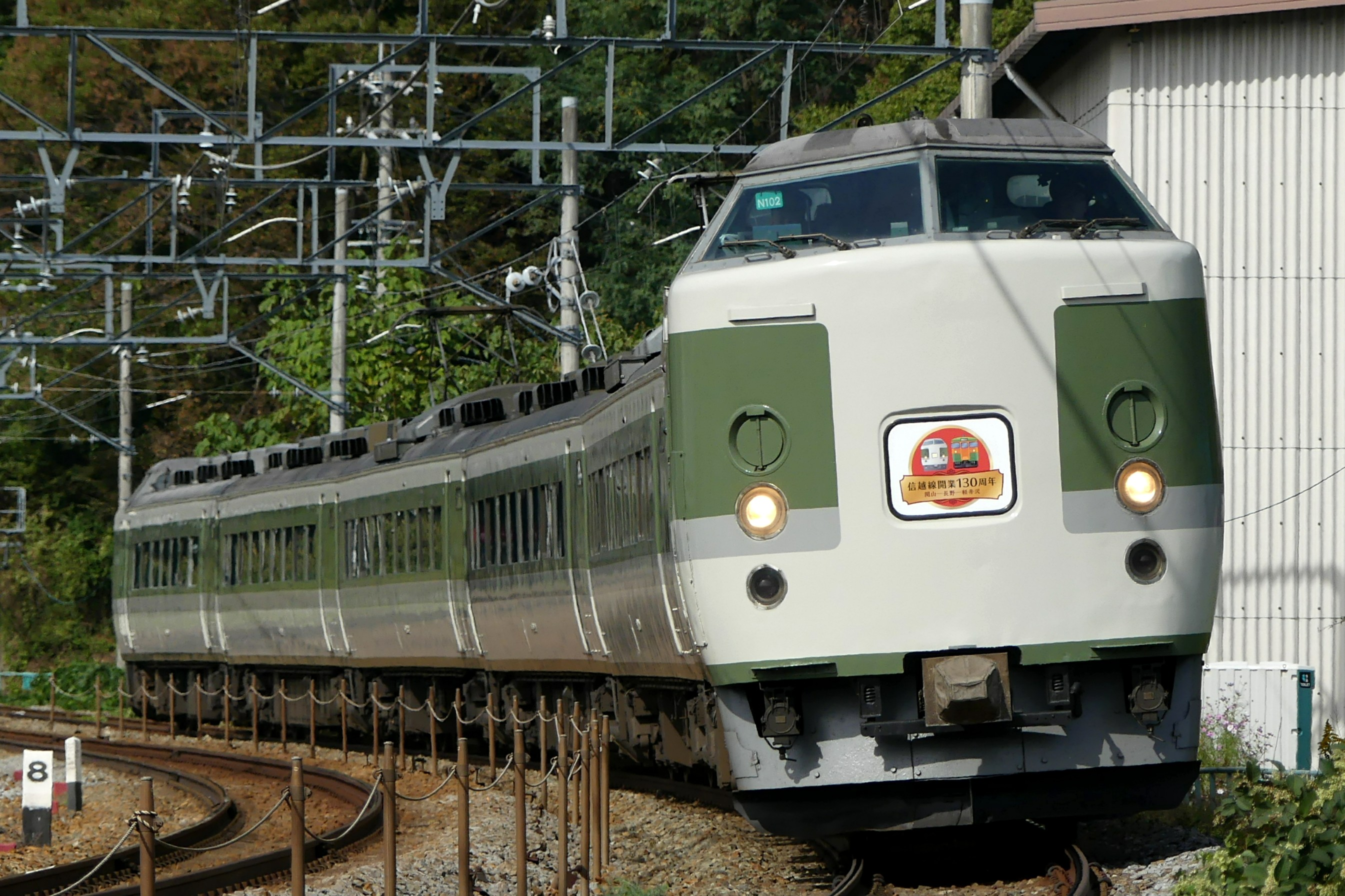
篠ノ井駅 - 長野駅間を除き、しなの鉄道とえちごトキめき鉄道に移管された軽井沢駅 - 関山駅間は、2018年に開業130周年を迎え、189系電車による記念列車が運転された。

## 路線データ

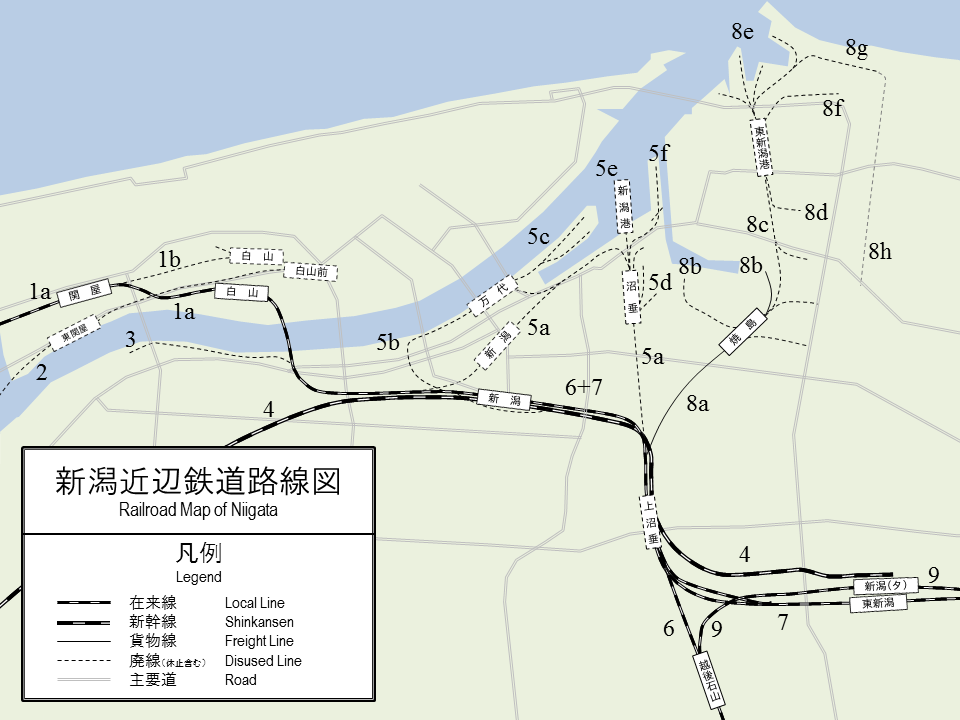
新潟近辺の鉄道路線図

- 管轄・路線距離（営業キロ）：全長181.5 km（支線含む）
  - 東日本旅客鉄道（第一種鉄道事業者）
    - 高崎駅 - 横川駅間 29.7 km
    - 篠ノ井駅 - 長野駅間 9.3 km
キロポストは高崎起点のものがそのまま使用され、線内各踏切に書かれているキロ数表示も高崎からの通算表示となっている。
    - 直江津駅 - 新潟駅間 136.3 km
キロポストは直江津起点のものが使用される[3]。

  - 日本貨物鉄道
  - （第一種鉄道事業）
    - 上沼垂信号場 - 東新潟港駅間 3.8 km（焼島駅 - 東新潟港駅間は休止中）

  - （第二種鉄道事業）
    - 高崎駅 - 安中駅間（10.6 km）
    - 篠ノ井駅 - 長野駅間（9.3 km）
    - 直江津駅 - 上沼垂信号場間（134.4 km）
    - 越後石山駅 - 新潟貨物ターミナル駅間（2.4 km）※ 旅客鉄道会社の営業キロ設定なし
- 軌間：1,067 mm
- 駅数：59
  - 旅客駅：55（起終点駅含む）
    - 信越本線所属の旅客駅に限定した場合、高崎駅（高崎線所属[4]）が除外され、54駅となる。

  - 貨物駅：4（起終点駅・休止駅含む、旅客併設駅を除く）
- 複線区間：上沼垂信号場 - 東新潟港駅間を除く全線。
なお白新線と重なる上沼垂信号場 - 新潟駅間（1.9 km）は複々線であるが、新潟駅付近連続立体交差事業のため、2017年度時点では仮線3線で運用していた[5]。
- 電化区間：上沼垂信号場 - 東新潟港駅間を除く全線（直流1,500 V）
- 閉塞方式：
  - 複線自動閉塞式（複線区間）
  - 連査閉塞式（上沼垂信号場 - 焼島駅間）
  - タブレット閉塞式（焼島駅 - 東新潟港駅間 休止中）
- 保安装置[2]：
  - ATS-P（高崎駅 - 横川駅間、篠ノ井駅 - 長野駅間、新潟駅)
  - ATS-Ps（宮内駅 - 新潟駅[注釈 1]間）
  - ATS-SN（直江津駅 - 宮内駅間）
- 最高速度（電車または気動車）：
  - 高崎駅 - 横川駅間 100 km/h
  - 篠ノ井駅 - 長野駅間 優等列車120 km/h、普通列車110 km/h
  - 直江津駅 - 新潟駅間 120 km/h
- 運転指令所：
  - 高崎駅 - 横川駅間：高崎総合指令室（運転取扱は高崎駅、安中駅が行い、横川駅の信号設備は安中駅から制御される）
  - 篠ノ井駅 - 長野駅間：長野総合指令室（CTC）
  - 直江津駅 - 新潟駅間：新潟総合指令室（直江津駅 - 越後石山駅間CTC）

高崎駅 - 横川駅間がJR東日本高崎支社、篠ノ井駅 - 長野駅間が同長野支社、直江津駅 - 新潟駅間（越後石山駅 - 新潟貨物ターミナル駅間の支線を含む）が同新潟支社の管轄である。

## 運行形態

### 高崎駅 - 横川駅間

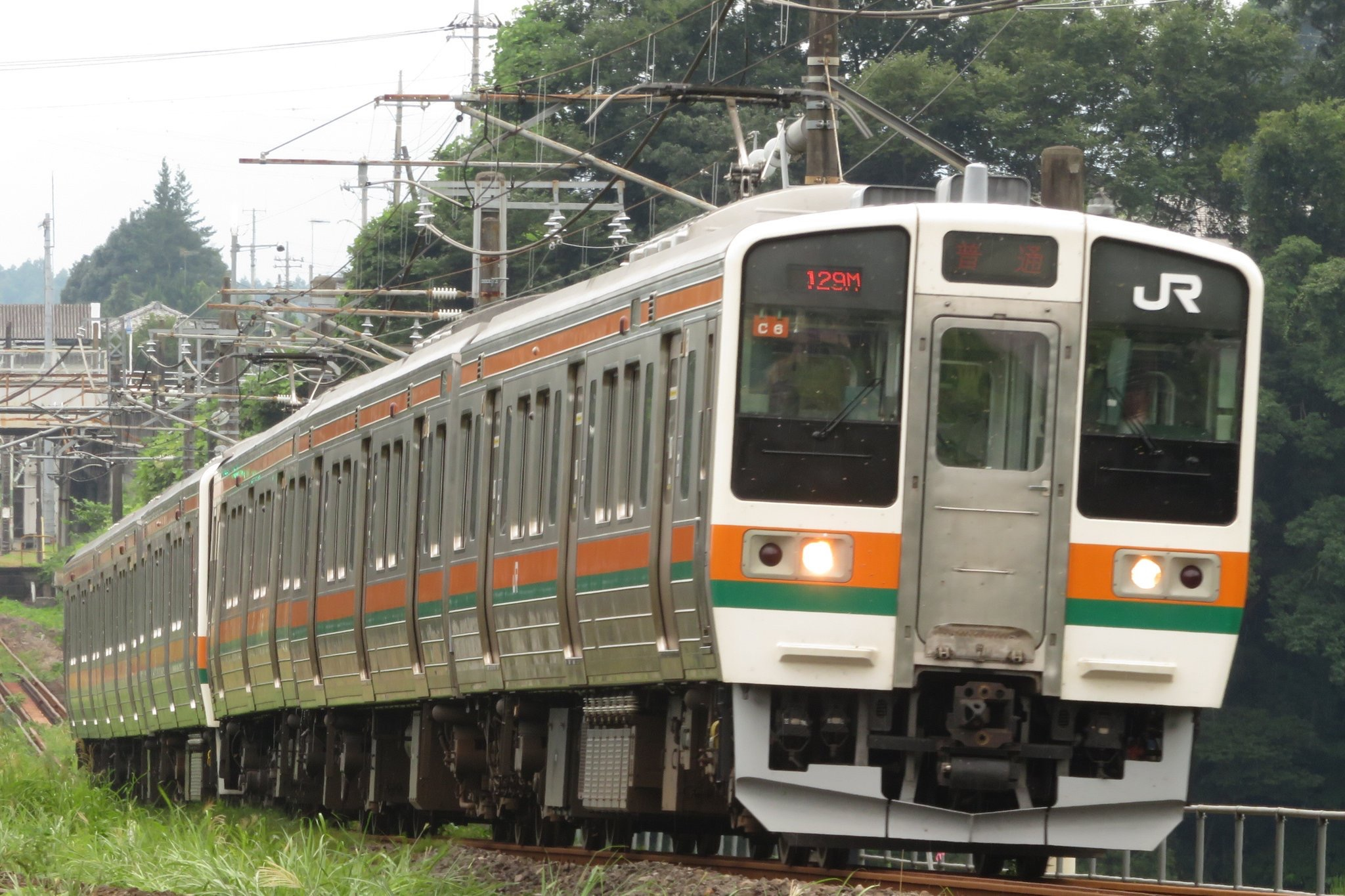
211系 （松井田駅 - 西松井田駅間）

北陸新幹線の開業後も高規格な複線電化路線として残されているが、北陸新幹線の開業および信越本線の分断により首都圏と長野県の信越本線沿線各市町を結ぶ都市間輸送の役割は終えており、ほぼ群馬県内のローカル輸送に徹した形となっている。この区間は群馬県内で完結しているが、新幹線開業後も一貫して「信越線」と案内されている。臨時列車を除くと、高崎駅 - 横川駅間で運行される普通列車のみの運転で、毎時1 - 2本程度が運行されている。この区間のラインカラーは黄緑色になっている。ワンマン運転は行っていない。列車によっては横川駅でJRバス関東の碓氷線に接続しており、さらに、軽井沢でしなの鉄道線の列車と接続する場合もある。

#### 臨時列車
高崎駅 - 横川駅間では、蒸気機関車（SL）牽引による臨時快速列車「SLぐんま よこかわ」が、土休日を中心に設定される。往復のうちどちらかは電気機関車（EL）牽引による「ELぐんま よこかわ」かディーゼル機関車（DL）牽引による「DLぐんま よこかわ」となる。横川駅には転車台や機回し線がないため、最後尾に復路で列車を牽引する機関車を連結して運転し、折り返し時に機関車の付け替えを行わず、最後尾の機関車が先頭になって列車を牽引している。

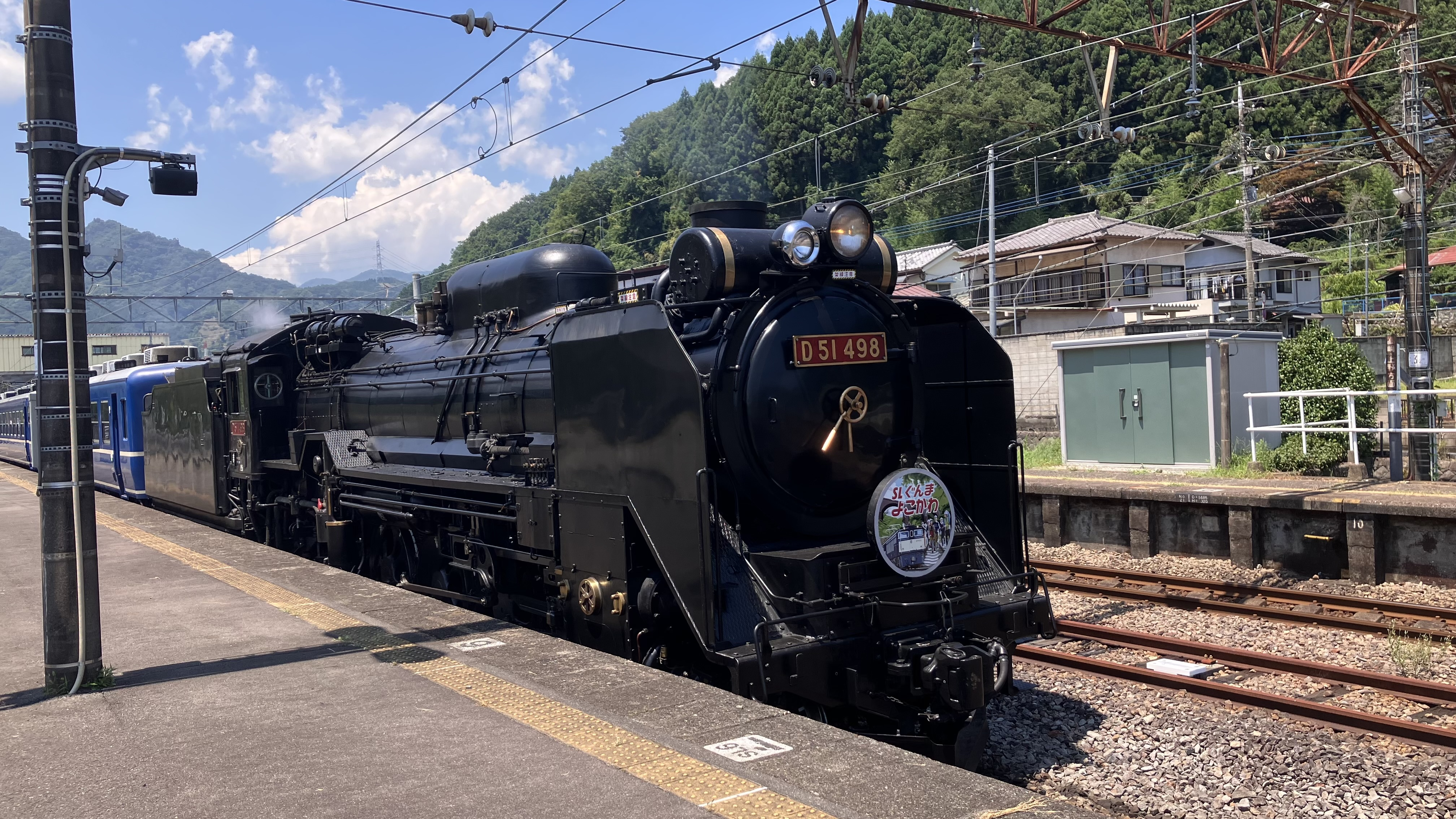
SLぐんまよこかわ

#### 貨物輸送
高崎駅 - 安中駅間には、福島臨海鉄道小名浜駅との間での鉱石輸送用の高速貨物列車（通称「安中貨物」）が1日1往復運行されていたが、2025年3月に運行を終了した。

### 篠ノ井駅 - 長野駅間
この区間は北陸新幹線開業以降も引き続きJR東日本が運営している。しかし、篠ノ井駅 - 長野駅間で完結する列車は下りが平日朝に1本、上りが日中に1本あるのみで、その他は全てが篠ノ井線またはしなの鉄道しなの鉄道線・北しなの線との直通列車であり、実質的に篠ノ井線の一部のように運行されている。2023年3月18日のダイヤ改正から長野発の篠ノ井行きの区間列車が設定されたが2024年3月16日のダイヤ改正で消滅し、2025年3月15日に再設定されている。
優等列車として、名古屋駅からの特急「しなの」が走っている。また、しなの鉄道線軽井沢駅から観光列車「ろくもん」が長野駅まで土休日中心に運行されている。
普通・快速列車は基本的には長野市周辺の輸送を担っているが、しなの鉄道線直通列車は朝夕を中心に軽井沢駅発着の列車もある。篠ノ井線直通列車は日中は松本駅発着の列車が多いが、朝夕は飯田線・中央本線直通の長距離列車が多く、最遠で飯田線には飯田駅発着、中央本線には大月駅発着で運行され、特急と同じく山梨県・長野県内の主要都市間輸送を担っている面もある。

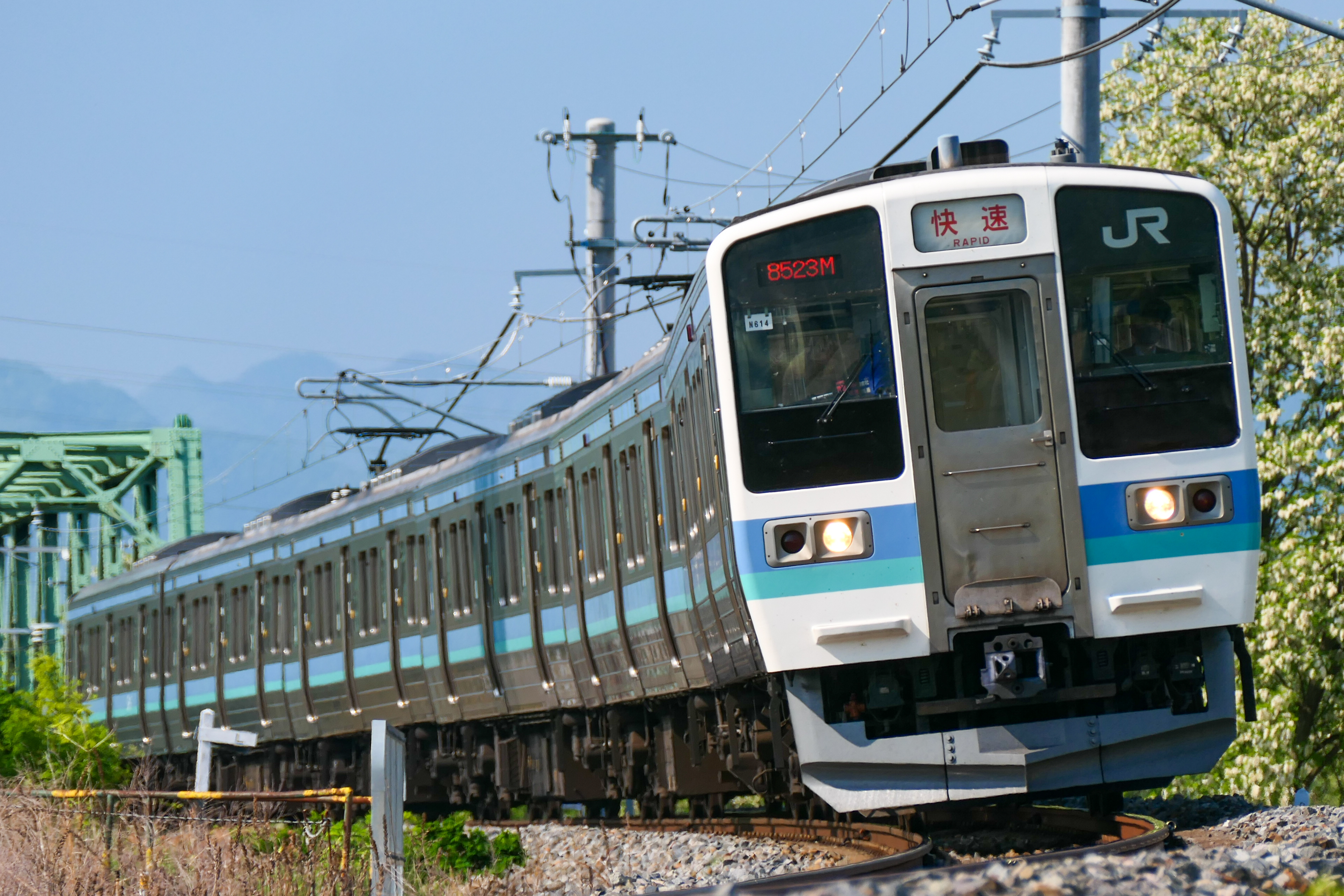
犀川橋梁を渡る211系（川中島 - 安茂里間 2022年5月）

#### 貨物輸送
篠ノ井駅 - 長野駅間には、コンテナ車による北しなの線北長野駅への高速貨物列車が、平日に1日2往復運行されている。それぞれ、首都圏発着、中京圏発着となっており、前者は隅田川駅発着、後者は名古屋貨物ターミナル駅発・稲沢駅着である。

### 直江津駅 - 新潟駅間
この区間は日本海縦貫線の一部として、かつては長距離運行する優等列車が多数設定されていたが、列車の運転系統分割や再編、廃止などによって徐々に縮小された（#過去の運行形態を参照）。2015年3月の北陸新幹線金沢延伸以降は特急「しらゆき」および快速列車による県内都市間輸送と、普通列車によるローカル輸送を主な役割としている。
新潟市と県内各都市を結ぶ高速バス「ときライナー」との競合があり、新潟駅 - 長岡駅間の格安回数券・フリーきっぷ（えちごワンデーパス等）の発売や快速の運転、などでサービスアップが図られている。長岡駅 - 新潟駅間の信越本線は信濃川東岸を走り、羽越本線・磐越西線も乗り入れる新津駅（新潟市秋葉区）などの各駅が新潟都市圏南東部の公共交通を支えているのに対して、長距離輸送を担う上越新幹線は長岡駅 - 新潟駅間には燕三条駅以外に駅がなく、相互に補完し合う関係となっている。

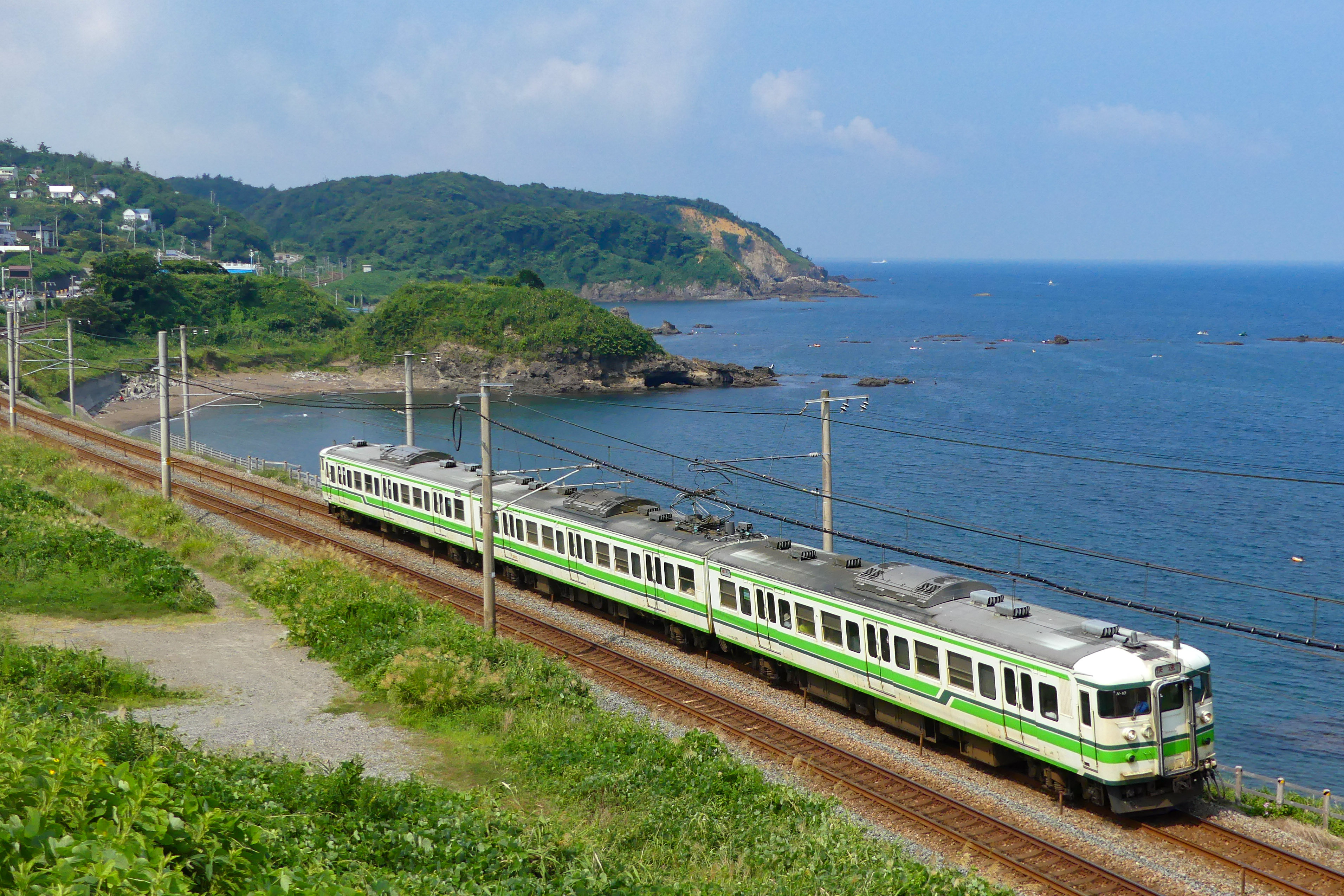
日本海に沿って走る115系（青海川 - 鯨波間 2016年8月）

#### 特急・快速列車
特急列車は妙高はねうまラインから直通する「しらゆき」が新井駅・上越妙高駅 - 新潟駅間で4往復運転されている。「しらゆき」は上越妙高駅で北陸新幹線に、長岡駅で上越新幹線にそれぞれ接続し、新潟・長岡地区と糸魚川・富山・金沢方面および首都圏と柏崎地域との間を連絡する役割も担っている。
快速列車は朝夕を中心に直江津駅 - 新潟駅間で1往復、直江津駅 - 長岡駅間で上り2本・下り3本、長岡駅 - 新潟駅間で1往復運転される。これらは2012年3月改正で廃止された急行「きたぐに」、2015年3月改正で廃止された特急「北越」、快速「くびき野」の代替、特急「しらゆき」の補完という性格もあり、通過駅が多い。このためいずれの列車も普通列車と比べて20分 - 1時間程度の高い速達効果を有している。2022年3月のダイヤ改正より、代走を除き全てE129系が充当されている。
なお、2015年3月改正から2017年3月改正まではえちごトキめき鉄道日本海ひすいライン糸魚川駅を発着とする列車が1往復設定され、485系3000番台が用いられた。また、2022年3月改正までは新潟駅発新井駅行きの快速もあり、115系の運用もあった。また、快速「信越」の運転もあり、こちらはE653系が充当されていた。
また、新津駅 - 新潟駅間では磐越西線から直通する快速列車が運行されている。2023年3月18日ダイヤ改正までは、直江津駅 - 犀潟駅間でほくほく線直通の快速列車や超快速列車「スノーラビット」が運転されていた。
特急・快速列車の停車駅の比較は以下の通りである（2022年3月12日改正時点）。
| 種別・列車名 | 始発・ 終着駅       | 直江津駅 | 黒井駅 | 犀潟駅 | 柿崎駅 | 柏崎駅 | 来迎寺駅 | 宮内駅 | 長岡駅 | 見附駅 | 三条駅 | 東三条駅 | 加茂駅 | 矢代田駅 | 新津駅 | 亀田駅 | 新潟駅 | 備考                                                      |
| ------------ | ------------------- | -------- | ------ | ------ | ------ | ------ | -------- | ------ | ------ | ------ | ------ | -------- | ------ | -------- | ------ | ------ | ------ | --------------------------------------------------------- |
| 特急しらゆき | 上越妙高駅・ 新井駅 | ●        | ―      | ―      | ●      | ●      | ―        | ―      | ●      | ●      | ―      | ●        | ●      | ―        | ●      | ―      | ●      | 上越妙高駅 - 新潟駅間2往復設定 新井駅 - 新潟駅間2往復設定 |
| 快速         | 直江津駅            | ●        | ―      | ●      | ●      | ●      | ●        | ●      | ●      | ●      | ●      | ●        | ●      | ●        | ●      | ●      | ●      | 1往復設定                                                 |
| 快速         | 直江津駅            | ●        | ●      | ●      | ●      | ●      | ●        | ●      | ●      |        |        |          |        |          |        |        |        | 上り2本、下り3本設定                                      |
| 快速         | 長岡駅              |          |        |        |        |        |          |        | ●      | ●      | ●      | ●        | ●      | ●        | ●      | ●      | ●      | 1往復設定                                                 |

1. ↑  下りは直江津駅 - 柿崎駅間各駅に停車

| 種別 | 始発駅 | 磐越西線 | 磐越西線 | 磐越西線 | 磐越西線 | 磐越西線 | 磐越西線 | 信越本線 | 信越本線 | 信越本線   | 信越本線 | 備考              |
| 種別 | 始発駅 | 馬下駅   | 猿和田駅 | 五泉駅   | 北五泉駅 | 新関駅   | 東新津駅 | 新津駅   | 亀田駅   | 越後石山駅 | 新潟駅   | 備考              |
| ---- | ------ | -------- | -------- | -------- | -------- | -------- | -------- | -------- | -------- | ---------- | -------- | ----------------- |
| 快速 | 馬下駅 | ●        | ●        | ●        | ●        | ●        | ●        | ●        | ●        | ●          | ●        | 下り1本、休日運休 |
| 快速 | 五泉駅 |          |          | ●        | ●        | ●        | ●        | ●        | ●        | ―          | ●        | 下り1本、毎日運転 |

#### 普通列車
普通列車は長岡駅でほぼ運転系統が分断されている。
直江津駅 - 柏崎駅 - 長岡駅間はおおむね1 - 2時間に1本程度の運行である。長岡駅の南隣の宮内駅を終点とする上越線は全列車が長岡駅まで運転されるほか、朝の石打駅発の1本は新潟駅まで直通する。信越本線で長岡駅を越えて新潟方面に直通する普通列車はこの列車と朝の柏崎駅発新潟駅行き、夜の直江津駅発新潟駅行きの下り3本のみである。また、長岡駅発着で上越線を経由して飯山線へ直通する列車が2往復設定されている。直江津駅 - 犀潟駅間には北越急行ほくほく線に直通する列車もあり、一部列車は黒井駅に停車する。また、朝には柏崎駅・柿崎駅からえちごトキめき鉄道妙高はねうまラインへの直通列車がえちごトキめき鉄道車両で運転されており、間合い運用として夜間に直江津駅 - 長岡駅間で信越線内のみの運用も行われている。
長岡駅 - 新津駅間は日中1時間に1本程度であるが、朝夕は本数が多く設定されている。新津駅 - 新潟駅間は区間列車も多数運行されており、日中は1時間に3本（約20分間隔）、平日朝ピーク時には磐越西線からの直通列車も含めて1時間に9本程度（約5 - 8分間隔）が運行されている。新潟駅から白新線・越後線と直通運転する列車も存在する。新津駅 - 新潟駅間はピーク時の輸送人員が年々増加している区間であり、混雑率は2011年度には96%であったものが2013年度には111%、2018年度には143%に、2020年度は新型コロナウイルス感染症 (COVID-19)流行の影響で三大都市圏の輸送量が減少したこともあって、全国のJR線の中で最も高い135%の数値となった。
直江津駅 - 長岡駅間・新津駅 - 新潟駅間のE129系を使用する2両編成の列車では一部を除きワンマン運転が実施されている。無人駅（黒井駅、土底浜駅、潟町駅、上下浜駅 、柿崎駅、米山駅、笠島駅、青海川駅、鯨波駅、茨目駅、安田駅、北条駅、越後広田駅、長鳥駅、塚山駅、越後岩塚駅、来迎寺駅、前川駅）では先頭車両の最も前側のドアのみが出口で、運賃は車内精算となる。新津駅 - 新潟駅間は全駅が有人駅のため駅で運賃収受を行う都市型ワンマン運転で、全てのドアより乗降できるが、営業時間外の乗降・精算は無人駅に準じる。

#### 観光列車
この区間には以下の観光列車が運行されている。
- 柳都Shu*Kura：妙高はねうまライン上越妙高駅（旧信越本線、脇野田駅）から長岡駅経由で新潟駅間を土休日中心に運行している。

#### 貨物輸送
直江津駅 - 越後石山駅 - 新潟貨物ターミナル駅間は、前述のように日本海縦貫線の一部を成しており、貨物輸送が盛んである。当該区間の大半の貨物列車は、EF510形電気機関車が牽引するコンテナ車で編成された高速貨物列車である。当該区間のコンテナ取り扱い駅は、黒井駅、柏崎オフレールステーション（ORS）、南長岡駅、新潟貨物ターミナル駅である。
上沼垂信号場 - 焼島駅間は、コンテナ車による高速貨物列車が、平日に1日2往復運行されている。どちらも上沼垂信号場から白新線経由で新潟貨物ターミナル駅に乗り入れ、うち上り1本は首都圏の隅田川駅まで運行される。詳細は「焼島駅」の項も参照。

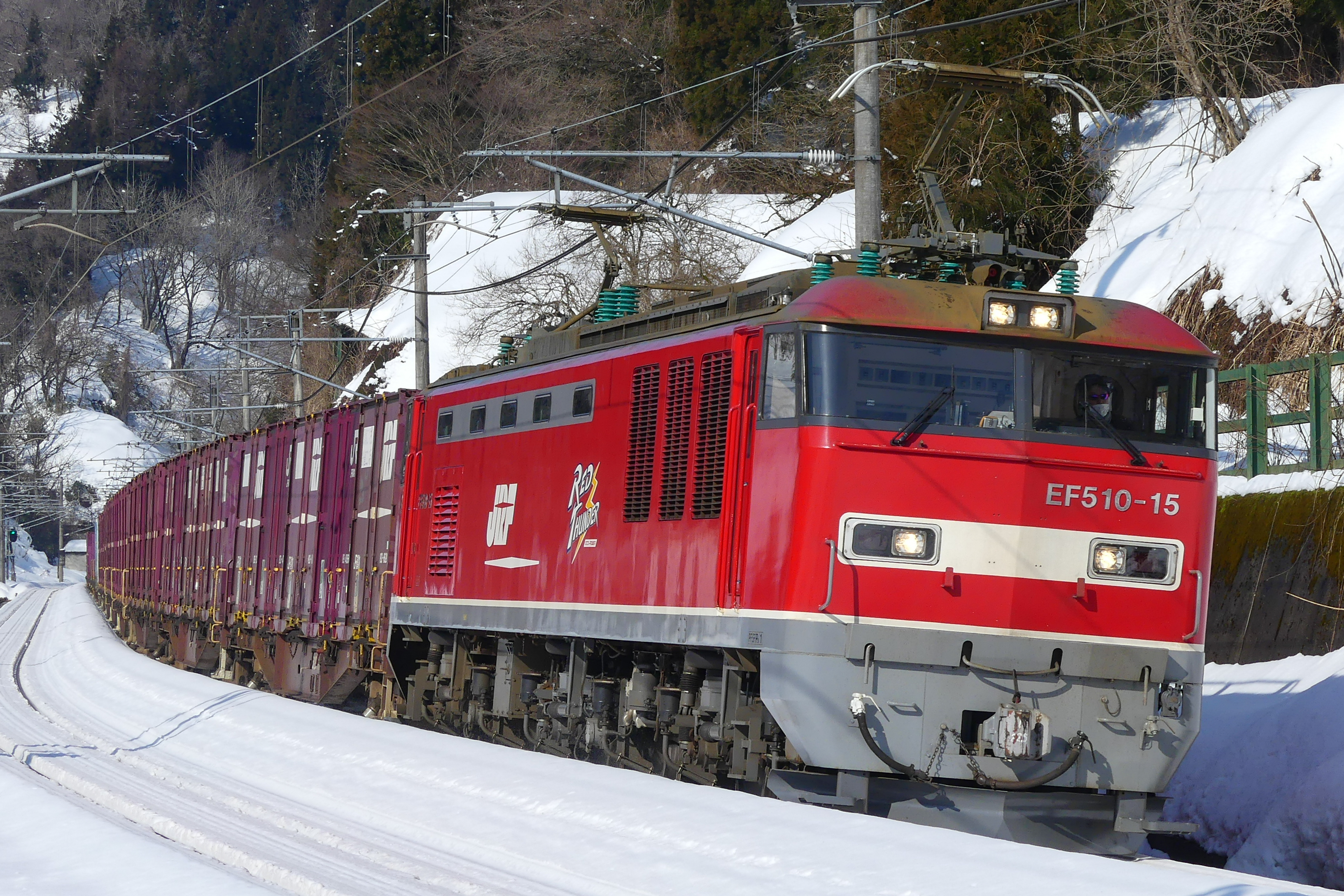
長鳥 - 塚山間を走行する貨物列車（2017年2月）

### 過去の運行形態

#### 高崎駅 - 直江津駅間

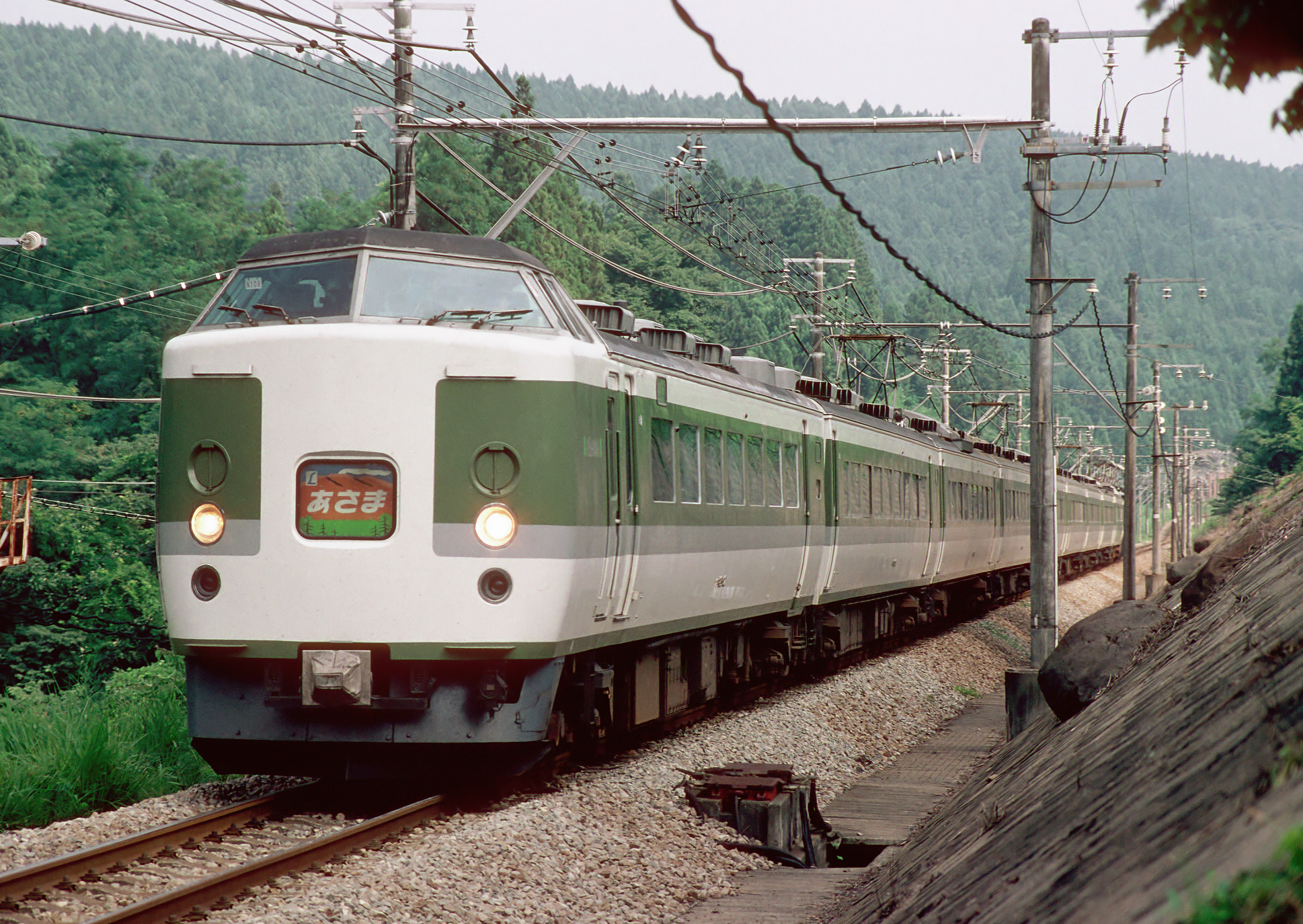
189系特急「あさま」（1997年、横川駅 - 軽井沢駅間）
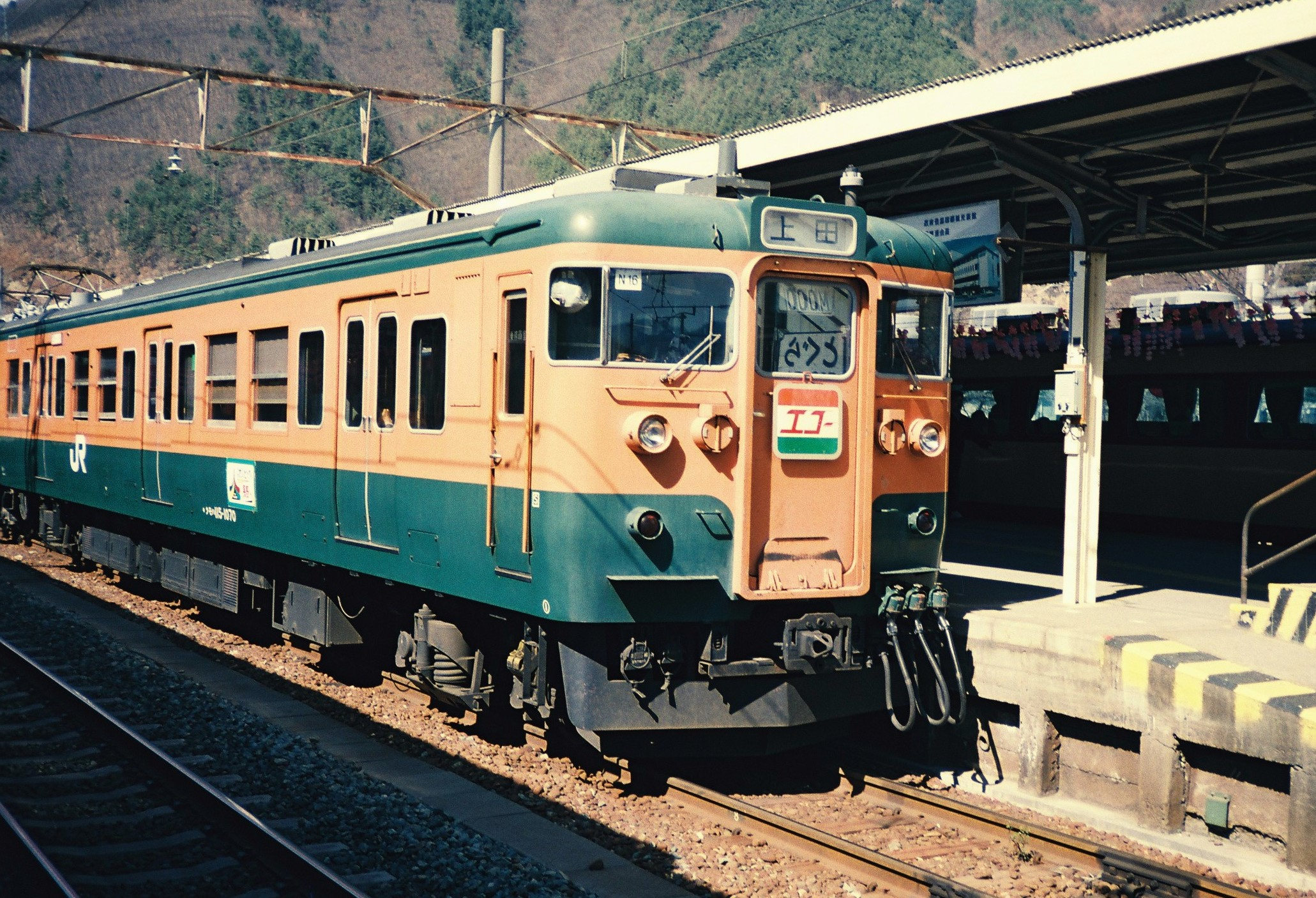
長野地区の信越本線を走った「エコー電車」115系（1987年、戸倉駅）

#### 直江津駅 - 新潟駅間
この区間では特急「白鳥」や、寝台特急「日本海」、急行「きたぐに」など、かつては日本海縦貫線を長距離運行する列車が多数設定されていたが、廃止や列車の系統分割などによって徐々に縮小され、最後まで残存した特急「北越」（金沢駅 - 新潟駅間）、寝台特急「トワイライトエクスプレス」（大阪駅 - 札幌駅間）についても、2015年（平成27年）3月13日に運行を終了した。
また、同区間では特急「とき」をはじめとする首都圏から上越線経由で信越本線に入る列車や、さらに下越から山形県庄内地方など東北日本海側各県へ、上越から富山以西の北陸三県へ直通する列車も設定されていたが、上越新幹線開業後は対首都圏間の輸送のメインを新幹線に譲っており、首都圏対北陸地方間についてはさらに北陸新幹線へ遷移した。
夜行列車についても2010年（平成22年）3月12日の始発駅発車分をもって寝台特急「北陸」が廃止、急行「能登」が定期運行を終了、2014年（平成26年）3月14日の始発駅発車分をもって寝台特急「あけぼの」が定期運行を終了している。夜行の快速「ムーンライトえちご」も 2014年（平成26年）6月以降は列車が設定されていない。
1968年（昭和43年）から2010年（平成22年）までの夏には臨時列車「マリンブルーくじらなみ号」が上越線経由で高崎駅方面との間で運転されていた。また、2002年（平成14年）4月から2018年（平成30年）4月まで「SLばんえつ物語」号が新津駅から新潟駅まで延長運転されていた。

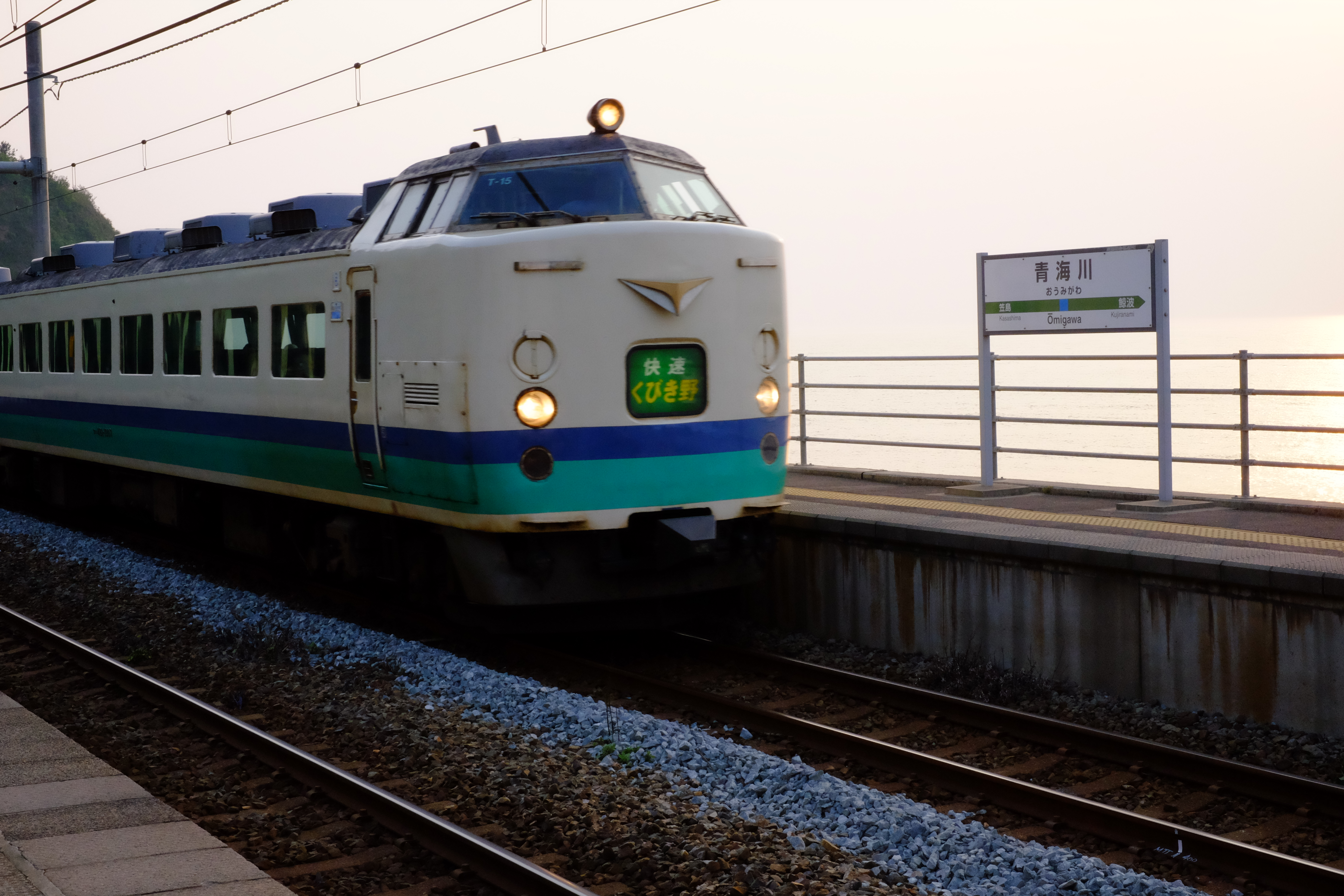
新井と新潟を結んでいた快速「くびき野」（2014年5月）
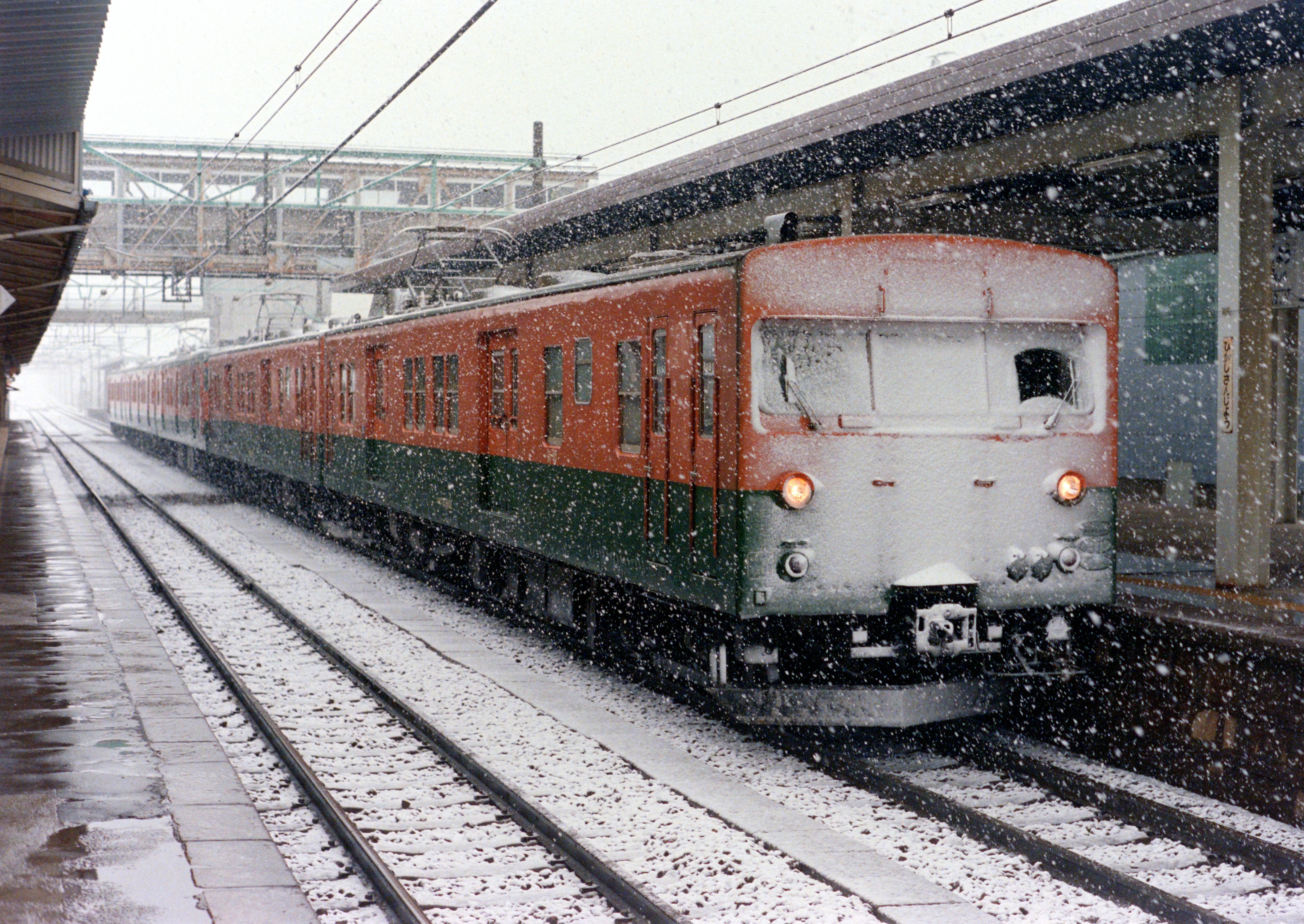
荷物車を併結して運行される新潟行の普通列車（1985年、東三条駅）

## 使用車両
定期列車について記載。特記なき限りJR東日本（および過去の車両で1987年より前に運用終了したものは国鉄）の車両。

### 現在の使用車両

#### 高崎駅 - 横川駅間
- 電車
  - 211系：高崎車両センター所属

- 211系
（松井田駅 - 西松井田駅間）

#### 篠ノ井駅 - 長野駅間
- 電車
  - E353系（特急「信州」）：松本車両センター所属
  - E127系：松本車両センター所属
  - 211系：長野総合車両センター所属
  - 383系（特急「しなの」）：JR東海神領車両区所属
  - 115系：しなの鉄道所属
  - SR1系：しなの鉄道所属

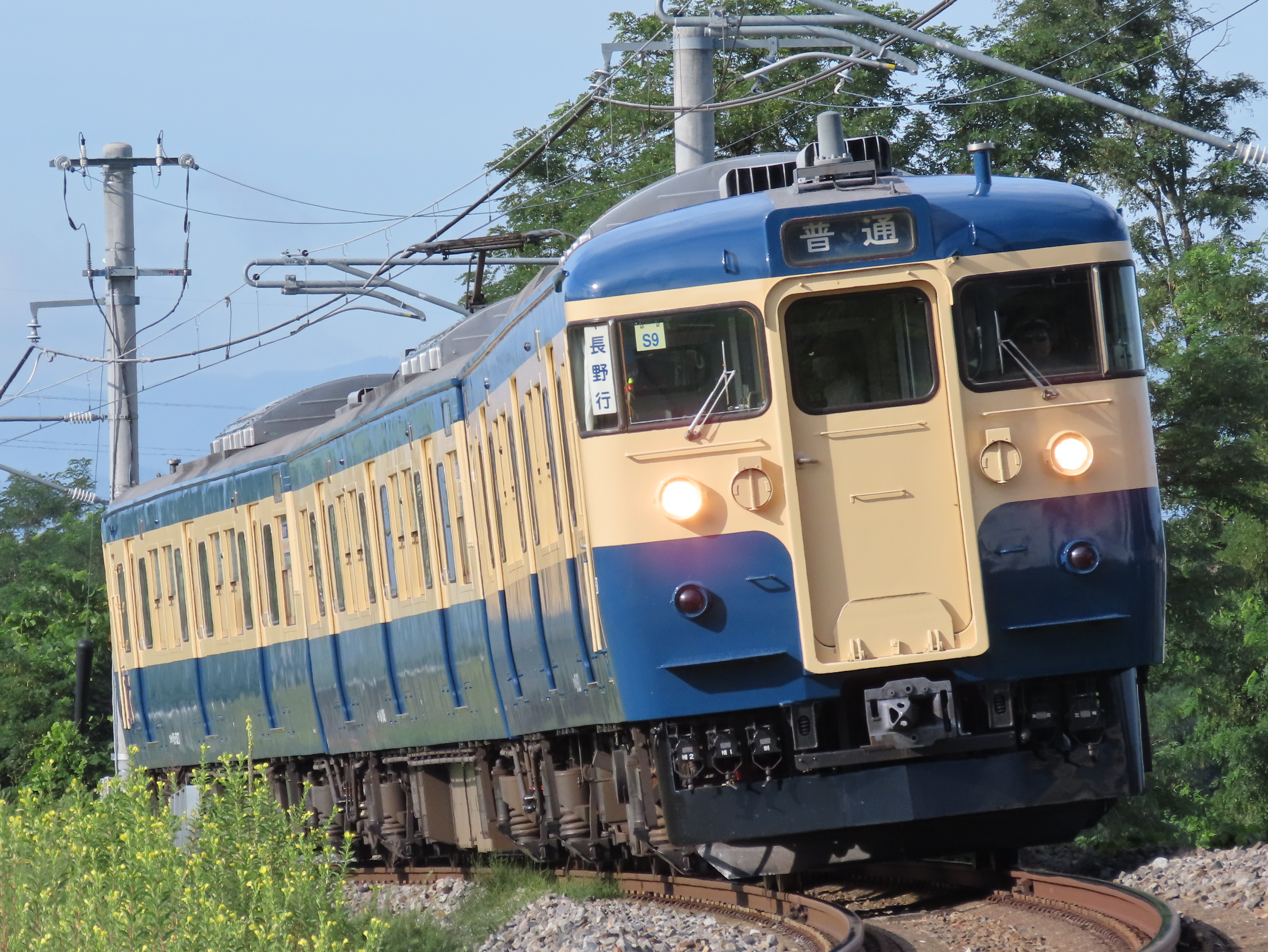
しなの鉄道 115系 （川中島駅 - 安茂里駅間）
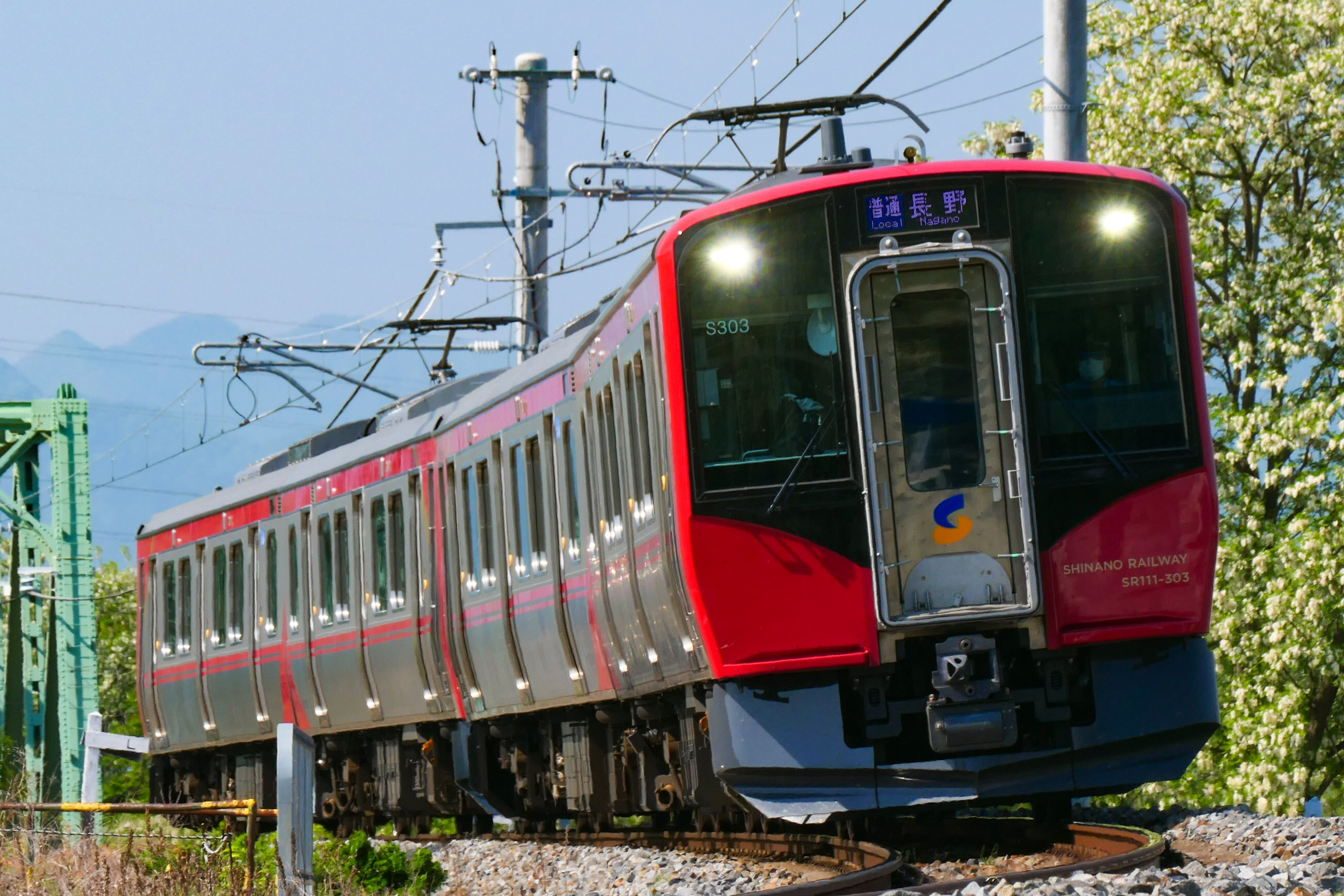
しなの鉄道 SR1系 （川中島駅 - 安茂里駅間）

#### 直江津駅 - 新潟駅間
- 電車
  - E653系（特急「しらゆき」）：新潟車両センター所属
  - E129系：新潟車両センター所属
  - HK100形：北越急行所属（直江津駅 - 犀潟駅間）
  - ET127系：えちごトキめき鉄道所属（直江津駅 - 長岡駅間）
- 気動車
  - キハ110系：長野総合車両センター所属（宮内駅 - 長岡駅間）・新潟車両センター新津派出所所属（新津駅 - 新潟駅間）
  - GV-E400系：新潟車両センター新津派出所所属（新津駅 - 新潟駅間）

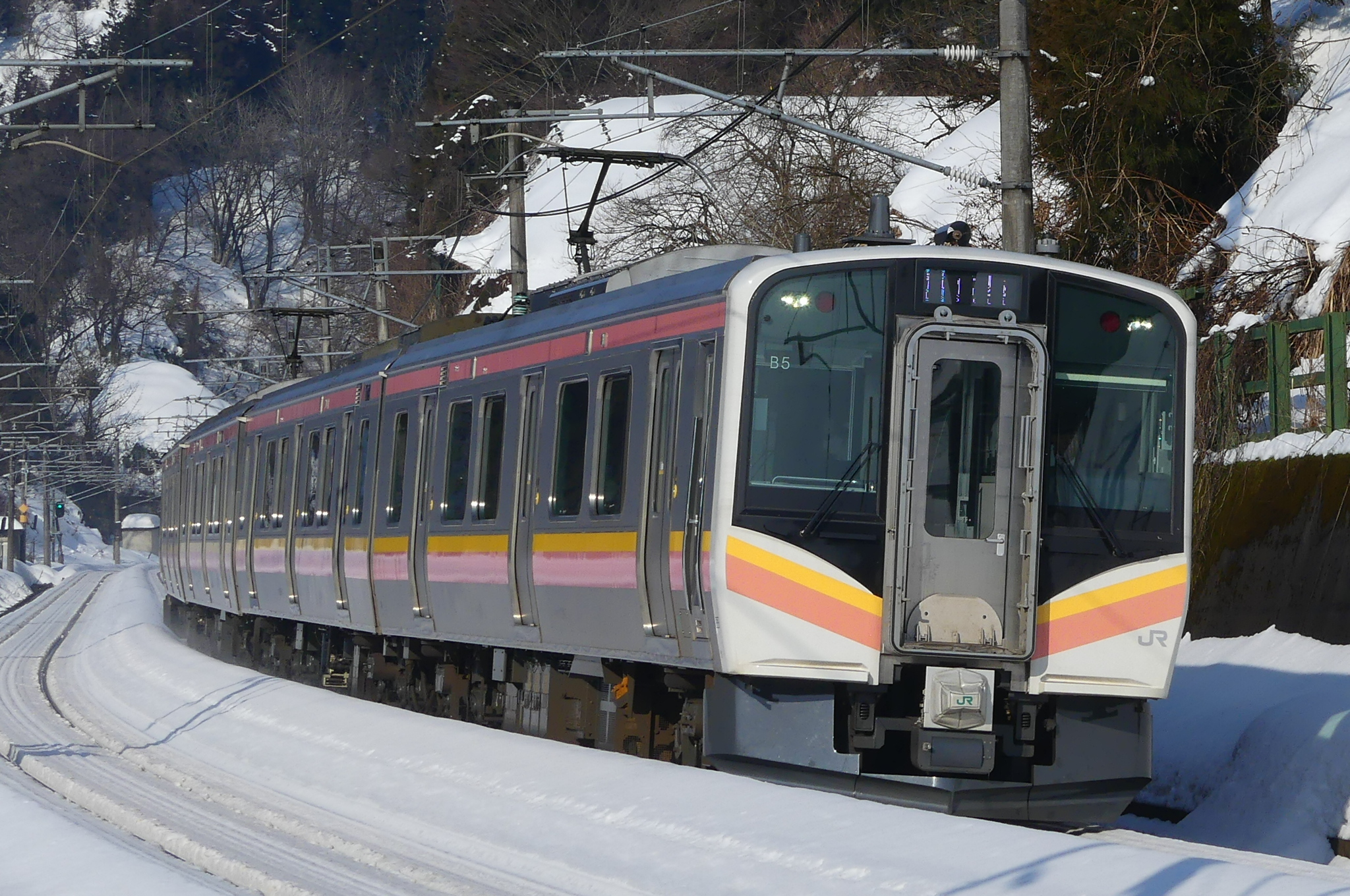
E129系（長鳥駅 - 塚山駅間）
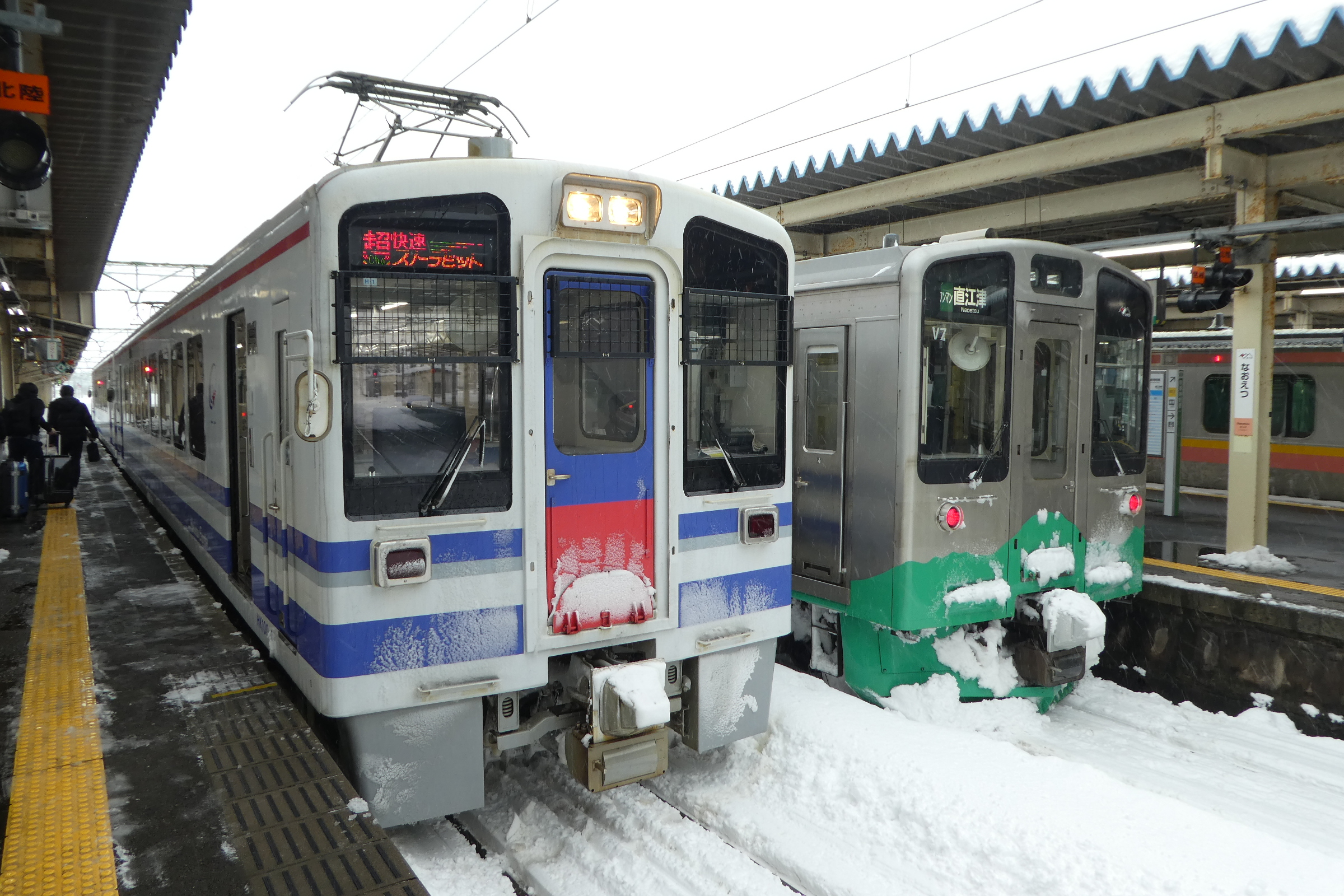
北越急行HK100系（左）、えちごトキめき鉄道ET127系（右）
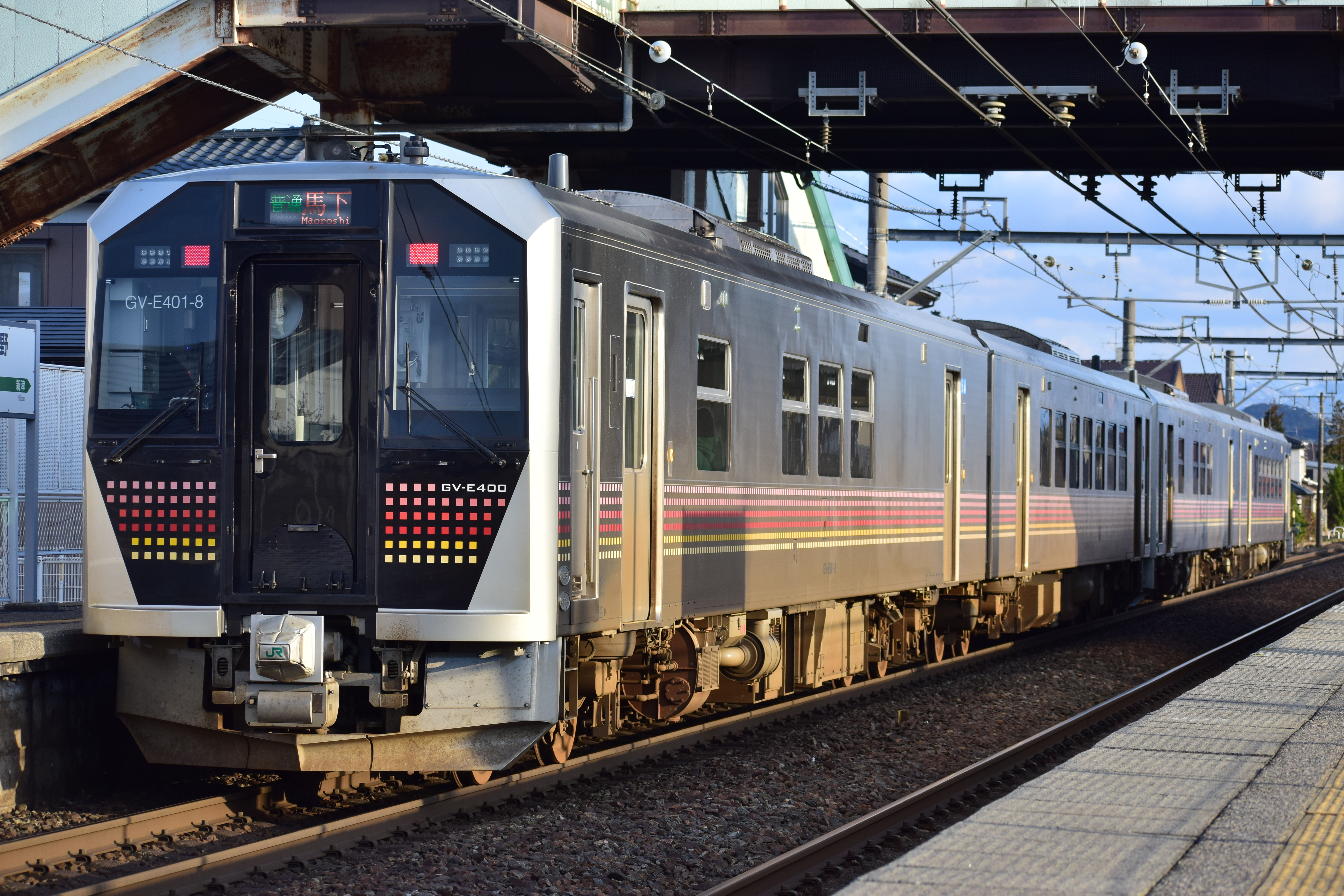
GV-E400系（さつき野駅）

### 過去の使用車両
- 電車
  - 40系：新前橋電車区所属

2020年時点の新潟支社管内等における運行車両（特急型車両を除く）

2014年7月時点の新潟支社管内等における運行車両（特急型車両を除く）

  - 51系（32系・40系・42系からの改造車を含む）：松本運転所・長岡運転所所属
  - 70系：松本運転所・長岡運転所所属
  - 80系：松本運転所・神領電車区・長岡運転所所属
  - 107系：高崎車両センター所属
  - 115系：高崎車両センター・長野総合車両センター・新潟車両センター所属[注釈 4]
  - E127系：新潟車両センター所属（長岡駅 - 新潟駅間、2015年3月まで運用後、えちごトキめき鉄道に譲渡）
  - 153系：神領電車区所属
  - 165系：新前橋電車区・長野運転所・新潟運転所・JR東海神領車両区所属
  - 169系：長野運転所・しなの鉄道所属
  - 181系：長野運転所・田町電車区・新潟運転所所属
  - 183系：新潟運転所所属
  - 189系：長野運転所所属
  - E257系：松本車両センター所属
  - 313系：JR東海神領車両区所属
  - 381系：JR東海神領電車区所属
  - 485系：新潟車両センター・JR西日本金沢運転所所属
  - 489系：JR西日本金沢運転所所属
  - 583系：JR西日本京都総合運転所所属
  - 681系：JR西日本金沢総合車両所・北越急行所属（直江津駅 - 犀潟駅間）
  - 683系：北越急行所属（直江津駅 - 犀潟駅間）
- 気動車
  - キハ40・47・48形：長野総合車両所・新津運輸区所属
  - キハ52形：長野総合車両所・新津運輸区所属
  - キハ28・58形：長野総合車両所・新津運輸区所属
  - キハE120形：新津運輸区所属（新津駅 - 新潟駅間、2020年3月まで）
- 電気機関車
  - EF62形：田端運転所所属
  - EF63形：横川運転区所属
  - EF64形：長岡車両センター所属
  - EF81形：青森車両センター・JR西日本敦賀地域鉄道部所属
- ディーゼル機関車
  - DD51形：長岡運転区所属
- 蒸気機関車
  - C57形：国鉄時代は直江津機関区、新津機関区、新潟機関区に配置。JR東日本発足後は180号機が新津運輸区所属（新潟駅 - 新津駅間で2002年4月 - 2018年3月）
- 客車
  - 12系：新津運輸区所属（「SLばんえつ物語」として新潟駅 - 新津駅間で2002年4月 - 2018年3月。国鉄時代は急行「きたぐに」の普通車でも運用）
  - 14系：尾久車両センター所属
  - 24系：青森車両センター・JR西日本向日町運転所・JR西日本宮原客車区所属
  - 50系：上沼垂運転区所属

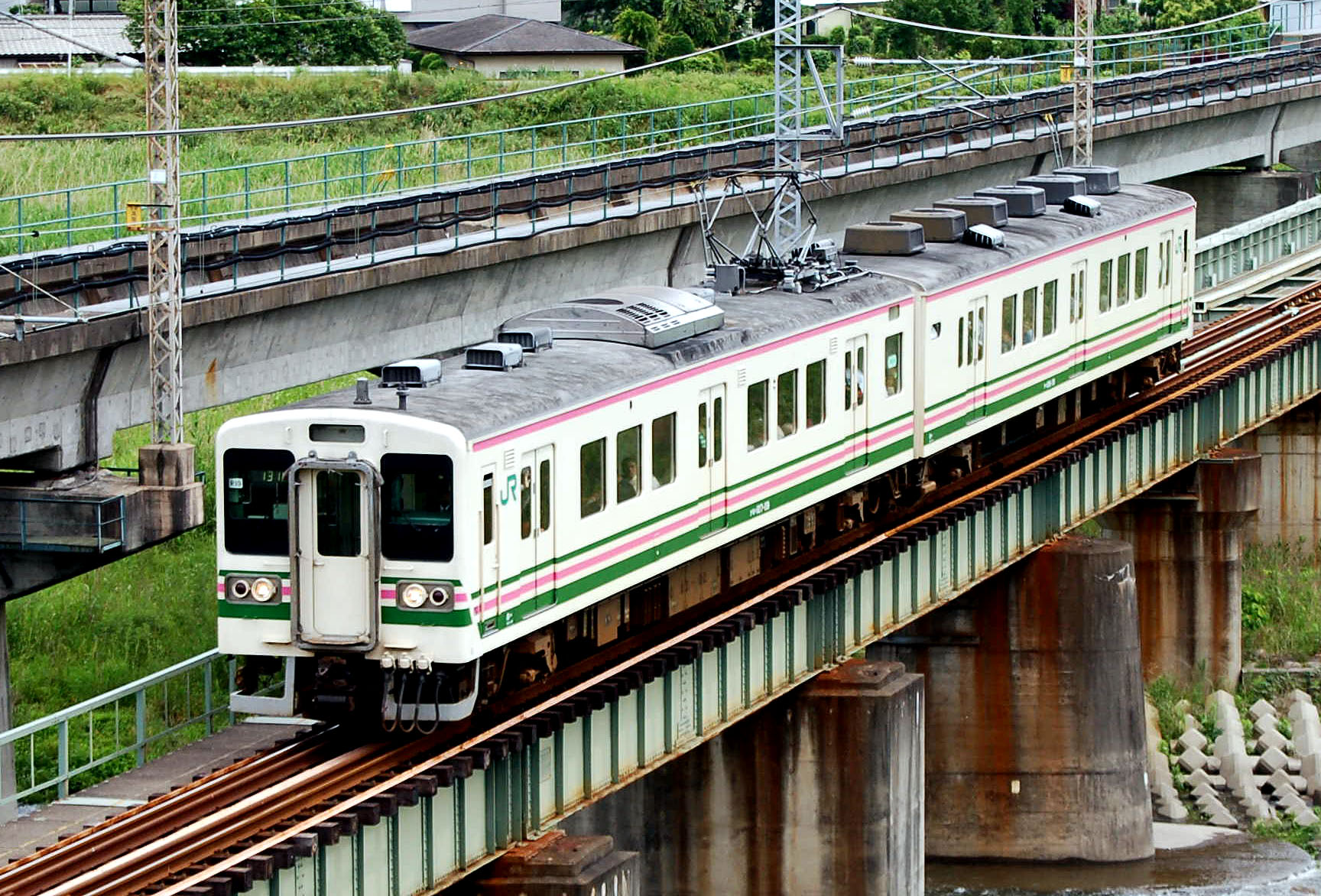
107系（2006年、群馬八幡駅 - 安中駅間）
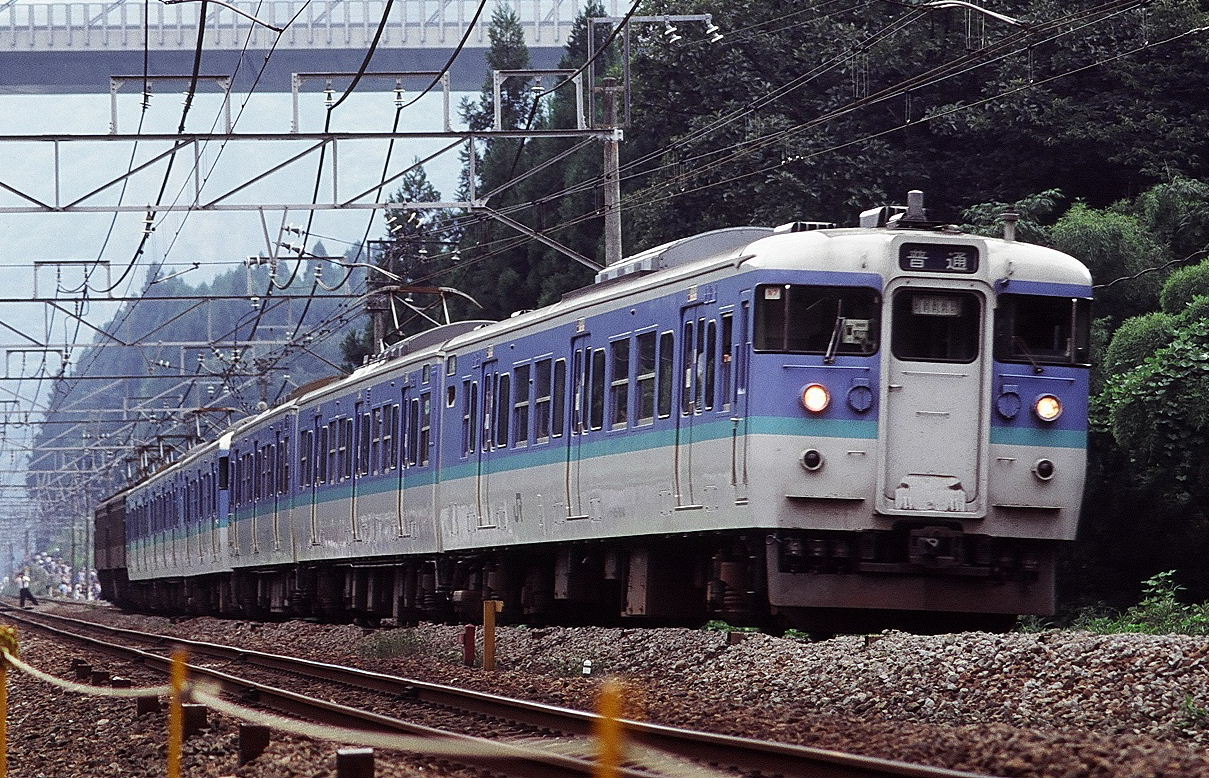
115系二次信州色（1997年、碓氷峠）
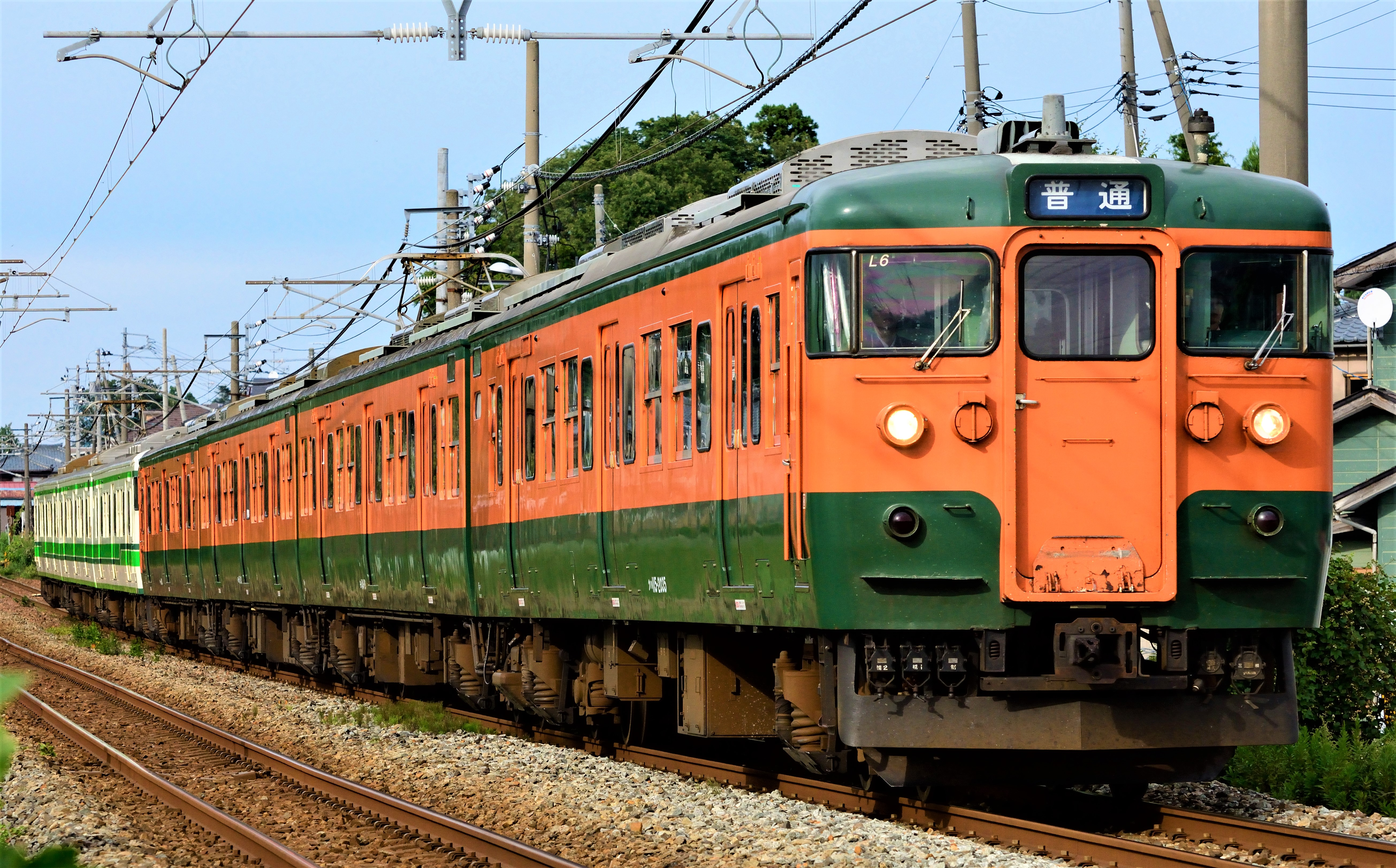
115系湘南色・二次新潟色（2014年、古津駅 - 新津駅）
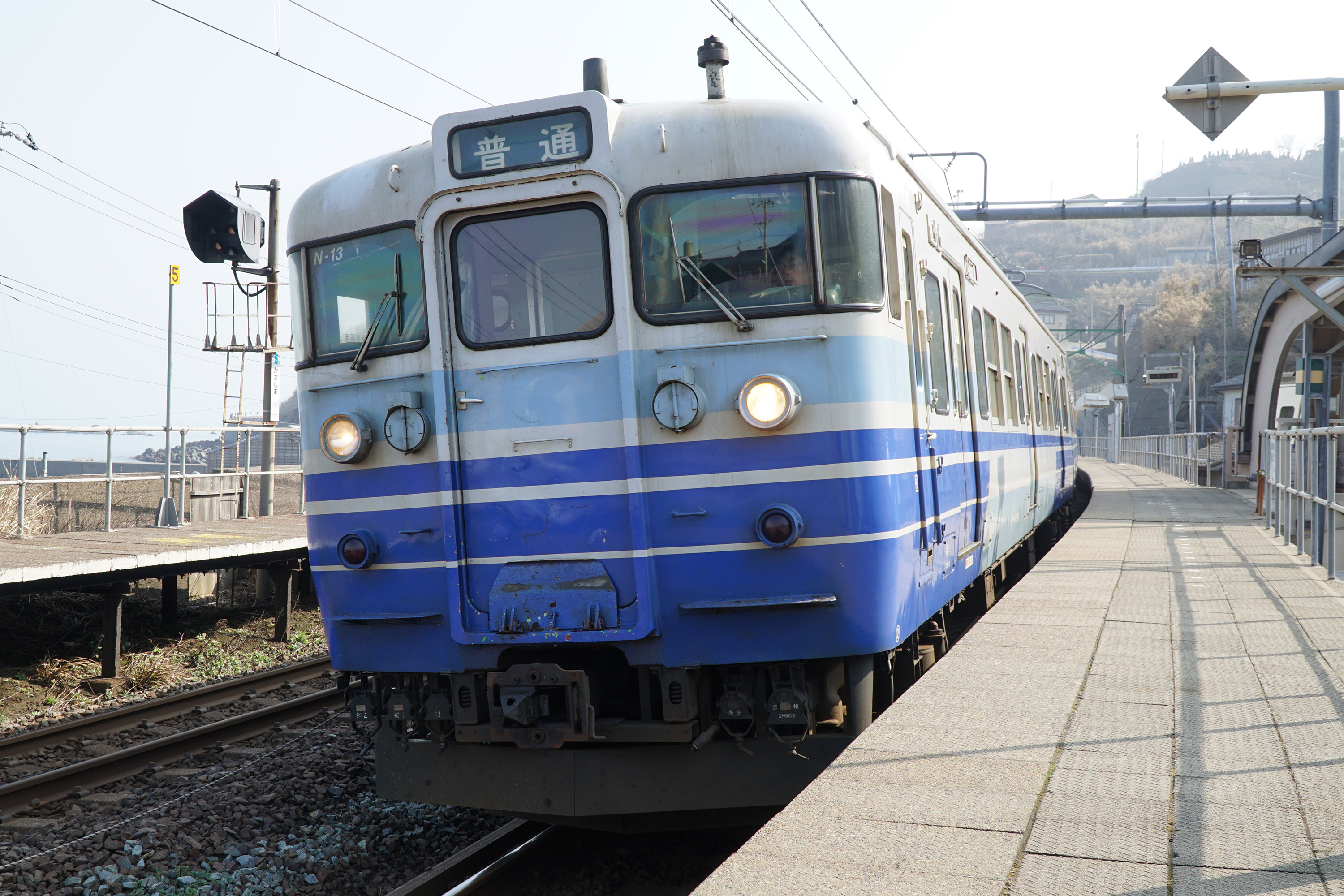
115系三次新潟色（2014年、笠島駅）
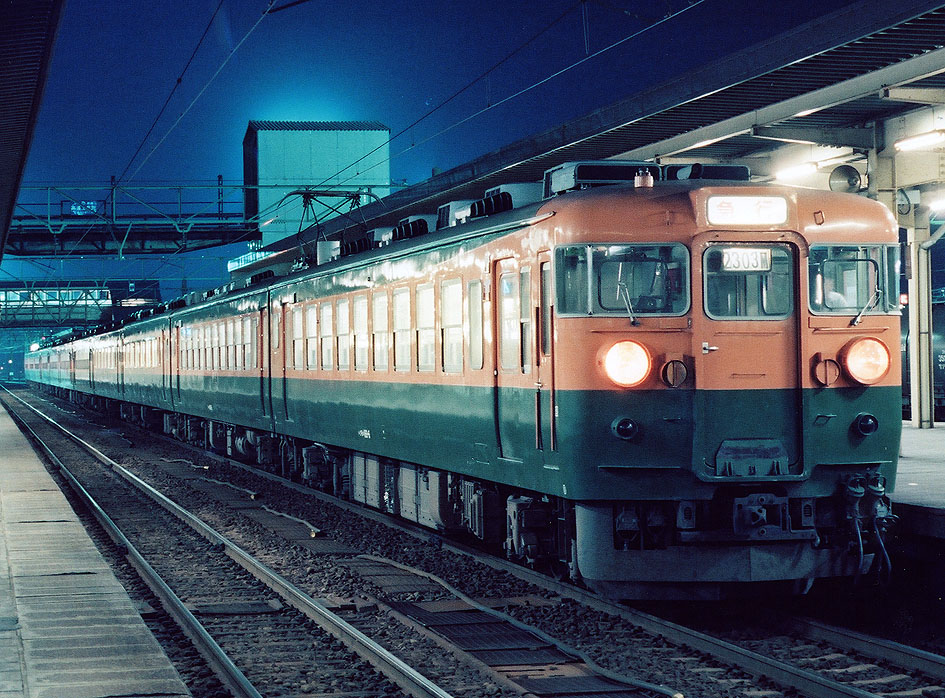
169系 急行「妙高」（1982年、直江津駅）
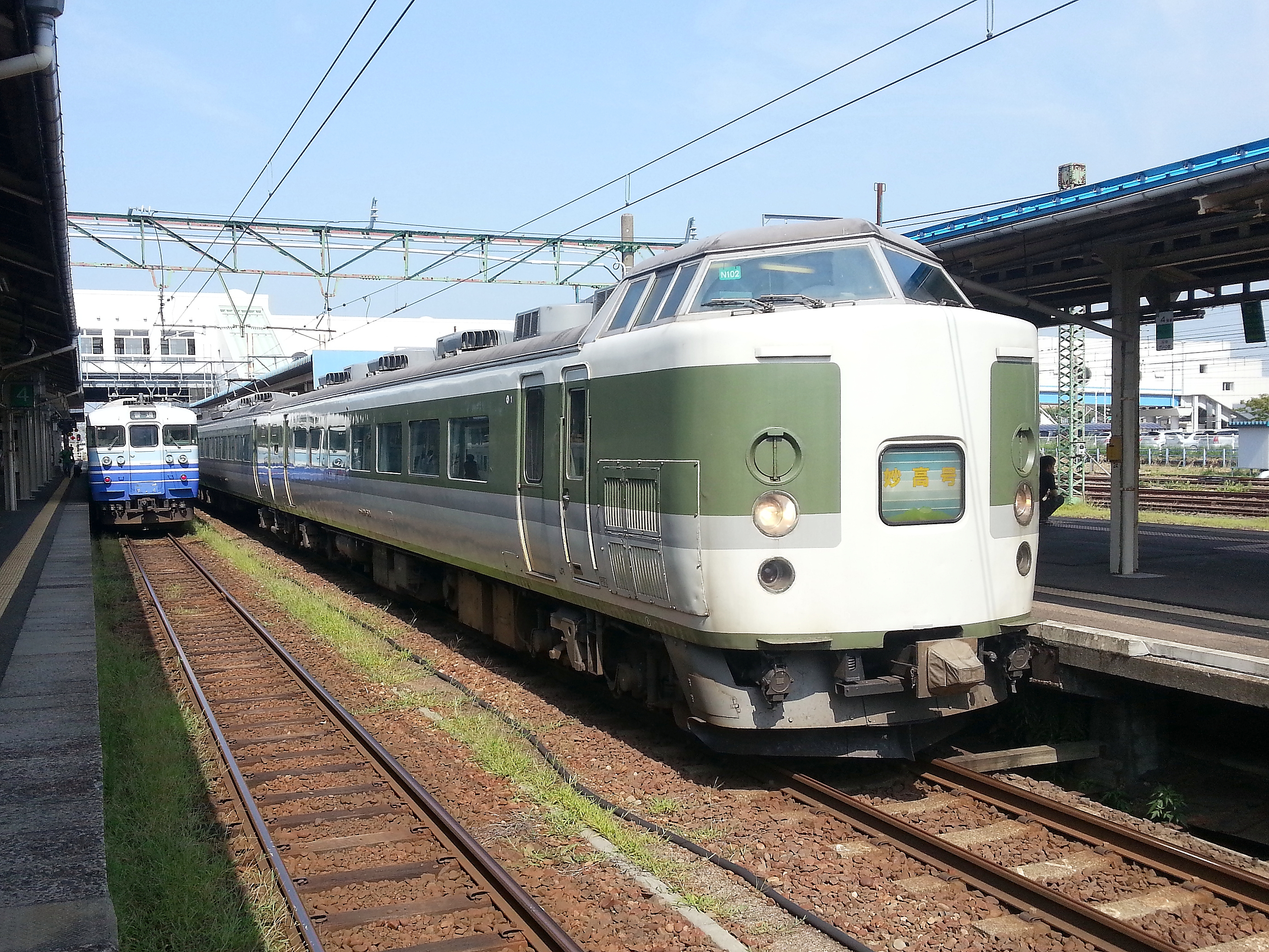
189系 普通「妙高」（2013年、直江津駅）
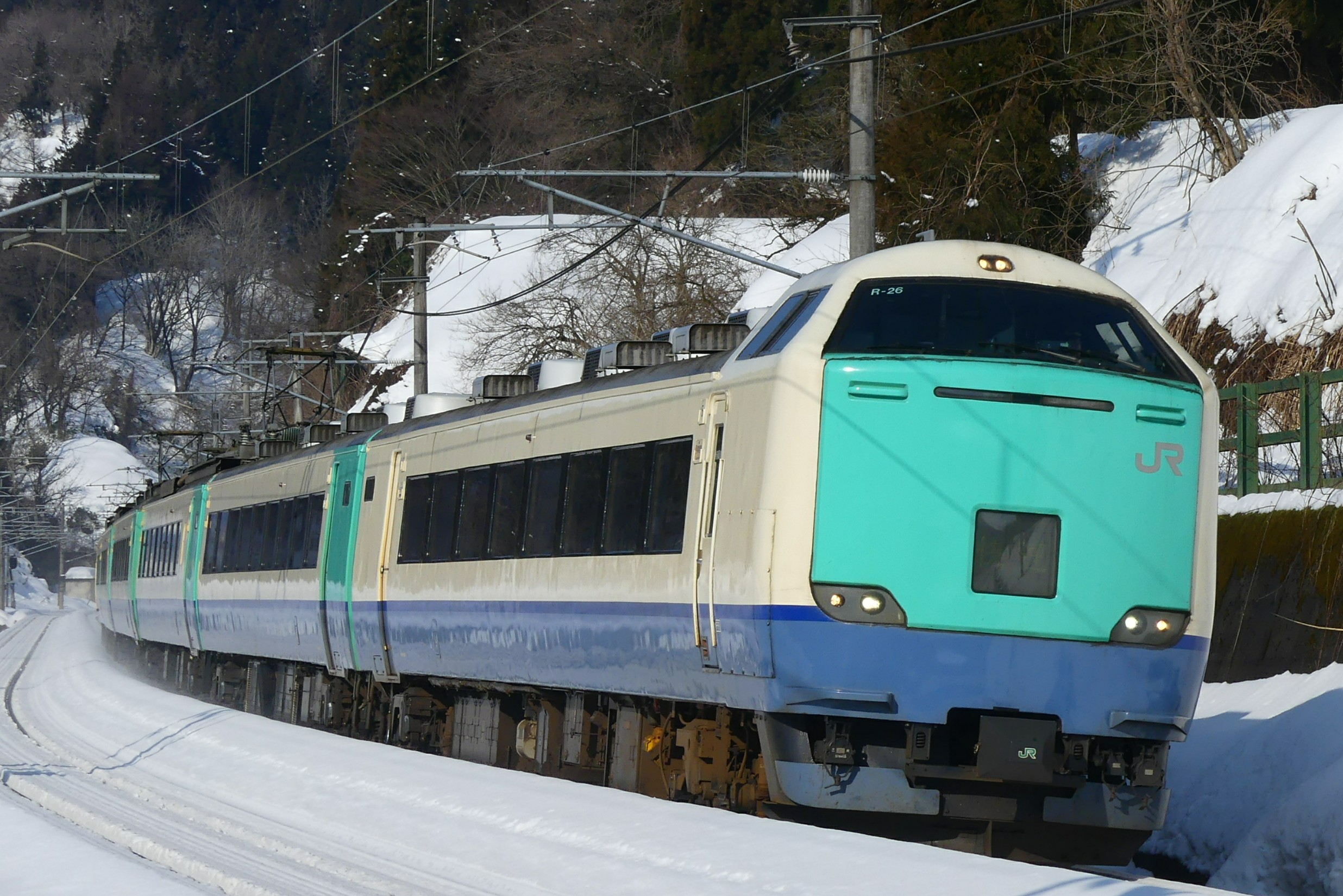
485系（2018年、長鳥駅 - 塚山駅間）
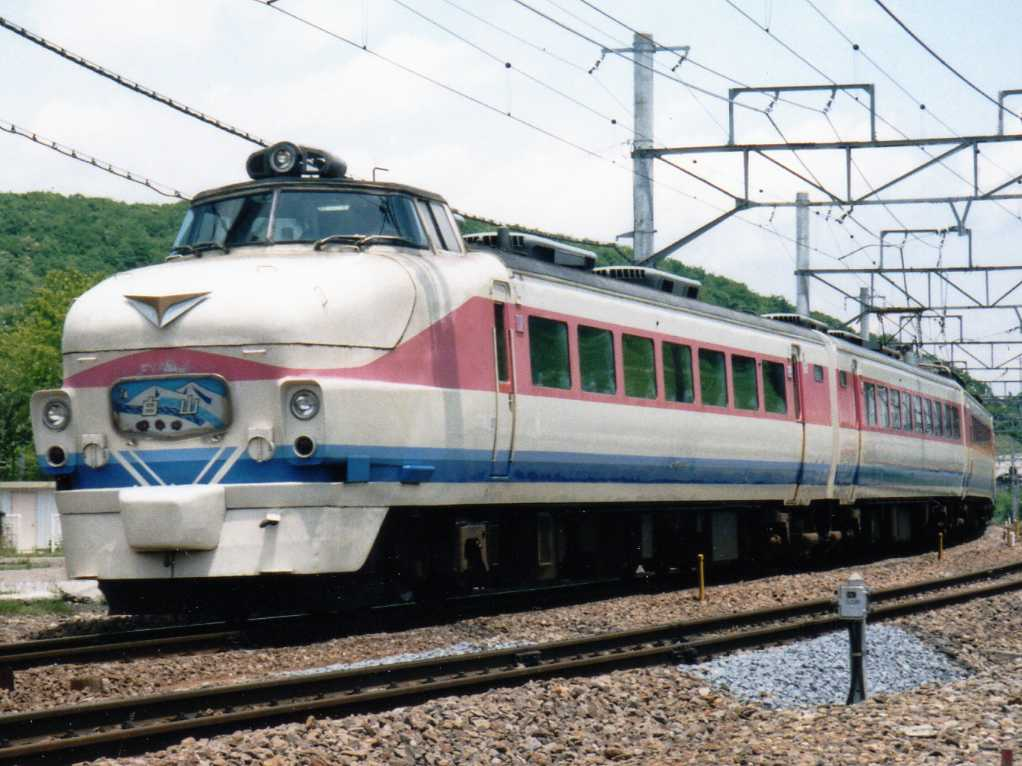
489系 特急「白山」（1997年、横川駅 - 軽井沢駅間）
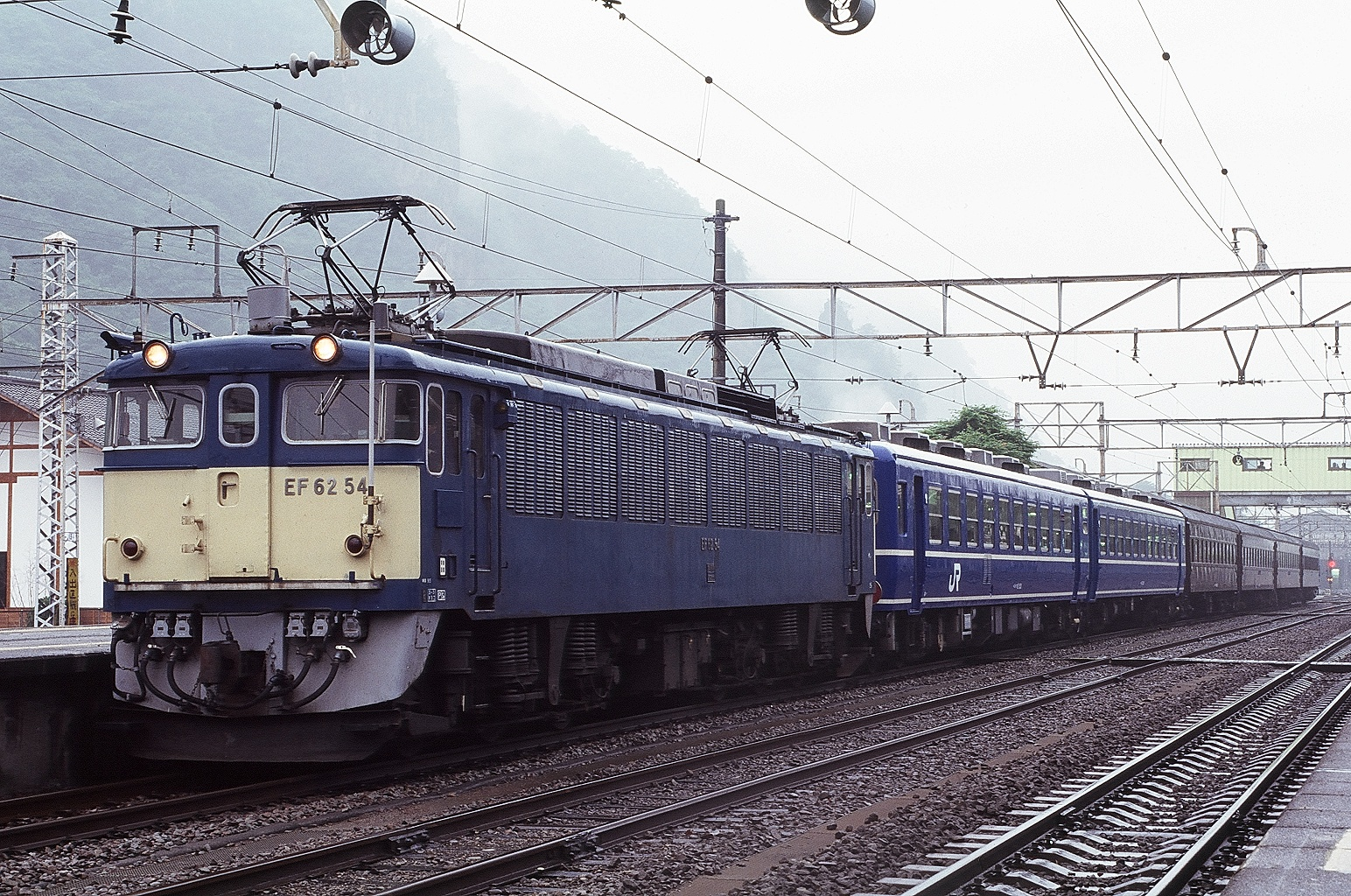
EF62形（横川駅 - 軽井沢駅間）
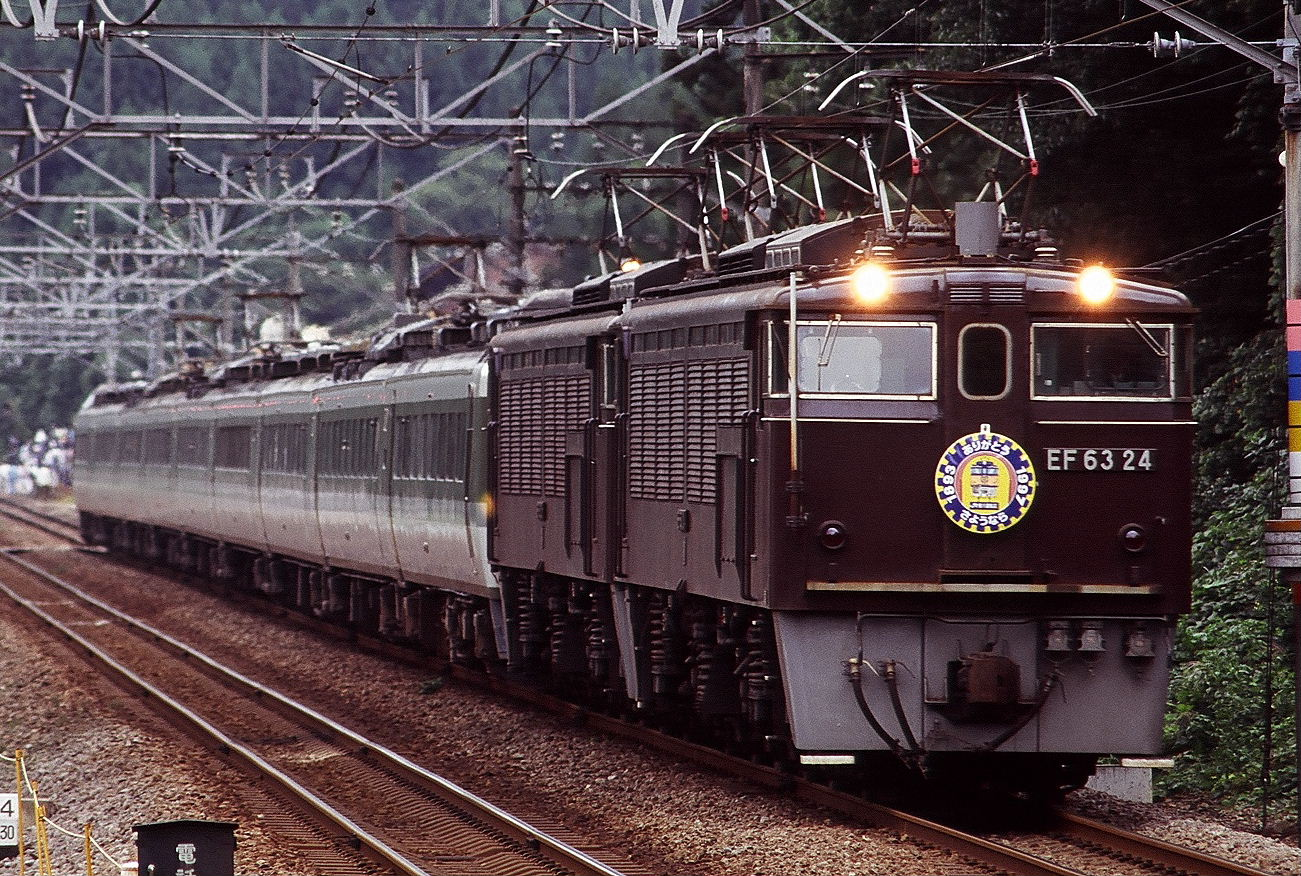
EF63形（1997年、横川駅 - 軽井沢駅間）
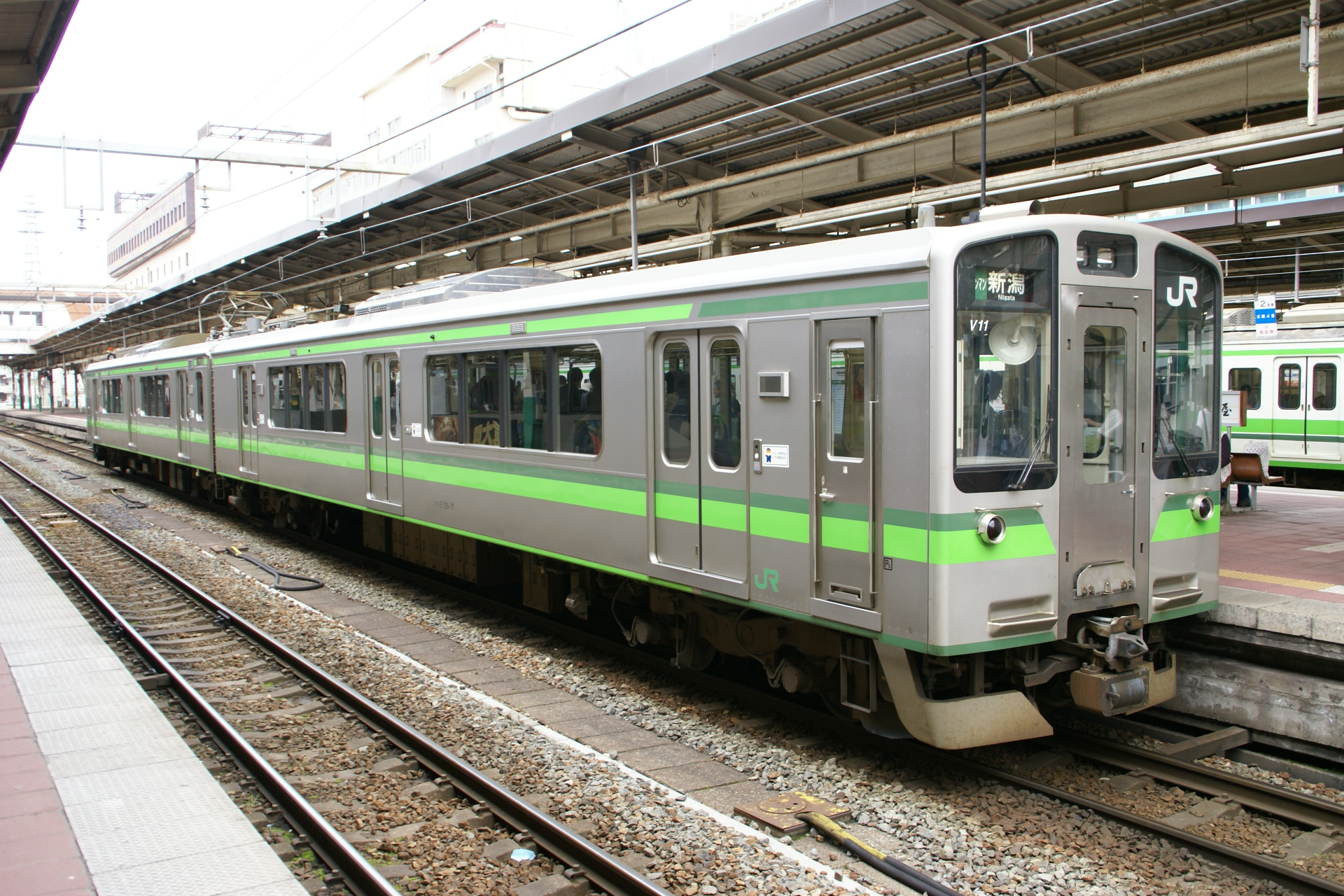
E127系（2008年、新潟駅）
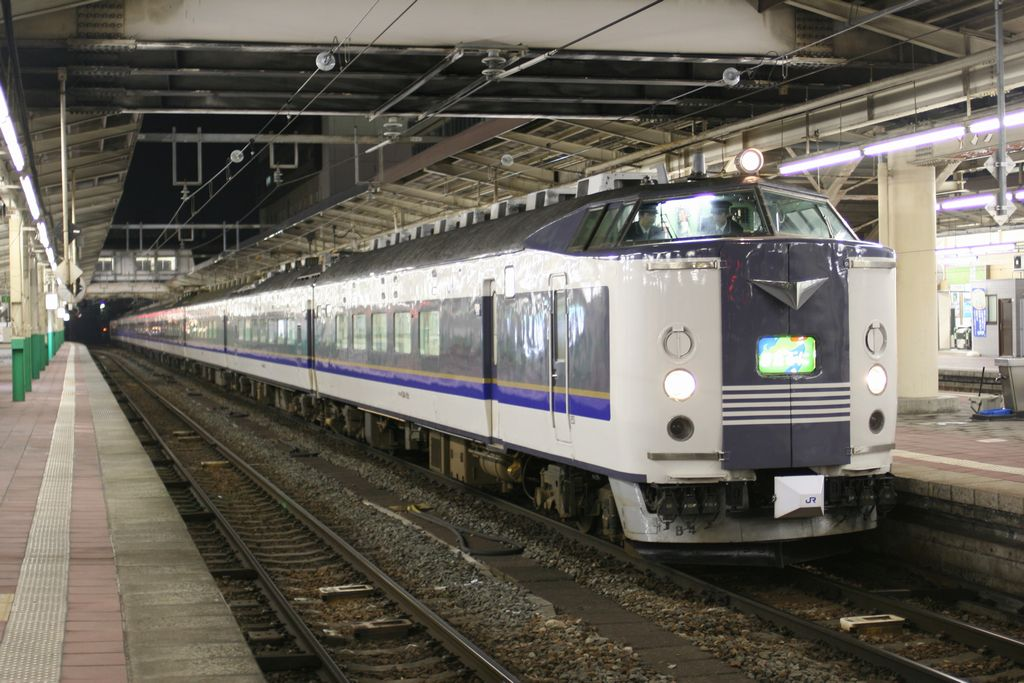
583系 急行「きたぐに（2008年、新潟駅）

## 歴史
高崎駅 - 直江津駅間は国（官設鉄道）によって開業した区間である。このうち高崎駅 - 軽井沢駅間は東京と大阪とを結ぶ「中山道幹線」の一部として建設されたものであり、軽井沢駅 - 直江津駅間はその資材運搬のために建設されたものであった。
碓氷峠を挟む横川駅 - 軽井沢駅間は、難所のため工事が遅れた。この区間が開業する前の5年間は、先行して開業していた碓氷馬車鉄道という馬鉄でこの区間を連絡していたこともあった。
日本海沿いの直江津駅 - 新潟駅（旧駅）間は私鉄の北越鉄道によって開業した。北越鉄道は1907年（明治40年）に国有化された。
貨物支線の上沼垂信号場 - 東新潟港駅 - 大形駅（廃止）間は新潟臨港開発（現在のリンコーコーポレーション）によって開業した。新潟臨港開発線は1941年（昭和16年）に国有化された。

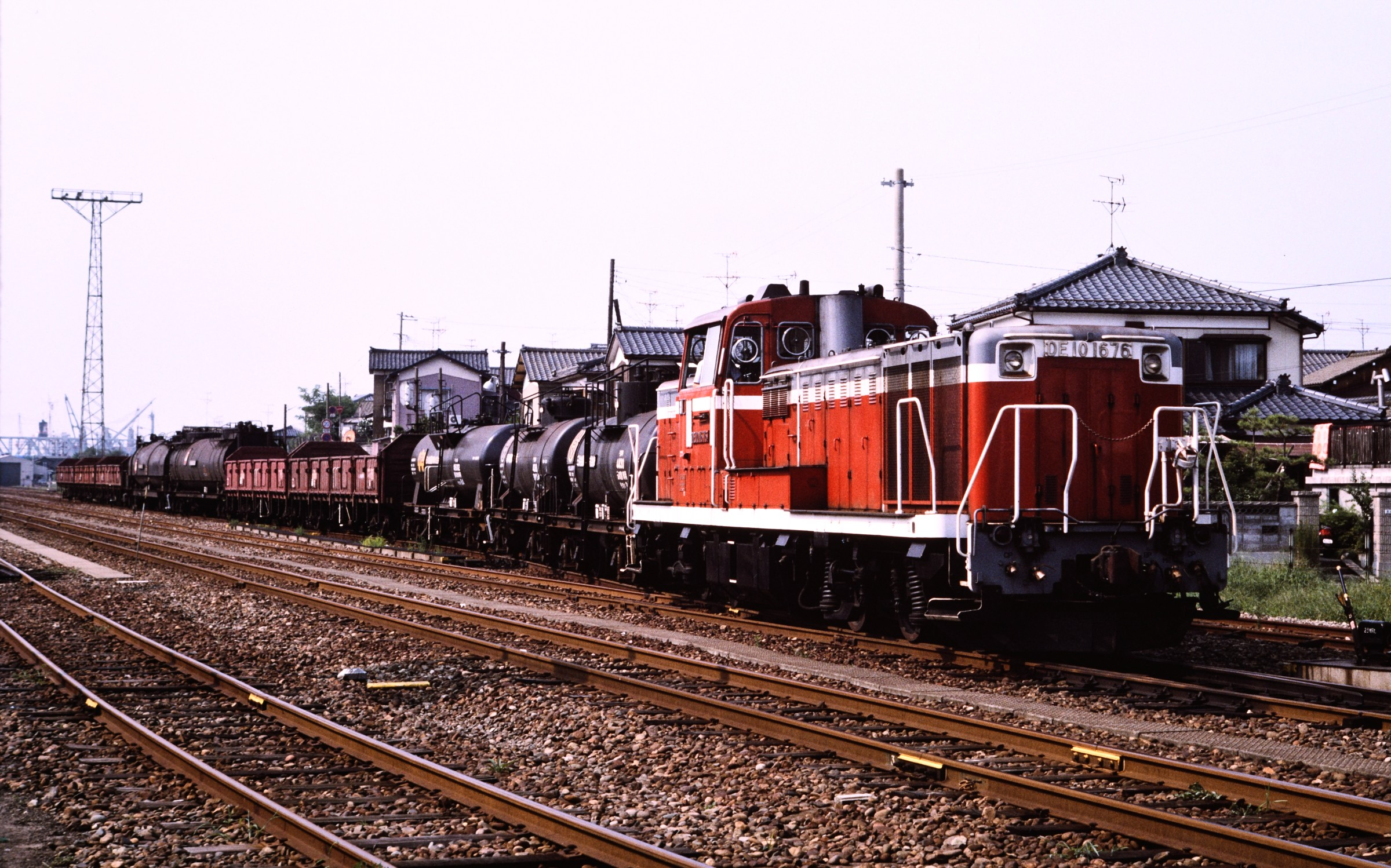
東新潟港駅を出発する貨物列車（1986年8月）

### 年表

#### 官設鉄道

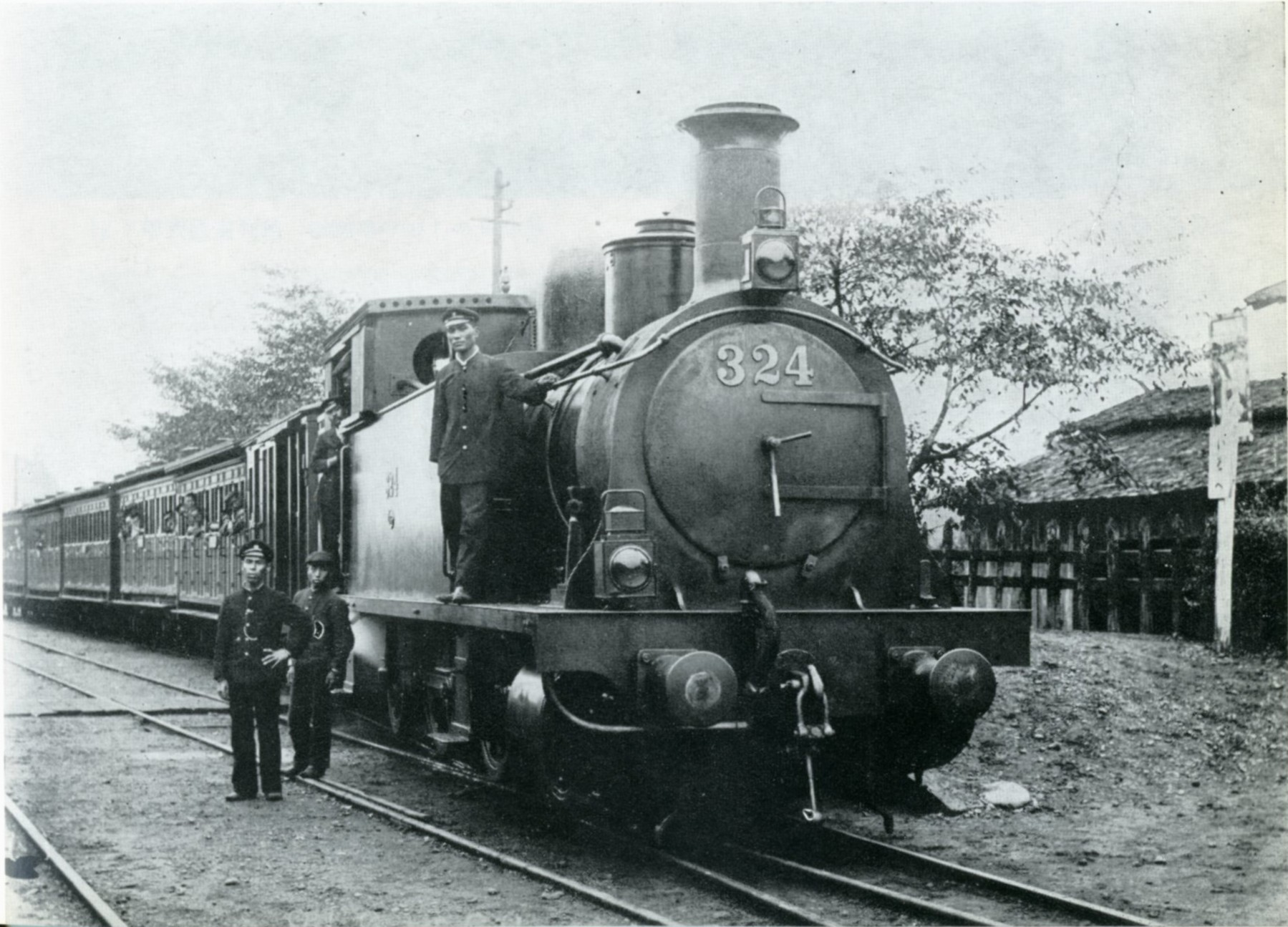
1901年-1902年頃の磯部駅。右端に駅名標が見える。機関車は2120形。

- 1885年（明治18年）10月15日：高崎駅 - 横川駅間が開業[23]。飯塚駅（現在の北高崎駅）、安中駅、磯部駅、松井田駅、横川駅が開業[23]。
- 1886年（明治19年）8月15日：直江津駅 - 関山駅間が開業[23]。直江津駅、高田駅、新井駅、関山駅が開業[23]。
- 1888年（明治21年）
  - 5月1日：関山駅 - 長野駅間が延伸開業[23]。田口駅（現在の妙高高原駅）、柏原駅（現在の黒姫駅）、牟礼駅、豊野駅、長野駅が開業[23]。
  - 8月15日：長野駅 - 上田駅間が延伸開業[23]。篠ノ井駅、屋代駅、坂城駅、上田駅が開業[23]。
  - 12月1日：上田駅 - 軽井沢駅間が延伸開業[23]。田中駅、小諸駅、御代田駅、軽井沢駅が開業[23]。
- 1893年（明治26年）4月1日：横川駅 - 軽井沢駅間が延伸開業して全通[24]。熊ノ平給水給炭所が開設。横川駅 - 丸山信号場、矢ヶ崎信号場 - 軽井沢駅間が複線化。
- 1896年（明治29年）1月20日：大屋駅が開業[25]。
- 1898年（明治31年）9月1日：吉田駅（現在の北長野駅）が開業。
- 1901年（明治34年）7月：丸山・矢ヶ崎の各信号所が開業。
- 1906年（明治39年）10月1日：熊ノ平給水給炭所が駅に変更[25]。

#### 北越鉄道
- 1897年（明治30年）

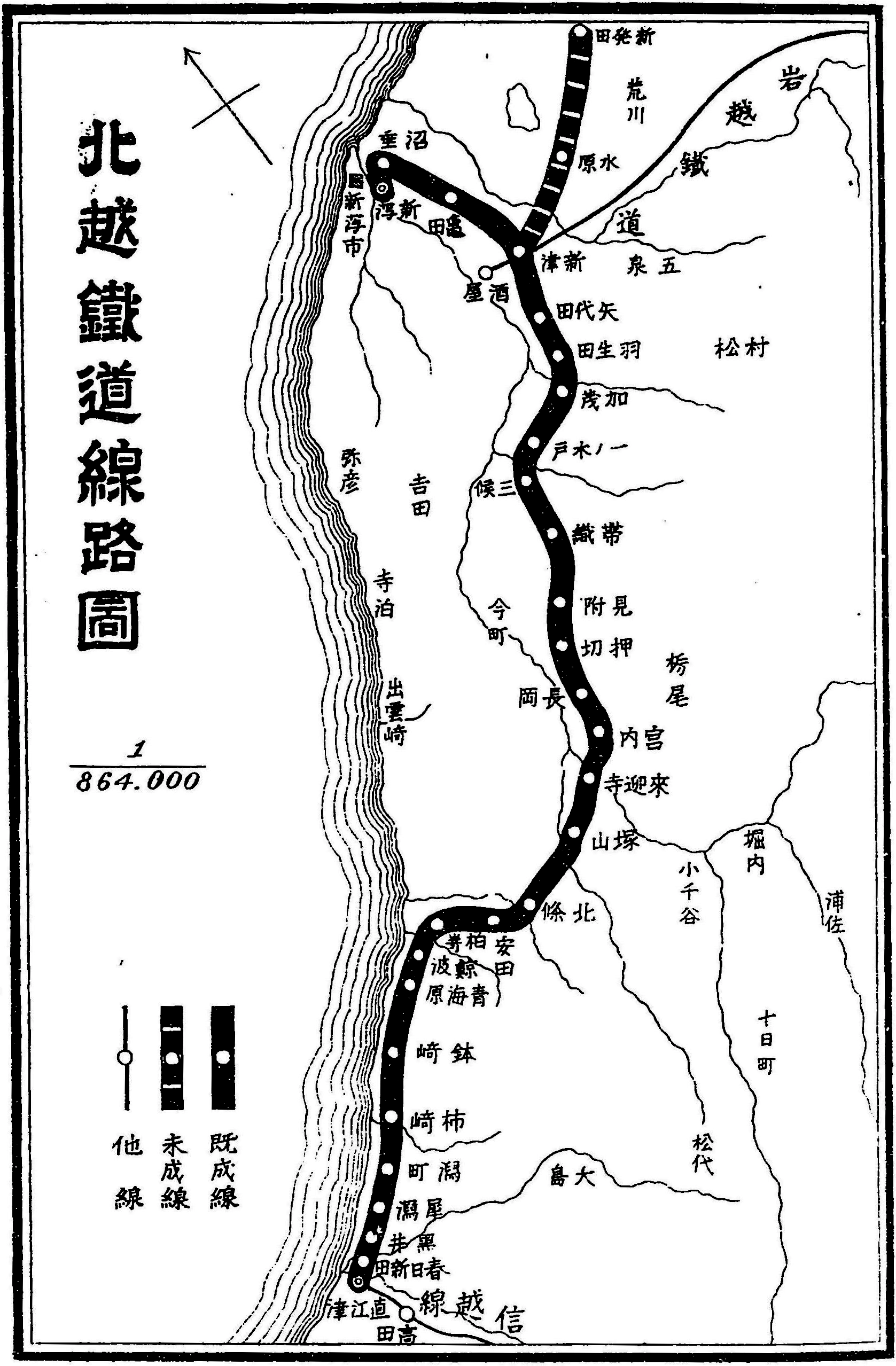
北越鉄道株式会社 1906年の路線図

  - 5月13日：北越鉄道が春日新田駅 - 鉢崎駅（現在の米山駅）間を開業[25]。春日新田駅（現在の直江津駅 - 黒井駅間）、犀潟駅、潟町駅、柿崎駅、鉢崎駅が開業[25]。
  - 8月1日：鉢崎駅 - 柏崎駅間が延伸開業し、柏崎駅が開業[25]。
  - 11月20日：柏崎駅 - 北条駅間、沼垂駅 - 一ノ木戸駅（現在の東三条駅）間が開業[25]。北条駅、沼垂駅、亀田駅、新津駅、矢代田駅、加茂駅、一ノ木戸駅が開業[25]。
    - 開業前の11月11日に沼垂で爆破事件が発生し、開業予定の11月16日から4日遅れて開業した[25]。
- 1898年（明治31年）
  - 6月16日：一ノ木戸駅 - 長岡駅間が延伸開業[25]。三条駅、帯織駅、見附駅、長岡駅が開業[25]。
  - 12月27日：北条駅 - 長岡駅間が延伸開業して全通[25]。塚山駅、来迎寺駅、宮内駅が開業[25]。
- 1899年（明治32年）
  - 9月5日：直江津駅 - 春日新田駅間が延伸開業[25]。
  - 7月28日：青海川駅が開業[25]。
  - 12月10日：安田駅が開業[25]。
- 1901年（明治34年）9月1日：押切駅が開業[25]。
- 1902年（明治35年）
  - 7月1日：貨物駅として黒井駅が開業[25]。
  - 7月10日：鯨波臨時停車場が開業[25]。
  - 10月1日：鯨波臨時停車場が廃止。
- 1903年（明治36年）
  - 4月15日：鯨波仮停車場が開業。
  - 4月19日：羽生田駅が開業[25]。
- 1904年（明治37年）
  - 4月1日：鯨波仮停車場が駅に変更。
  - 5月3日：沼垂駅 - 新潟駅（初代）間が延伸開業[25]。新潟駅（初代）が開業[25]。
- 1906年（明治39年）
  - 8月30日：春日新田駅が廃止。
  - 9月1日：黒井駅が貨物駅から一般駅に変更。

#### 北越鉄道国有化後

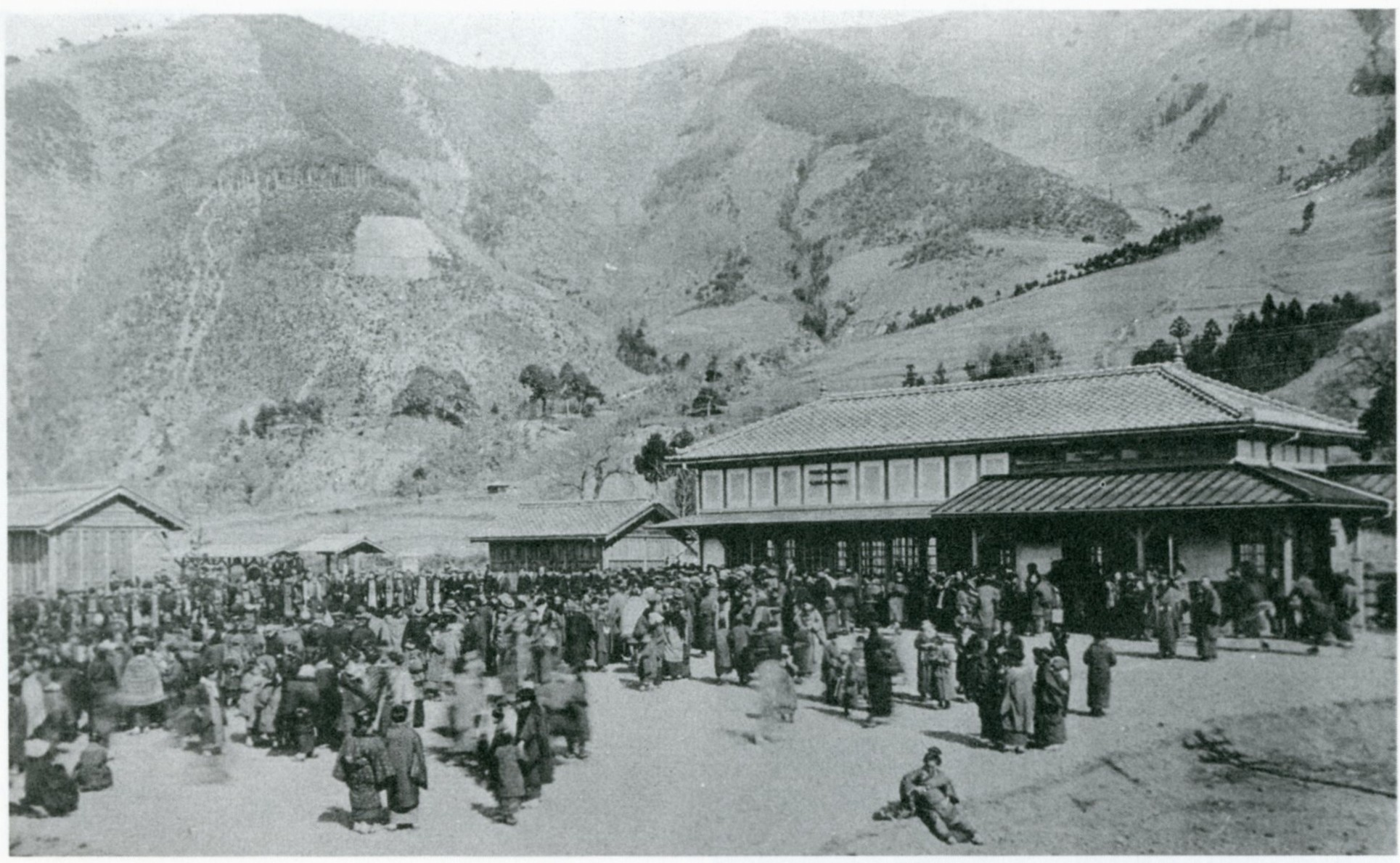
開業当日の戸倉駅（1912年）

- 1907年（明治40年）8月1日：北越鉄道が国有化[25]。
- 1909年（明治42年）
  - 6月25日：追分仮停車場が開業[25]。
  - 10月12日：国有鉄道線路名称制定により高崎駅 - 新潟駅間を信越線と命名[25]。
- 1910年（明治43年）
  - 7月15日：沓掛駅が開業[25]。
  - 10月25日：新津駅 - 馬下駅間の支線が開業[25]。五泉駅と馬下駅が開業。
- 1911年（明治44年）
  - 5月1日：二本木駅が開業[26]。犀川信号所（現在の川中島駅）開設。
  - 7月1日：直江津駅 - 名立駅間の支線が開業[26]。郷津駅、谷浜駅、名立駅が開業[26]。
- 1912年（明治45年）
  - 2月11日：戸倉駅が開業[26]。
  - 5月11日：横川駅 - 軽井沢駅間が電化（直流600 V・第三軌条方式）[26]。
  - 9月2日：新津駅 - 新発田間の支線が開業[26]。水原駅、天王新田駅、新発田駅が開業。
  - 12月16日：名立駅 - 糸魚川駅間の支線が延伸開業[26]。筒石駅、能生駅、梶屋敷駅、糸魚川駅が開業。
- 1913年（大正2年）
  - 4月1日：直江津駅 - 糸魚川駅間が北陸本線として区間分離[26]。
  - 6月1日：馬下駅 - 津川駅間の支線が延伸開業[26]。五十島駅、白崎駅、津川駅が開業。
  - 10月1日：古間信号所が開業[26]。
- 1914年（大正3年）
  - 6月1日：高崎駅 - 新潟駅・新津駅 - 津川駅間を信越本線とし、新津駅 - 新発田駅間が村上線として区間分離[26]。
  - 11月1日：新津駅 - 津川駅間を岩越線として区間分離[26]。
- 1915年（大正4年）11月1日：城岡駅が開業[26]。
- 1917年（大正6年）
  - 7月20日：犀川信号所を駅に改め、川中島駅開業。
  - 9月4日：荻川信号場が開設[26]。
  - 11月1日：篠ノ井駅 - 川中島駅間が複線化[26]。
- 1918年（大正7年）1918年（大正7年）3月7日に発生した熊ノ平駅列車脱線事故現場の様子

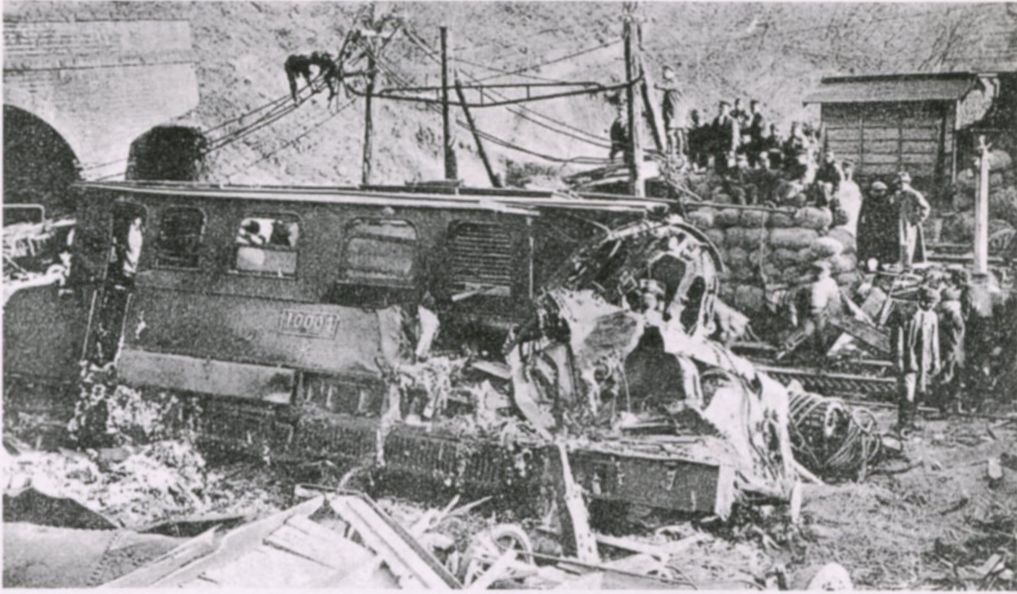
1918年（大正7年）3月7日に発生した熊ノ平駅列車脱線事故現場の様子

  - 3月7日：熊ノ平駅 - 軽井沢駅間で列車が上り勾配を退行、暴走し、熊ノ平駅構内で脱線（信越本線熊ノ平駅列車脱線事故）[26]。
  - 11月1日：脇野田信号所が開設[26]。
- 1919年（大正8年）8月1日：飯塚駅が北高崎駅に改称。
- 1920年（大正9年）
  - 6月1日：北塩尻駅が開業[26]。
  - 8月1日：川中島駅 - 長野駅間が複線化[26]。
- 1921年（大正10年）
  - 8月15日：脇野田が信号所から駅に変更。
  - 9月20日：犀川仮信号所が開設。
  - 10月10日：平原信号所が開設[26]。
  - 12月27日：越後広田駅が開業。
- 1922年（大正11年）4月1日：丸山信号所、矢ヶ崎信号所、平原信号所、古間信号所がそれぞれ信号場に変更。犀川仮信号所が仮信号場に変更。
- 1923年（大正12年）
  - 6月30日：犀川仮信号場が廃止。
  - 10月1日：滋野駅が開業[26]。追分仮停車場が信濃追分駅に変更・改称[26]。
- 1924年（大正13年）
  - 10月15日：群馬八幡駅が開業[26]。
  - 11月20日：上沼垂信号場が開設[26]。
  - 12月1日：新潟臨港が上沼垂 -（貨）山之下駅間の貨物線を開業[26]。
- 1926年（大正15年）
  - 8月15日：一ノ木戸駅が東三条駅に改称[26]。
  - 11月20日：荻川信号場が駅に変更。
- 1927年（昭和2年）2月8日：昭和2年豪雪により10日間にわたり不通。直江津駅 - 長野駅間では多数の列車が閉じ込められ、救援に向かったロータリー車も埋没。高田に駐屯していた歩兵第30連隊などの協力を得て復旧[27]
- 1928年（昭和3年）
  - 8月16日：山之下駅が新潟臨港駅に改称[26]。
  - 10月26日：春日山駅が開業[26]。
  - 12月23日：古間信号場が駅に変更。
- 1929年（昭和4年）2月1日：直江津駅付近の荒川（関川）鉄橋上で除雪車と青森発大阪行の列車が正面衝突。乗員・乗客4人が死亡、10数名が重軽傷[28]。
- 1930年（昭和5年）4月1日：直江津駅 - 直江津港駅間（1.4 km）の貨物支線が開業し、貨物駅として直江津港駅が開業[26]。
- 1931年（昭和6年）7月11日：長岡操車場が開業[29]。宮内駅 - 長岡駅間が複線化。
- 1940年（昭和15年）10月23日：新潟臨港が新潟臨港開発と社名改称[29]。
- 1941年（昭和16年）
  - 7月24日：新潟臨港開発が新潟臨港駅 - 大形駅間の貨物線を開業[29]。
  - 9月1日：上沼垂駅 - 新潟臨港駅 - 大形駅間が国有化、新潟臨港駅が東新潟港駅に改称[29]。東新潟港駅 - 大形駅間の貨物支線が廃止[29]。貨物駅として焼島駅が開業[29]。
- 1942年（昭和17年）4月1日：沼垂駅 - 新潟港駅間が開業し、新潟港駅が開業[29]。
- 1943年（昭和18年）
  - 9月1日：長鳥信号場が開設[29]。
  - 9月20日：保内信号場が開設。
  - 9月22日：田上信号場が開設。
  - 9月28日：古津信号場が開設。
  - 11月1日：新潟駅 - 関屋駅間（4.6 km）の貨物支線が開業[29]。
- 1944年（昭和19年）
  - 5月29日：東光寺信号場が開設[29]。
  - 9月15日：田上信号場 - 矢代田駅間が複線化。
  - 9月18日：矢代田駅 - 古津信号場間が複線化。
  - 9月22日：加茂駅 - 羽生田駅間が複線化。
  - 9月24日：羽生田駅 - 田上信号場間が複線化。
  - 9月28日：見附駅 - 帯織駅、古津信号場 - 新津駅間が複線化。
  - 9月29日：城岡駅 - 押切駅間が複線化。
  - 9月30日：苅谷田仮信号場が開設[29]。苅谷田仮信号場 - 見附駅間が複線化。
  - 時期不詳：田口駅 - 関山駅間の坂口新田トンネルが偏圧により急激な変状をきたし廃止。移設工事を実施していた並行する明かり区間へ変更[30]。
- 1945年（昭和20年）
  - 4月15日：押切駅 - 苅谷田仮信号場間が複線化。
  - 4月16日：苅谷田仮信号場が廃止。
  - 6月1日：越後岩塚駅が開業[29]。
  - 10月30日：安茂里仮信号場が開設。
- 1946年（昭和21年）
  - 11月27日：安茂里仮信号場が廃止。
  - 12月19日：妙高高原駅の北方、白田切川の増水で道床が流出。そこに上野駅発金沢駅行きの夜行列車がさしかかり脱線転覆。機関士など乗員4人を含む13人が死亡、80人が重軽傷[31]。
- 1947年（昭和22年）10月1日：宮内駅 - 長岡駅間が電化[29]
- 1949年（昭和24年）
  - 5月28日：田上・古津の各信号場が駅に変更。
  - 8月1日：保内信号場が駅に変更。
- 1950年（昭和25年）6月8日 - 12日：熊ノ平駅構内で土砂が数度にわたり崩落[29]。線路・宿舎などが埋まり、死者50名、重軽傷者21名。その後、6月20日に開通、6月23日に完全復旧（熊ノ平駅#大規模崩落事故（1950年）を参照）。
- 1951年（昭和26年） 新潟付近鉄道路線図
赤色：在来線　青色：廃止・休止線
緑色：新幹線
橙色丸：旅客・貨物駅
浅葱色丸：廃止・休止駅
（2010年時点）

新潟付近鉄道路線図
赤色：在来線　青色：廃止・休止線
緑色：新幹線
橙色丸：旅客・貨物駅
浅葱色丸：廃止・休止駅
（2010年時点）

  - 3月1日?：上下浜・笠島の両仮乗降場が開業。
  - 4月5日：亀田駅 - 万代駅間の貨物支線が開業（1958年にこの貨物支線上に新潟駅が移転）、（貨）万代駅が開業[29]。
  - 6月25日：新潟駅 - 関屋駅間の旅客営業が開始[29]。
  - 7月20日：城岡駅が北長岡駅に改称。
  - 12月15日：新潟駅 - 関屋駅間が越後線に区間分離[29]。
  - 12月26日：上沼垂信号場が操車場に変更。
- 1952年（昭和27年）
  - 1月10日：平原信号場が駅に変更。
  - 7月1日：笠島仮乗降場が駅に変更[29]。
  - 7月25日：上下浜仮乗降場が駅に変更[29]。
- 1953年（昭和28年）
  - 7月1日：東光寺信号場が駅に変更。
  - 12月15日：長鳥信号場が駅に変更[29]。
- 1955年（昭和30年）7月15日：北新井駅が開業[29]。
- 1956年（昭和31年）4月10日：沓掛駅が中軽井沢駅に、北塩尻駅が西上田駅に改称。
- 1957年（昭和32年）
  - 4月1日：吉田駅が北長野駅に改称。
  - 10月1日：亀田駅 - 大形駅間の貨物支線が開業（実際の分岐は石山信号場）、石山信号場が開設[29]。上沼垂操車場が信号場に変更。
- 1958年（昭和33年）
  - 1月8日：三才駅が開業[29]。
  - 4月29日：新潟付近が現在のルートに変更[29]。現在地に新潟駅が開業[29]。新潟港駅が一般駅から貨物駅に変更[29]。上沼垂信号場 - （新）新潟駅間が複線化[29]。
  - 9月29日：亀田駅 - 上沼垂信号場間が複線化。
- 1959年（昭和34年）9月1日：直江津駅 - 直江津港駅間の貨物支線が廃止。（貨）直江津港が廃止[29]。
- 1960年（昭和35年）
  - 3月10日：新津駅 - 亀田駅間が複線化。
  - 3月15日：土底浜駅が開業[32]。
  - 11月1日：石山信号場が越後石山駅に変更・改称[32]。
- 1961年（昭和36年）
  - 3月20日：鉢崎駅が米山駅に改称。
  - 7月19日：春日山 - 直江津間のルート変更[33]。
  - 12月10日：南高田駅が開業[32]。
- 1962年（昭和37年）
  - ?月?日：中宿信号場が開設。
  - 5月20日：長岡駅 - 新潟駅間および越後石山駅 - 新潟操車場間が電化
  - 7月15日：高崎駅 - 横川駅間が電化[32]。
  - 8月28日：保内駅 - 加茂駅間が複線化。
  - 8月31日：東三条駅 - 保内駅間が複線化。
- 1963年（昭和38年）
  - ?月?日：中宿信号場が廃止。
  - 6月21日：軽井沢駅 - 長野駅間が電化[32]。
  - 7月15日：横川駅 - 軽井沢駅間（直流1500 V）粘着運転開始[32]。
  - 9月25日：帯織駅 - 東光寺駅間が複線化。
  - 9月28日：東光寺駅 - 三条駅間が複線化。
  - 9月29日：茨目・前川の各信号場が開設[32]。
  - 9月30日：横川駅 - 軽井沢駅間のアプト式廃止[32]。
- 1964年（昭和39年）
  - 8月15日：前川信号場が駅に変更。
  - 9月26日：西塚山信号場が開設。西塚山信号場 - 塚山駅間が複線化。
  - 9月29日：竹鼻信号場が開設。柿崎駅 - 竹鼻信号場間が複線化。
  - 10月1日：上沼垂信号場 - 沼垂駅間が電化
  - 12月8日：茨目信号場が駅に変更。
- 1965年（昭和40年）
  - 4月1日：西松井田駅が開業[32]。
  - 6月29日：松井田駅 - 横川駅間が複線化。
  - 8月20日：新潟 -（貨）万代間の貨物支線が廃止[32]。（貨）万代駅が廃止[32]。
  - 8月30日：三条駅 - 東三条駅間が複線化[32]。
  - 9月21日：磯部駅 - 松井田駅間が複線化。
  - 9月27日：安中駅 - 磯部駅間が複線化。
- 1966年（昭和41年）
  - 1月10日（貨）南長岡駅が開業。
  - 2月1日：熊ノ平駅が信号場に変更[32]。
  - 7月2日：丸山信号場 - 矢ヶ崎信号場間が複線[32]化。丸山信号場と矢ヶ崎信号場が廃止[32]。
  - 8月24日：長野駅 - 直江津間が電化[32]。

- 1967年（昭和42年）
  - 4月25日：群馬八幡駅 - 安中駅間が複線化[35][36]。
  - 5月10日：上沼垂信号場が駅に変更[32]。
  - 6月19日：笠島駅 - 青海川駅間が複線化[37][38]。
  - 7月18日：軽井沢駅 - 中軽井沢駅間が複線化[39][40]。
  - 8月29日：長鳥駅 - 西塚山信号場間が複線化[41]。西塚山信号場が廃止。
  - 9月28日：北高崎駅 - 群馬八幡駅間が複線化[42][43]。
- 1968年（昭和43年）
  - 8月6日：黒井駅 - 犀潟駅間が複線化[44]。
  - 8月20日：中軽井沢駅 - 信濃追分駅間が複線化。
  - 9月5日：高崎駅 - 北高崎駅間が複線化。
  - 9月6日：御代田駅 - 平原駅間が複線化。
  - 9月10日：信濃追分駅 - 御代田駅間が複線化[32]。
  - 9月11日：米山駅 - 笠島駅間が複線化[45]。
  - 9月12日：西上田駅 - 坂城駅間が複線化。
  - 9月19日：小諸駅 - 滋野駅間が複線化[46]。
  - 9月24日：越後広田駅 - 長鳥駅間が複線化[47][48]。
  - 9月26日：犀潟駅 - 潟町駅間が複線化[47]。
  - 9月28日：塚山駅 - 越後岩塚駅間が複線化[47]。
  - 10月1日：柏原駅が黒姫駅に改称。
- 1969年（昭和44年）
  - 7月17日：鯨波駅 - 柏崎駅間が複線化[49]。
  - 7月25日：青海川駅 - 鯨波駅間が複線化。
  - 7月30日：前川駅 - 宮内駅間が複線化[50]。
  - 8月1日：越後岩塚駅 - 来迎寺駅間が複線化[51]。
  - 8月24日：直江津駅 - 宮内駅間が電化[32]。
  - 9月25日：上田駅 - 西上田駅間が複線化[52]。
  - 10月1日：田口駅が妙高高原駅に改称。
- 1970年（昭和45年）
  - 7月24日：田中駅 - 大屋駅間が複線化[53]。
  - 9月10日：来迎寺駅 - 前川駅間が複線化[54]。
  - 9月18日：滋野駅 - 田中駅間が複線化[55]。
  - 9月27日：坂城駅 - 戸倉駅間が複線化。
- 1971年（昭和46年）11月30日：上下浜駅 - 柿崎駅間が複線化[56]。
- 1972年（昭和47年）
  - 5月26日：北条駅 - 越後広田駅間が複線化[57]。
  - 8月30日：潟町駅 - 上下浜駅間が複線化[58]。
  - 9月6日：柏崎駅 - 茨目駅間が複線化[59]。
  - 9月19日：安田駅 - 北条駅間が複線化[60]。
  - 9月30日：大屋駅 - 上田駅間が複線化[61]。
- 1973年（昭和48年）
  - 8月28日：茨目駅 - 安田駅間が複線化[62]。
  - 9月18日：直江津駅 - 黒井駅間が複線化[63]。
  - 9月25日：竹鼻信号場 - 米山駅間が複線化[64]。竹鼻信号場が廃止。
  - 9月28日：長野駅 - 北長野駅間が複線化[65]。
  - 10月25日：平原駅 - 小諸駅間が複線化[66]。
- 1975年（昭和50年）10月28日：熊ノ平信号場 - 横川駅間の上り線で機関車の単機回送列車（EF63・EF62形4連）が暴走・脱線（信越線軽井沢駅 - 横川駅間回送機関車脱線転落事故）[67]。
- 1978年（昭和53年）
  - 5月18日：白田切川土石流災害により、妙高高原駅 - 関山駅間で被災[68][69]。
    - これにより白田切川を暗渠で通していた築堤が崩壊。大船渡線北上川橋梁用として製作されていたトラス橋を新設の白田切川橋梁として架設し復旧[70]。

  - 9月6日：妙高高原駅 - 関山駅間が復旧[71]。
  - 9月26日：屋代駅 - 篠ノ井駅間が複線化[72]。
- 1980年（昭和55年）9月17日：黒姫駅 - 妙高高原駅間が複線化[73]。
- 1981年（昭和56年）7月28日：上沼垂駅 - 新潟駅間が複々線化[74]。
- 1982年（昭和57年）
  - 6月29日：戸倉駅 - 屋代駅間が複線化[75]。
  - 9月20日：白田切川河川改修に伴い線路付け替え、白田切川橋梁架け替え。
- 1985年（昭和60年）
  - 3月5日：長岡操車場が廃止され、南長岡駅に統合。
  - 3月14日：安茂里駅が開業[76]。
- 1986年（昭和61年）
  - 10月20日：沼垂駅 - 新潟港駅間 (-1.4 km) が廃止[77]。新潟港駅が廃止[77]。
  - 11月1日：上沼垂駅が信号場に変更[76]。

#### 民営化以降
- 1987年（昭和62年）4月1日：国鉄分割民営化に伴い東日本旅客鉄道（JR東日本）が第一種鉄道事業者、日本貨物鉄道（JR貨物）が第一種・第二種鉄道事業者として承継[76]。安中駅 - 田中駅間（-62.0 km）および上沼垂信号場 - 新潟駅間（-1.8 km）の貨物営業が廃止。
- 1991年（平成3年）
  - 3月16日：さつき野駅が開業[76]。
  - 10月1日：新津駅 - 新潟駅間でワンマン運転を開始[78]。
- 1995年（平成7年）
  - 7月11日：集中豪雨（7.11水害）のため、豊野駅 - 妙高高原駅間が運転見合わせ[79]。
  - 7月17日：豊野駅 - 牟礼駅間が復旧[80]
  - 7月22日：護岸崩壊により豊野駅 - 牟礼駅間が再び不通[80]
  - 7月26日：黒姫駅 - 妙高高原駅間が復旧[81]。
  - 8月2日：豊野駅 - 黒姫駅間が復旧[82]。
- 1997年（平成9年）10月1日：北陸新幹線高崎駅 - 長野駅間（長野新幹線）の開業により次のように変更[83]。
  - 今井駅が開業。
  - 軽井沢駅と上田駅のJR東日本における所属が北陸新幹線に、小諸駅の所属駅が小海線に変更。
  - 横川駅 - 軽井沢駅[83]（-11.2 km）、熊ノ平信号場が廃止（JR東日本管内における廃線は特定地方交通線の第三セクターへの転換を除けば1987年4月の同社発足以来初めて）。
  - 軽井沢駅 - 篠ノ井駅（-65.6 km）の第一種鉄道事業の廃止により、中軽井沢駅、信濃追分駅、御代田駅、平原駅、滋野駅、田中駅、大屋駅、西上田駅、坂城駅、戸倉駅、屋代駅が信越本線の駅としては廃止。同区間および各駅ともしなの鉄道に移管され、しなの鉄道線となる[83]。以降、軽井沢駅 - 篠ノ井駅については「しなの鉄道線#しなの鉄道移管後」を参照。
  - 長野駅 - 豊野駅間の飯山線直通の一部列車でワンマン運転開始。
- 2002年（平成14年）
  - 3月16日：篠ノ井駅 - 黒姫駅間CTC化[84]。
  - 6月1日：（貨）焼島駅 - （貨）東新潟港駅間が休止[76]。
  - 12月1日：春日山駅を直江津寄り400 mの位置に移転新築[85]、交換設備廃止。
- 2003年（平成15年）3月7日：黒姫駅 - 越後石山駅間CTC・PRC化[86][87]。
- 2004年（平成16年）
  - 10月23日：新潟県中越地震で柏崎駅 - 東三条駅間が運転見合わせ。
  - 10月26日：長岡駅 - 東三条駅間が運転再開[88]
  - 11月27日：東三条駅 - 新潟駅間が新設の新潟近郊区間に組み込まれる。
  - 11月29日：柏崎駅 - 長岡駅間が運転再開[88][89]。
- 2006年（平成18年）1月21日：東三条駅 - 新潟駅間でICカード「Suica」の利用が可能となる（新潟エリア）。
- 2007年（平成19年）
  - 7月16日：新潟県中越沖地震で犀潟駅 - 宮内駅間が17日以降も運転見合わせ（詳細は後節参照）[90]。
  - 9月13日：柿崎駅 - 柏崎駅間の復旧で全線運転再開
- 2008年（平成20年）3月15日：長岡駅 - 東三条駅間が新潟近郊区間に編入され、同区間でICカード「Suica」の利用が可能となる（新潟エリア）。
- 2009年（平成21年）3月14日：高崎駅 - 横川駅間が東京近郊区間に編入され、同区間でICカード「Suica」の利用が可能となる（首都圏エリア）。
- 2010年（平成22年）3月25日：上沼垂信号場 - （貨）沼垂駅間（-1.8 km）が廃止。沼垂駅が廃止。
- 2013年（平成25年）
  - 3月16日：篠ノ井駅 - 長野駅間の一部列車でワンマン運転開始。
  - 9月：上沼垂信号場 - 新潟駅間が3線化。
- 2014年（平成26年）4月1日：直江津駅 - 長岡駅間が新潟近郊区間に編入。直江津駅・柏崎駅・宮内駅でICカード「Suica」の一部サービスが利用可能となる（新潟エリア）。
- 2015年（平成27年）3月14日：北陸新幹線長野駅 - 金沢駅間の開業により次のように変更。
  - 脇野田駅が上越妙高駅に改称し、同時に北陸新幹線所属に変更。豊野駅の所属駅が飯山線に変更。
  - 長野駅 - 直江津駅間（-75.0 km）の第一種鉄道事業の廃止により、北長野駅、三才駅、牟礼駅、古間駅、黒姫駅、妙高高原駅、関山駅、二本木駅、新井駅、北新井駅、南高田駅、高田駅、春日山駅が信越本線の駅としては廃止。長野駅 - 妙高高原駅間がしなの鉄道に移管され北しなの線に[91]、妙高高原駅 - 直江津駅間がえちごトキめき鉄道に移管され妙高はねうまラインとなる。以降、各区間については「しなの鉄道北しなの線#歴史」「えちごトキめき鉄道妙高はねうまライン#えちごトキめき鉄道移管後」を参照。
  - また、北長野駅 - 黒姫駅間、妙高高原駅 - 直江津駅間に存在した単線区間が全て移管されたため、旅客営業区間が全線複線となる。
- 2016年（平成28年）3月26日：直江津駅 - 長岡駅間で、一部の営業列車においてワンマン運転を開始[92]。
- 2017年（平成29年）4月1日：宮内駅 - 長岡駅間でICカード「Suica」の利用が可能となる（新潟エリア）。
- 2022年（令和4年）：新潟駅高架化全面完成に伴い、上沼垂信号場 - 新潟駅間が再複々線化。
- 2025年（令和7年）
  - 2月：篠ノ井駅 - 長野駅間で新たに駅ナンバリング（SE09 - SE13）を導入[93]。
  - 3月15日：篠ノ井駅 - 長野駅間でICカード「Suica」の利用が可能となる（首都圏エリア）[94]。
- 2026年（令和8年）
  - 年内：北高崎駅 - 群馬八幡駅間に豊岡だるま駅が開業予定[95]。
  - 7月1日（予定）：支社制から事業本部制への再編に伴い、高崎支社管内の高崎駅 - 横川駅間を群馬事業本部、長野支社管内の篠ノ井駅 - 長野駅間を長野事業本部、新潟支社管内のうち直江津駅 - 田上駅間を長岡事業本部、矢代田駅 - 新潟駅間を新潟事業本部の管轄とする[96]。

### 優等列車の沿革
下記各項目に分散して記述
- おおむね対東京方面との連絡輸送 - あさま・白山、はくたか、能登、北陸、とき、ムーンライトえちご
- おおむね対新潟方面との連絡輸送 - くびき野、しらゆき、信越 (列車)
- 日本海縦貫列車系統 - 北越、白鳥、雷鳥、日本海、きたぐに、トワイライトエクスプレス

### 地震による影響

#### 新潟県中越地震
2004年（平成16年）10月23日に発生した新潟県中越地震では柏崎駅 - 長岡駅間が大規模な損害を受け、この区間を通る全列車が運休していたが、同年11月29日に全線が復旧した。

#### 新潟県中越沖地震
2007年（平成19年）7月16日に発生した新潟県中越沖地震では笠島駅 - 青海川駅間が大規模に被災したため、犀潟駅 - 宮内駅間の列車の運転が全面的に停止した。その後、JR東日本は新潟県と相互に協力して復旧作業を急ピッチで進め、不通区間を徐々に復旧開通させ、9月13日、残る不通区間であった柏崎駅 - 柿崎駅間も運転を再開し、新潟県中越沖地震発生より2か月足らずで全線の運転を再開させた。ただし、柏崎駅 - 柿崎駅間は運行再開後しばらくの間、徐行運転が行われた。
- 7月16日：新潟県中越沖地震が発生し、黒姫駅 - 東三条駅間が不通。
- 7月17日：黒姫駅 - 犀潟駅、宮内駅 - 東三条駅間で運転再開。特急「はくたか」運転再開。なお、直江津駅 - 犀潟間はほくほく線方面の列車のみ、宮内駅 - 長岡駅間は上越線方面の列車のみ。
- 7月20日：直江津駅 - 柏崎駅間でバス代行輸送を開始（全便各駅停車）。
- 7月21日：柏崎駅 - 長岡駅間でバス代行輸送を開始。直行便（柏崎駅 - 長岡駅間ノンストップ）と快速便（途中で安田駅・塚山駅・来迎寺駅・宮内駅に停車）、各駅停車便の3種類を運転。
- 7月23日：犀潟駅 - 柿崎駅間で運転再開。ただし、直江津駅 - 柿崎駅間を走る列車は1日あたり普通列車11往復のみで全列車が臨時列車扱いで、1往復はバス代行を継続。柿崎駅 - 柏崎駅間でバス代行輸送。
- 7月30日：柏崎駅 - 宮内駅間で運転再開。ただし、柏崎駅 - 長岡駅間を走る列車は1日あたり普通列車14往復のみで全列車が臨時列車扱い。快速「くびき野」1・6号が柏崎駅 - 新潟駅間で運転再開（ただし、柏崎駅 - 長岡駅間は各駅停車となる）。
- 8月6日：直江津駅 - 柿崎駅 - 長岡駅間でバスの直行便を運転開始。直江津駅 - 柿崎駅間は国道8号、柿崎駅 - 長岡駅間は北陸自動車道（高速道路）経由で運転。
- 8月10日：黒姫駅 - 直江津駅間、宮内駅 - 帯織駅間の速度規制を解除。これにより柏崎駅 - 長岡駅間は通常ダイヤでの運転に戻る。また快速「くびき野」2・5号が柏崎駅 - 新潟駅間で運転再開。「くびき野」1・6号の停車駅も通常に戻る。
- 8月27日：柏崎駅 - 宮内駅間の速度規制を解除。
- 9月1日：「くびき野」3・4号が柏崎駅 - 新潟駅間で運転再開。
- 9月13日：柿崎駅 - 柏崎駅間で運転再開し全線復旧[97]。特急「北越」や各種夜行列車も運転再開（ただし、柿崎駅 - 柏崎駅間は当分の間、速度規制）。
- 10月1日：柿崎駅 - 柏崎駅間の速度制限を解除、ほぼ震災前の運行形態に戻る。

## 廃止区間の現状
横川駅 - 軽井沢駅間の廃線跡は一部の区間が遊歩道「アプトの道」として整備されているほか、以下のように活用されている。また以下のような災害が起きている。

### 関連団体
一般財団法人碓氷峠交流記念財団は、碓氷峠鉄道文化むらの運営の他に、ぶんかむら駅 - まるやま駅 - とうげのゆ駅において廃線を活用したトロッコ列車「シェルパくん」を、文化むらの遊具扱いとして2005年から運行している。
観光地域づくり法人（DMO）でもある一般社団法人安中市観光機構は、立入禁止の新線を歩けるイベントとして、「廃線ウォーク」を2018年10月14日（鉄道の日）から月1-2回・上下線別に、ナイトウォーク「MELODIC LIGHT WALK」を2024年3月30日から毎週金・土・日曜日に実施している。また、サポーター制度を実施しており、毎月第1土曜日に活動を行なっている。
他に2024年現在で活動している団体として、NPO法人の碓氷峠歴史文化遺産研究会、任意団体の碓氷峠鉄路再生研究会、碓氷峠鉄道遺産群を愛する会が存在する。

### 人為災害
廃止されて以降、何度か架線やレールなどの設備が盗難被害を受ける事件が起きている。直近でも2022年の5月下旬から6月上旬にかけて安中市観光機構の職員が架線の一部が盗まれていることを確認した。盗難にあった箇所は少なくとも2カ所で計530メートル（約16万円相当）が盗難に遭っており、線路やトンネルの所有者である安中市が安中警察署に被害届を提出した。
県境に跨がる上り11号トンネルと下り18号トンネルは、長野県側も含め安中市が所有している。2017年（平成29年）、北朝鮮が弾道ミサイル発射実験を繰り返していることを受けて、軽井沢町は安中市と覚書を結び、有事の際にはこのトンネルを町民・観光客の避難シェルターとする方針を決めている。

### 自然災害
2件とも熊ノ平以西で発生している。

#### 路盤流出
2019年の台風19号（東日本台風）の影響で下り9号トンネルで路盤が流出した。2023年には岩井均安中市長が視察しており、「何らかの方法で修繕できるよう検討したい」とコメントしている。
なお、同年10月6日には被災していないぶんかむら - 熊ノ平間で市長を乗せてトロッコ列車試験運行が行われている。

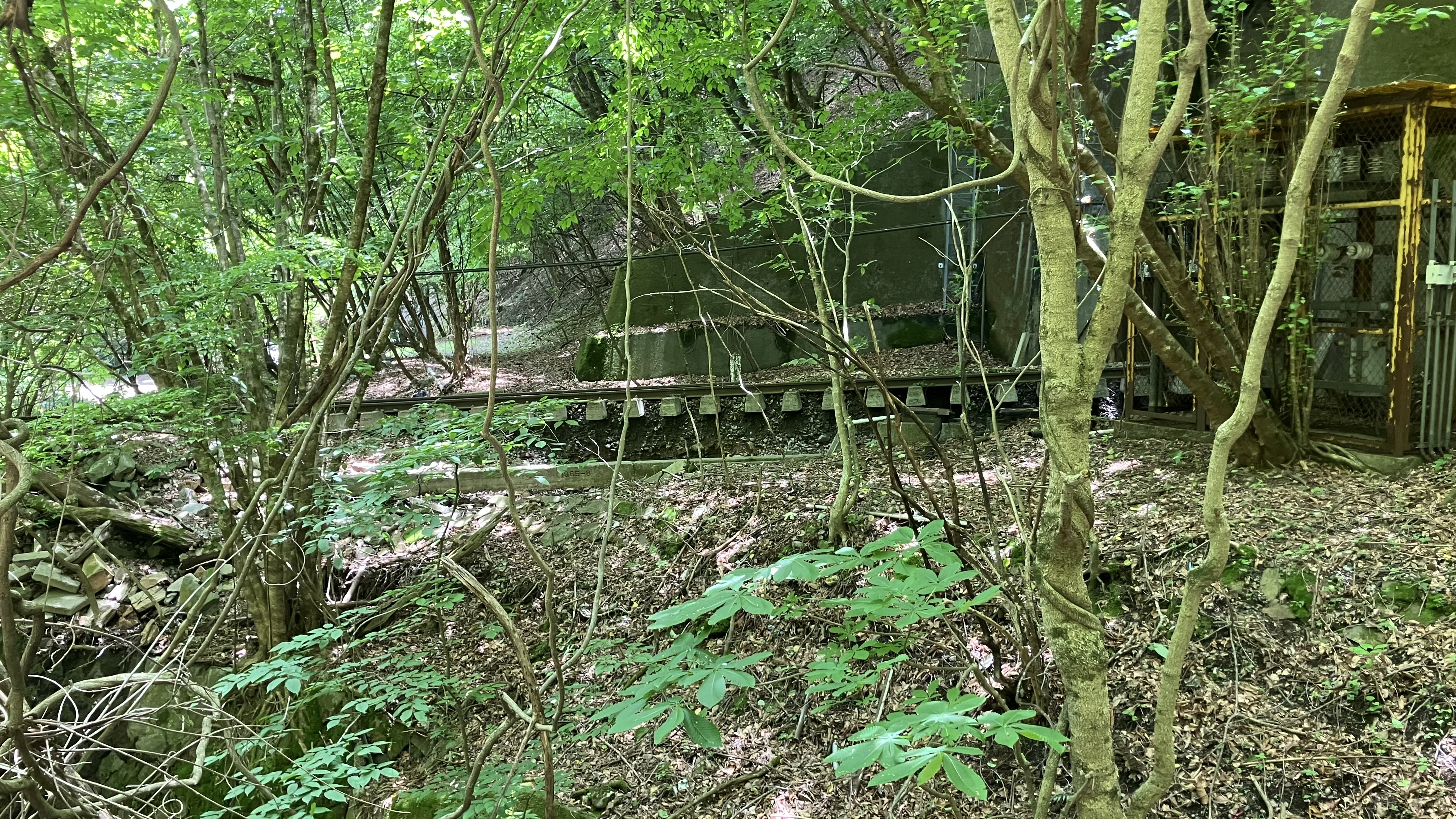
横川方坑口 （許可を得て立入。2025年6月）
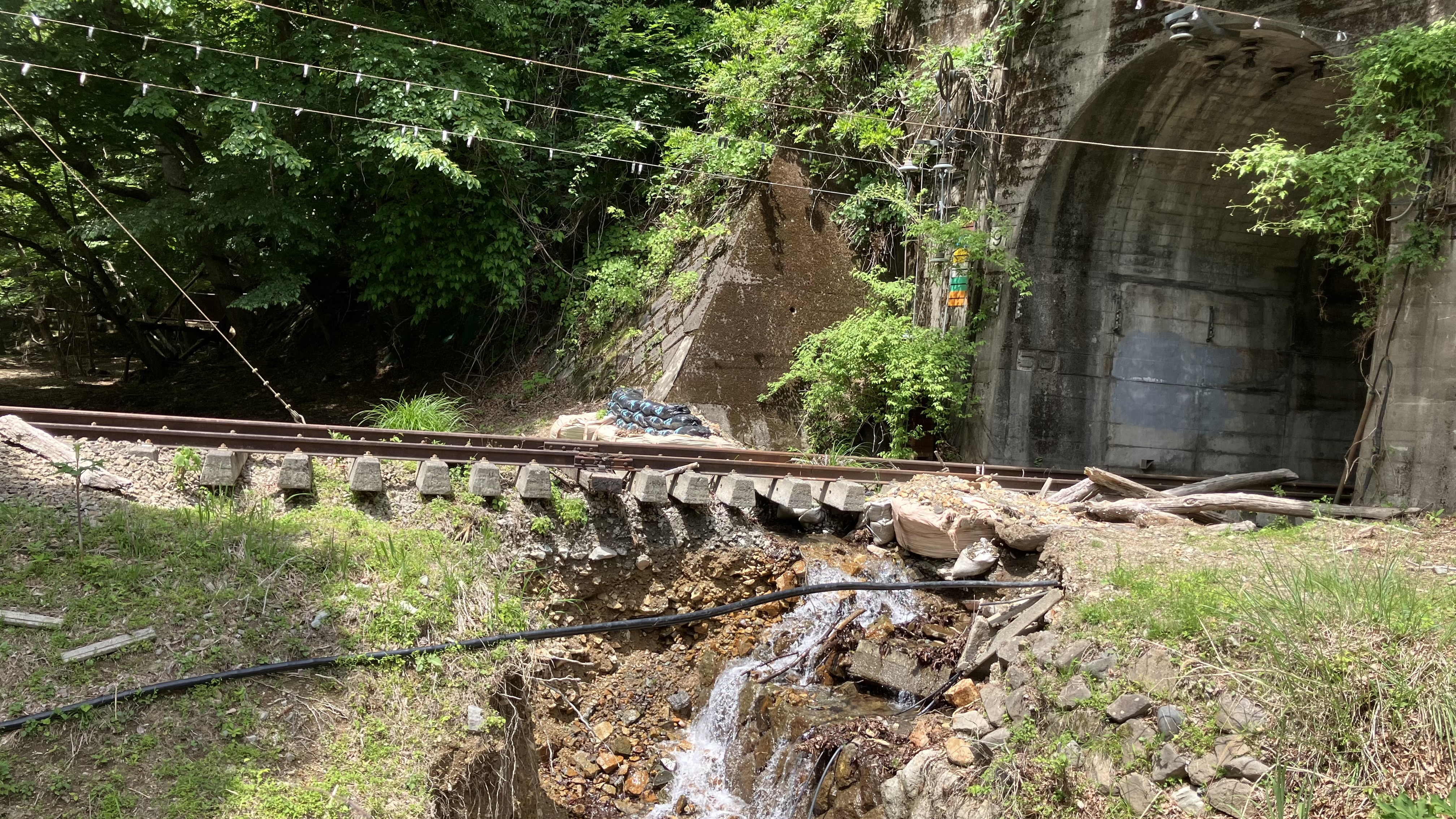
軽井沢方坑口 （許可を得て立入。2025年6月）

#### 土砂崩れ
2024年の台風10号の影響で下り5号/上り4号トンネル - 下り6号/上り5号トンネル間にて土砂崩れが発生した。一部の土砂は上り3号トンネルを越えて熊ノ平の場内にまで流れ込んでいる。この影響で廃線ウォークは熊ノ平での折り返しを余儀なくされたが、翌2025年3月29日に再開した。
同年4月には、この撤去作業を含む「信越本線横川-軽井沢間鉄道遺産保全事業」が東日本鉄道文化財団の地方文化事業支援に選定され、復旧に対して資金援助がなされる。

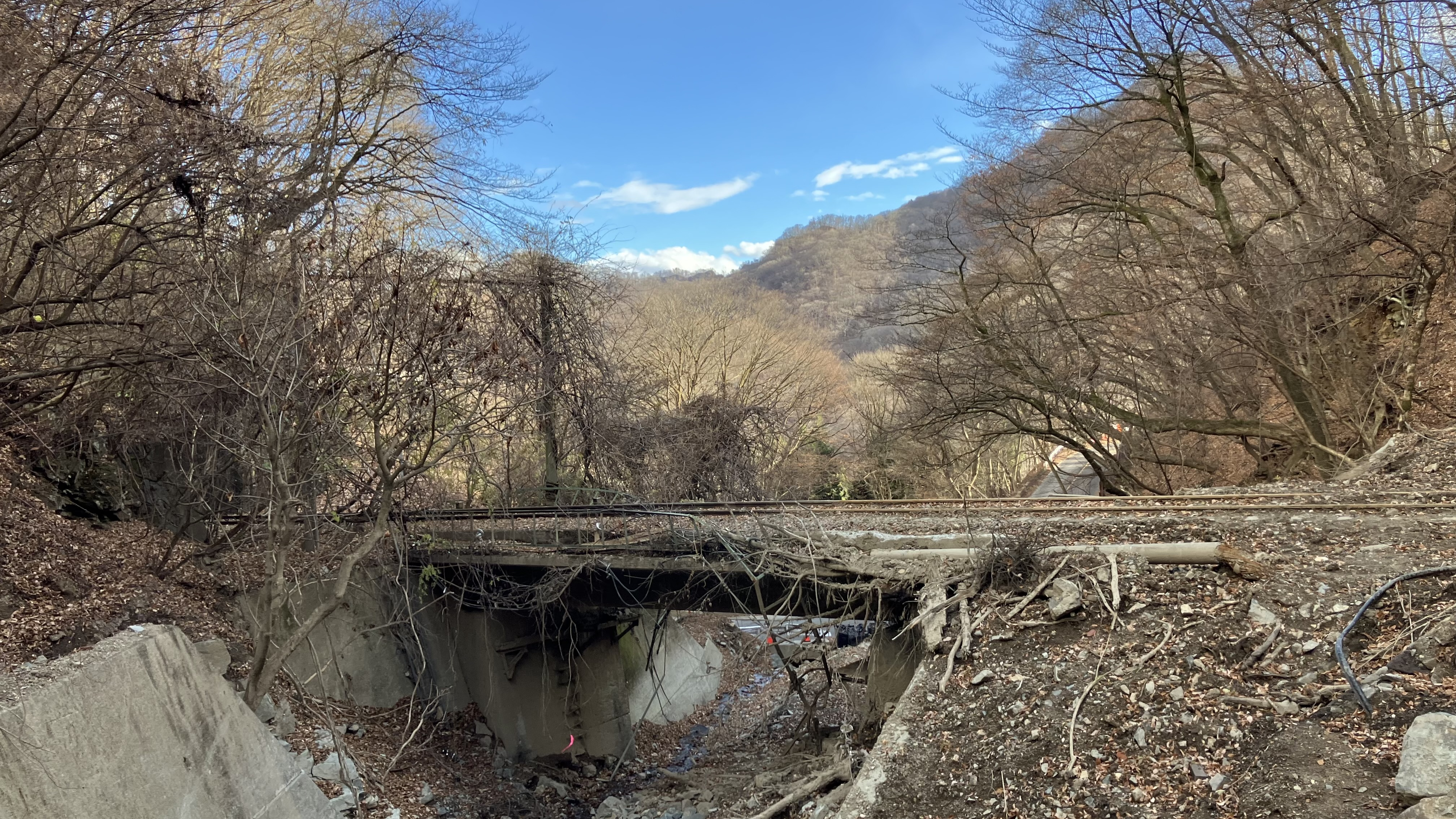
被害を受けた下り線 奥の旧道は復旧済。 （許可を得て立入。2024年12月）
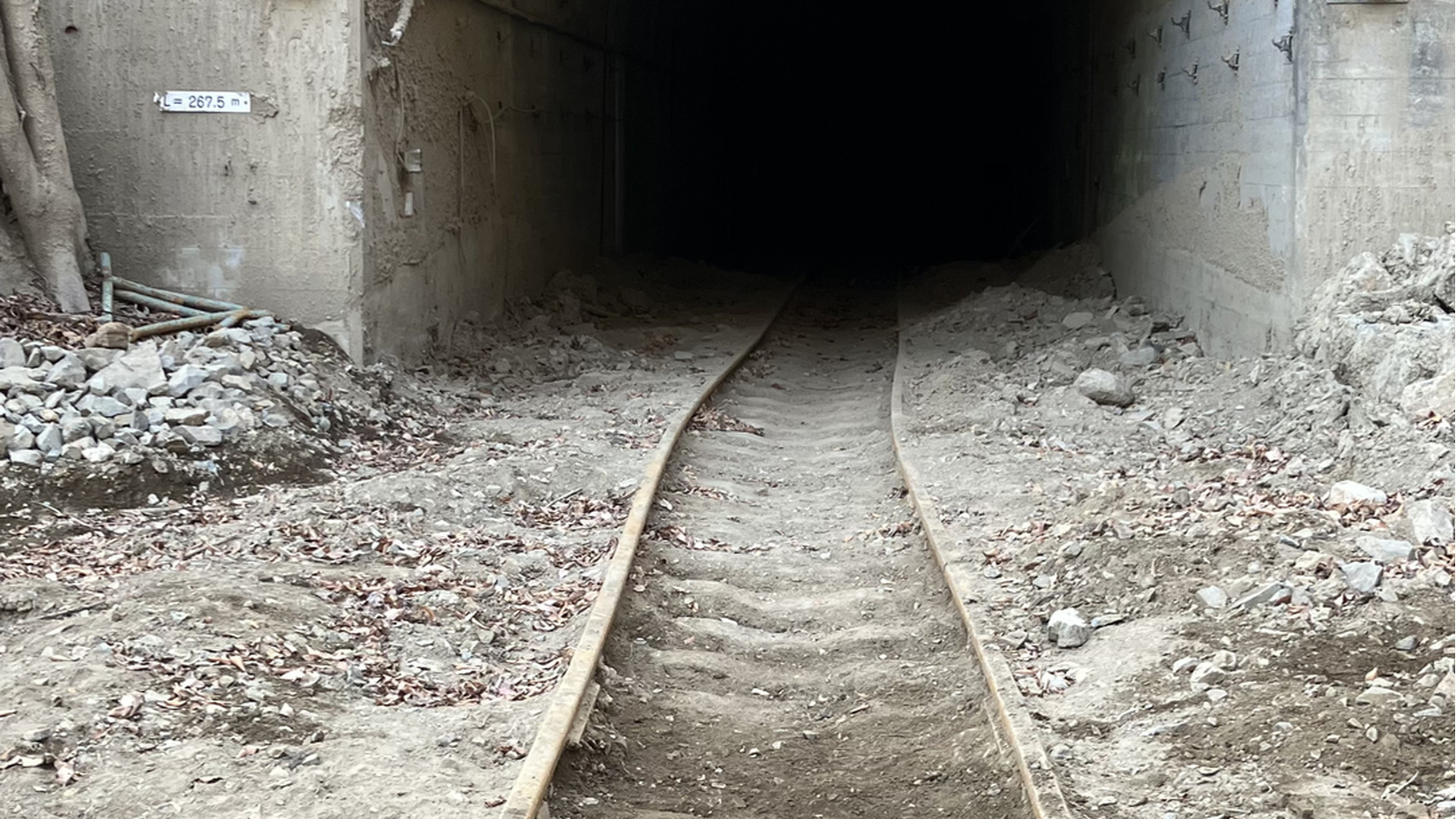
被害を受けた上り線 線路も曲がっている。 （許可を得て立入。2025年3月）

### レールカート
安中市観光機構は、さらなる観光客誘致を目指して2021年4月からの群馬デスティネーションキャンペーンに合わせ、現在のとうげのゆ駅から熊ノ平駅までの3.6 kmでEVレールカートを運行し、2020年の開始を目指していたが、新型コロナウイルス感染症の流行により事実上の延期となった。
2022年には、この区間で使用されていた電気機関車（ED42やEF63）を模したEVレールカートを、3年以内（2025年まで）に同区間で運行すると発表しており、老朽化したトンネルの修繕などを関係機関と進めている。足回りは桐生市のシンクトゥギャザーが、車体は安中市のボルテックスセイワが製造し、最高速度は12 km/hから8 km/hに変更された。1回の充電で9時間の走行が可能である。2024年には不定期ながら横川駅4番線で試乗会が行われた。
2025年現在、車体のあるものとしては「ED42 1」「EF63 10」「ED42 2」の3台が存在する。

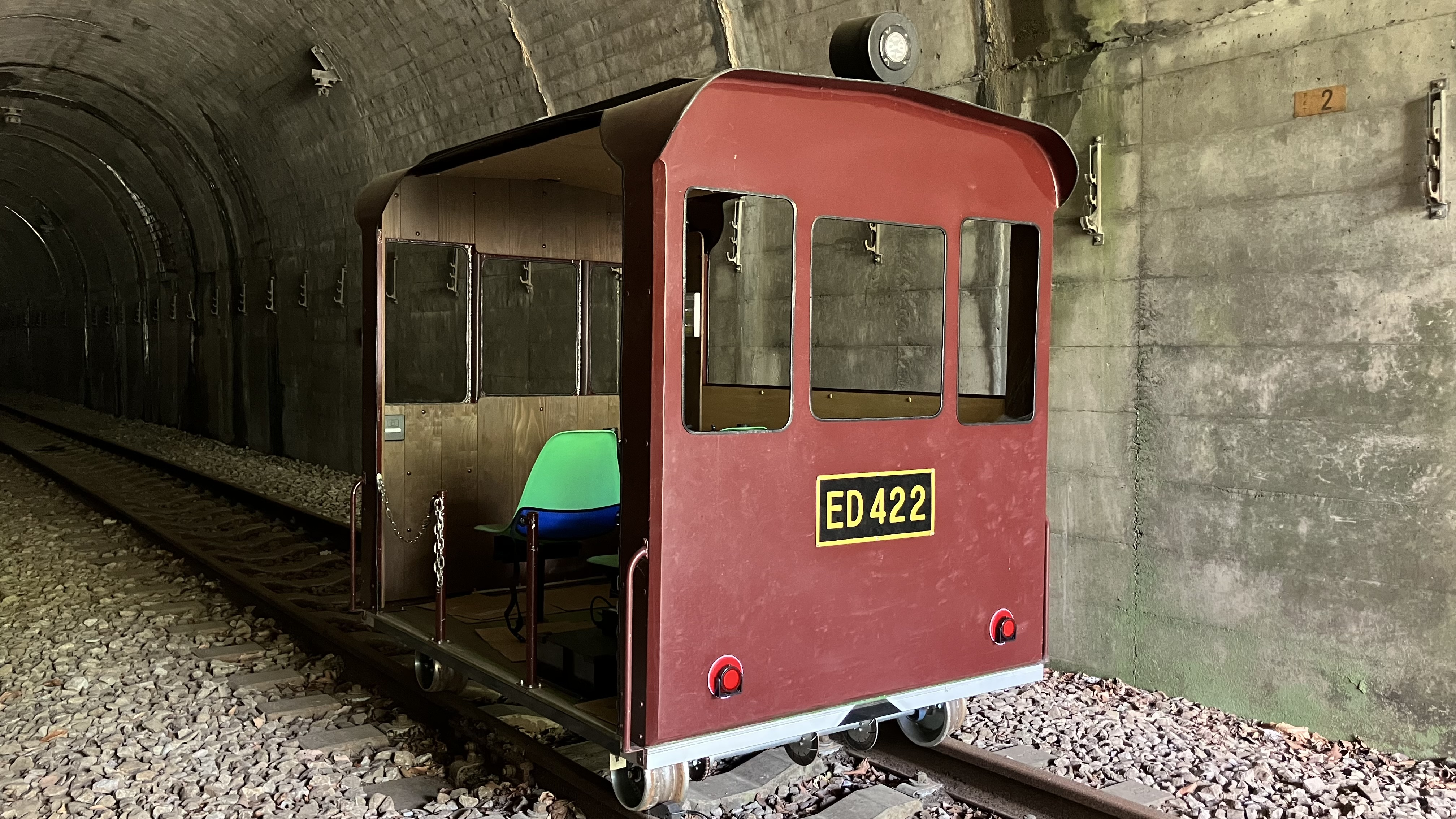
下り4号トンネルに留置中の EVレールカート （許可を得て立入。2025年6月）

### 世界遺産登録計画
2024年1月30日には「碓氷峠の鉄道施設群」を世界遺産に登録すべく、安中市の職員による「世界遺産登録推進プロジェクトチーム」が始動し、定期的に会議や講師を招いた勉強会が行われている。以前は、富岡製糸場と絹産業遺産群の構成資産に入っていた（富岡製糸場などと同時登録される予定だった）が除外されている。

### 駅付近の開発計画

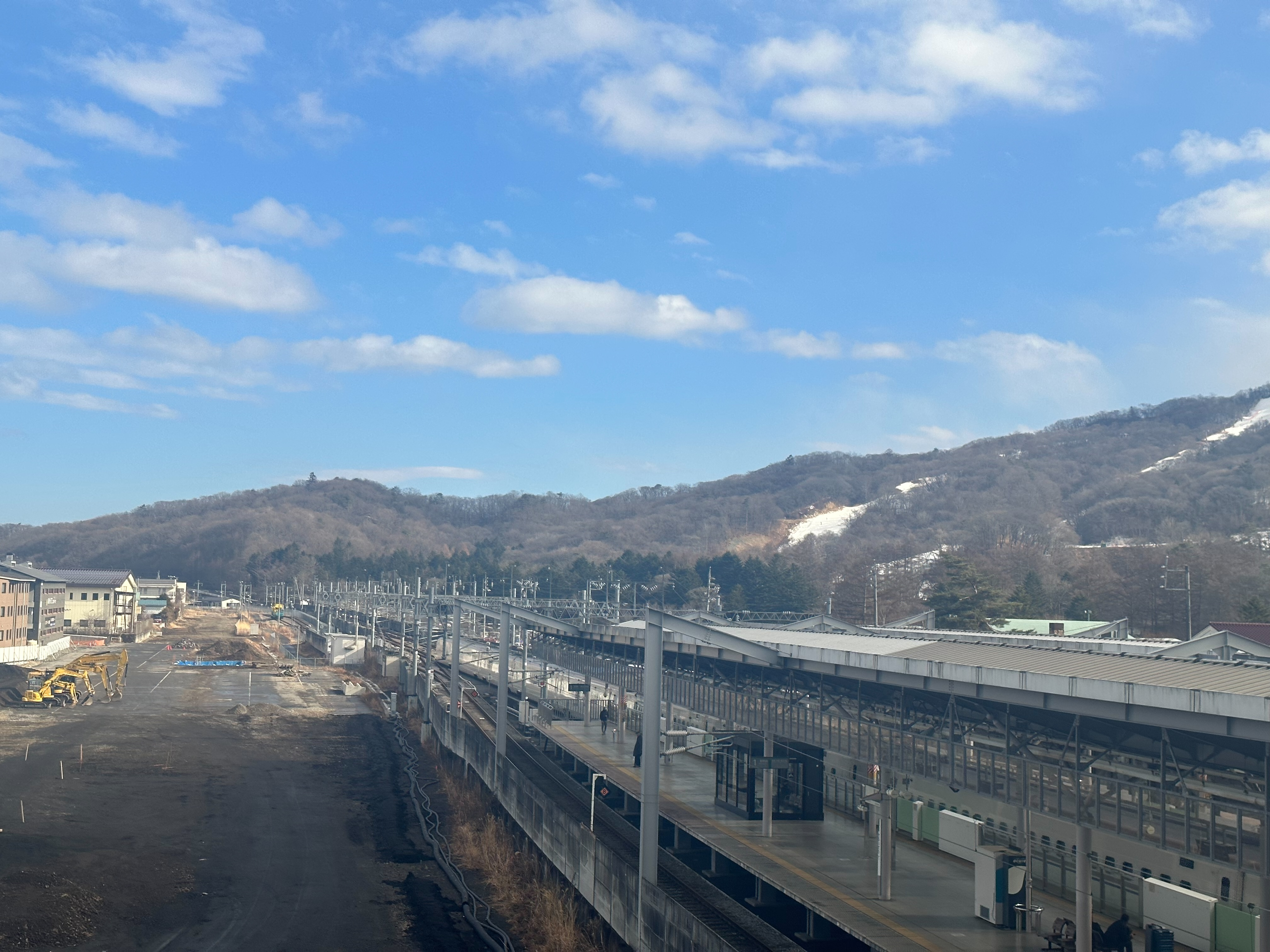
撤去工事中の廃線跡
（2023年12月31日）

軽井沢町内の廃線跡は廃止して間もなくしなの鉄道が買い取り、後に駅付近の廃線跡はアスファルトで舗装され、2017年から駐車場として使用されていたが、2023年3月15日に営業を終了した。これは廃線跡をホテルや温浴施設、飲食店・物販店を建設する計画の下準備で、同年4月以降には廃止後使用されていなかった横川方のホームの解体や、架線柱や矢ヶ崎踏切の警報機の撤去も行われた。開業は2026年3月17日となる予定。

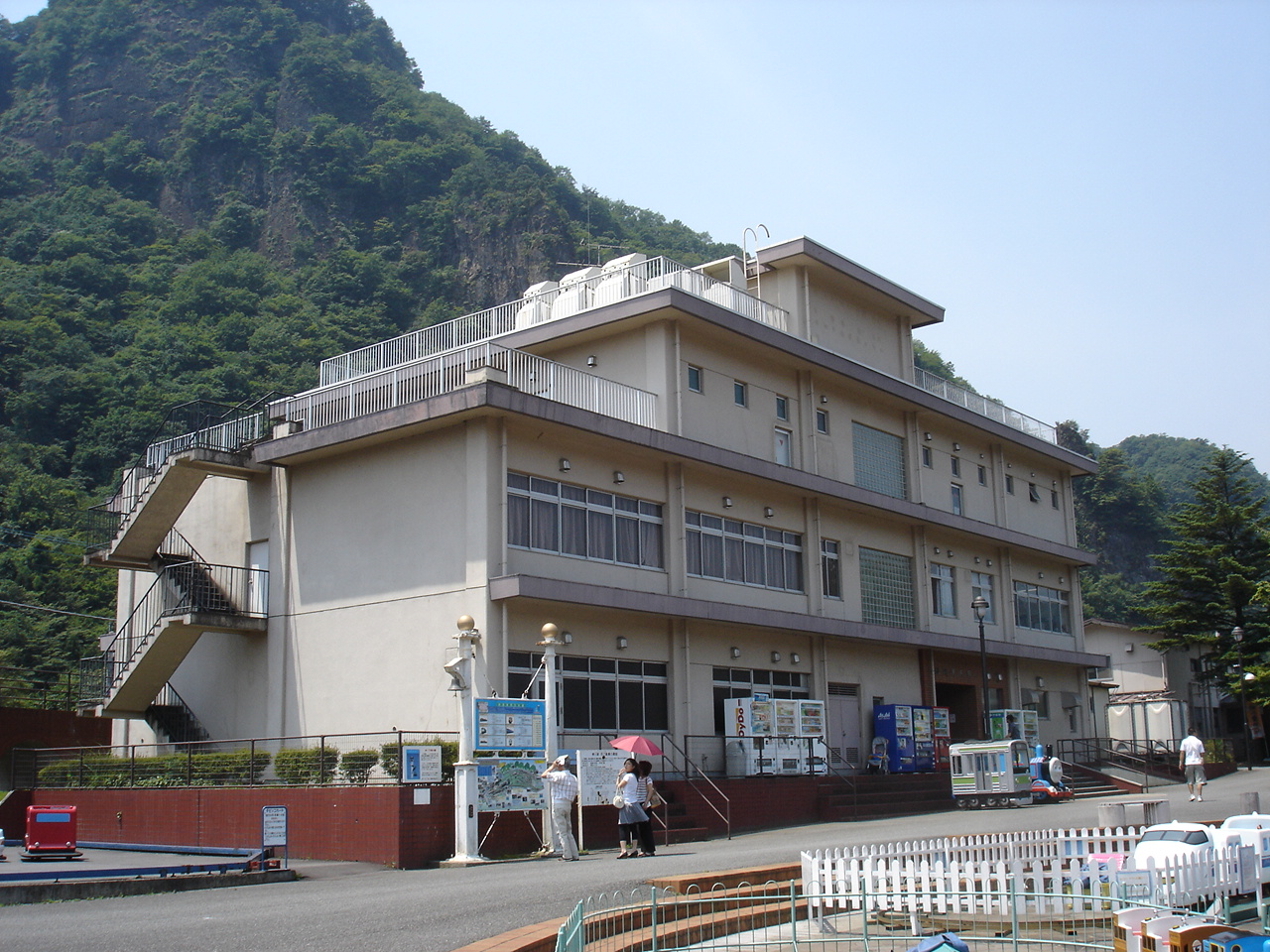
鉄道資料館

横川駅隣接地に道の駅を建設する計画もあり、2032年のオープンを目標としている。文化むらの東側の部分については道の駅と一体化し、耐震性が確保されていない鉄道資料館については立て直しの上レストランにすることが検討されている。道の駅の概算事業費は2025年4月時点で44億1000万円となっている。

## 新駅設置計画
北高崎駅 - 群馬八幡駅間

2023年3月にJR東日本と基本協定が結ばれ、翌年12月に駅名が仮称の「豊岡新駅」から「豊岡だるま駅」に正式決定された。簡易Suica改札機設置の無人駅となり、開業は2026年度となる予定。
安中駅 - 磯部駅間
新駅構想の具体化などを盛り込んだ都市づくりの指針をまとめた「市都市計画マスタープラン（基本計画）」の2025年度の策定を目指している。
亀田駅 - 荻川駅間
新潟市は、江南駅または二本木駅（仮称）の検討に2018年度の予算を計上した。

## 駅一覧
- （貨）は貨物専用駅。それ以外の駅で駅名欄に◆・◇・■を付した駅は貨物取扱駅を表す（◇は定期貨物列車の発着なし、■はオフレールステーション）。

### 東日本旅客鉄道

#### 高崎駅 - 横川駅間
- 定期列車は全列車が普通列車（全駅に停車）
- 全駅が群馬県内に所在。

| 駅名         | 営業キロ | 営業キロ | 接続路線・備考                                                                                         | 所在地 |
| 駅名         | 駅間     | 累計     | 接続路線・備考                                                                                         | 所在地 |
| ------------ | -------- | -------- | --- | ------ |
| 高崎駅◇      | -        | 0.0      | 東日本旅客鉄道 ： 上越新幹線・北陸新幹線・■高崎線・■八高線・■上越線・■両毛線・■吾妻線 上信電鉄：上信線 | 高崎市 |
| 北高崎駅     | 2.4      | 2.4      | | 高崎市 |
| 豊岡だるま駅 |          |          | 2026年開業予定                                                                                         | 高崎市 |
| 群馬八幡駅   | 4.0      | 6.4      | | 高崎市 |
| 安中駅◆      | 4.2      | 10.6     | | 安中市 |
| 磯部駅       | 7.0      | 17.6     | | 安中市 |
| 松井田駅     | 5.1      | 22.7     | | 安中市 |
| 西松井田駅   | 1.2      | 23.9     | | 安中市 |
| 横川駅       | 5.8      | 29.7     | 一部列車がJRバス関東碓氷線・軽井沢駅行きに接続                                                         | 安中市 |

1. ↑  上野東京ライン・湘南新宿ライン含む
2. 1 2 3  八高線は高崎線倉賀野駅、両毛線は上越線新前橋駅がそれぞれ正式な起終点だが、両線とも運転系統上は全列車が高崎駅に乗り入れる。吾妻線は上越線渋川駅が起終点だが、一部列車が高崎駅に乗り入れる。

2022年度の時点で、JR東日本自社による乗車人員集計の除外対象となる駅（完全な無人駅）は、松井田駅と西松井田駅である。

#### 篠ノ井駅 - 長野駅間
- 高崎からの営業キロは、軽井沢駅 - 篠ノ井駅間がしなの鉄道移管前のJR東日本時代の1997年3月時点の値[注釈 9]。
- 停車駅
  - 普通列車は「みすず」も含め全ての旅客駅に停車
  - 快速…●：全列車停車、▲：一部の列車が停車、｜：全列車通過
  - 快速（愛称あり）=快速「ろくもん」「軽井沢リゾート号」「しなのサンライズ号」「しなのサンセット号」…●：全列車停車、｜：全列車通過
  - 特急「しなの」、臨時快速「リゾートビューふるさと」については各列車記事参照
- 全駅が長野県長野市内に所在。

| 駅番号 | 駅名      | 営業キロ | 営業キロ    | 営業キロ  | 篠ノ井線直通 | しなの鉄道線直通 | しなの鉄道線直通 | 接続路線 |
| 駅番号 | 駅名      | 駅間     | 累計        | 累計      | 快速         | 快速             | 快速             | 接続路線 |
| 駅番号 | 駅名      | 駅間     | 篠ノ井 から | 高崎 から | 愛称なし     | 愛称なし         | 愛称あり         | 接続路線 |
| ------ | --------- | -------- | ----------- | --------- | ------------ | ---------------- | ---------------- | --- |
| SE09   | 篠ノ井駅  | -        | 0.0         | 106.5     | ▲            | ●                | ｜               | 東日本旅客鉄道： 篠ノ井線（松本・塩尻方面と直通運転） しなの鉄道：■しなの鉄道線（小諸・軽井沢方面と直通運転）       |
| SE10   | 今井駅    | 2.1      | 2.1         | 108.6     | ｜           | ｜               | ｜               | |
| SE11   | 川中島駅◇ | 2.2      | 4.3         | 110.8     | ▲            | ●                | ｜               | |
| SE12   | 安茂里駅  | 2.1      | 6.4         | 112.9     | ｜           | ｜               | ｜               | |
| SE13   | 長野駅◇   | 2.9      | 9.3         | 115.8     | ●            | ●                | ●                | 東日本旅客鉄道： 北陸新幹線・■飯山線 しなの鉄道：■北しなの線（豊野・妙高高原方面と直通運転） 長野電鉄：■長野線 (N1) |

1. ↑  飯山線の路線の起点は豊野駅だが、運転系統上は全列車長野駅まで乗り入れる。

2025年度の時点で、JR東日本自社による乗車人員集計の除外対象となる駅（完全な無人駅）は、安茂里駅である。

#### 直江津駅 - 新潟駅間
- 高崎からの営業キロは、軽井沢駅 - 篠ノ井駅間がしなの鉄道移管前のJR東日本時代の1997年3月時点の値[注釈 9]。
- 停車駅
  - 普通列車は全ての旅客駅に停車
  - 快速 … ●：停車、▼：一部の下り列車のみ停車、｜：通過
  - 直江津駅 - 犀潟駅間の、ほくほく線直通列車は一部を除き黒井駅を通過する。
  - 特急「しらゆき」…列車記事参照
  - 臨時列車…臨時列車に挙げられている各列車記事を参照
- 全駅が新潟県内に所在。

| 駅名           | 営業キロ | 営業キロ    | 営業キロ          | 快速 | 接続路線                                                                       | 所在地          | 所在地          |
| 駅名           | 駅間     | 累計        | 累計              | 快速 | 接続路線                                                                       | 所在地          | 所在地          |
| 駅名           | 駅間     | 直江津 から | 高崎から 長野経由 | 快速 | 接続路線                                                                       | 所在地          | 所在地          |
| -------------- | -------- | ----------- | ----------------- | ---- | ------------------------------------------------------------------------------ | --------------- | --------------- |
| 直江津駅       | -        | 0.0         | 190.8             | ●    | えちごトキめき鉄道：■妙高はねうまライン（直通運転あり）・■日本海ひすいライン   | 上越市          | 上越市          |
| 黒井駅◆        | 2.7      | 2.7         | 193.5             | ▼    |                                                                                | 上越市          | 上越市          |
| 犀潟駅         | 4.4      | 7.1         | 197.9             | ●    | 北越急行：■ほくほく線                                                          | 上越市          | 上越市          |
| 土底浜駅       | 2.3      | 9.4         | 200.2             | ▼    |                                                                                | 上越市          | 上越市          |
| 潟町駅         | 1.8      | 11.2        | 202.0             | ▼    |                                                                                | 上越市          | 上越市          |
| 上下浜駅       | 2.8      | 14.0        | 204.8             | ▼    |                                                                                | 上越市          | 上越市          |
| 柿崎駅         | 3.6      | 17.6        | 208.4             | ●    |                                                                                | 上越市          | 上越市          |
| 米山駅         | 5.9      | 23.5        | 214.3             | ｜   |                                                                                | 柏崎市          | 柏崎市          |
| 笠島駅         | 3.9      | 27.4        | 218.2             | ｜   |                                                                                | 柏崎市          | 柏崎市          |
| 青海川駅       | 2.2      | 29.6        | 220.4             | ｜   |                                                                                | 柏崎市          | 柏崎市          |
| 鯨波駅         | 3.0      | 32.6        | 223.4             | ｜   |                                                                                | 柏崎市          | 柏崎市          |
| 柏崎駅■        | 3.7      | 36.3        | 227.1             | ●    | 東日本旅客鉄道：■越後線                                                        | 柏崎市          | 柏崎市          |
| 茨目駅         | 3.0      | 39.3        | 230.1             | ｜   |                                                                                | 柏崎市          | 柏崎市          |
| 安田駅         | 2.9      | 42.2        | 233.0             | ｜   |                                                                                | 柏崎市          | 柏崎市          |
| 北条駅         | 2.6      | 44.8        | 235.6             | ｜   |                                                                                | 柏崎市          | 柏崎市          |
| 越後広田駅     | 3.3      | 48.1        | 238.9             | ｜   |                                                                                | 柏崎市          | 柏崎市          |
| 長鳥駅         | 2.7      | 50.8        | 241.6             | ｜   |                                                                                | 柏崎市          | 柏崎市          |
| 塚山駅         | 5.0      | 55.8        | 246.6             | ｜   |                                                                                | 長岡市          | 長岡市          |
| 越後岩塚駅     | 4.7      | 60.5        | 251.3             | ｜   |                                                                                | 長岡市          | 長岡市          |
| 来迎寺駅       | 2.8      | 63.3        | 254.1             | ●    |                                                                                | 長岡市          | 長岡市          |
| 前川駅         | 4.1      | 67.4        | 258.2             | ｜   |                                                                                | 長岡市          | 長岡市          |
| 宮内駅         | 2.6      | 70.0        | 260.8             | ●    | 東日本旅客鉄道：■上越線（直通運転あり）                                        | 長岡市          | 長岡市          |
| （貨）南長岡駅 | 1.4      | 71.4        | 262.2             | ｜   |                                                                                | 長岡市          | 長岡市          |
| 長岡駅         | 1.6      | 73.0        | 263.8             | ●    | 東日本旅客鉄道： 上越新幹線                                                    | 長岡市          | 長岡市          |
| 北長岡駅       | 2.5      | 75.5        | 266.3             | ｜   |                                                                                | 長岡市          | 長岡市          |
| 押切駅         | 4.4      | 79.9        | 270.7             | ｜   |                                                                                | 長岡市          | 長岡市          |
| 見附駅         | 4.5      | 84.4        | 275.2             | ●    |                                                                                | 見附市          | 見附市          |
| 帯織駅         | 4.1      | 88.5        | 279.3             | ｜   |                                                                                | 三条市          | 三条市          |
| 東光寺駅       | 2.6      | 91.1        | 281.9             | ｜   |                                                                                | 三条市          | 三条市          |
| 三条駅         | 3.5      | 94.6        | 285.4             | ●    |                                                                                | 三条市          | 三条市          |
| 東三条駅◇      | 1.6      | 96.2        | 287.0             | ●    | 東日本旅客鉄道：■弥彦線                                                        | 三条市          | 三条市          |
| 保内駅         | 3.8      | 100.0       | 290.8             | ｜   |                                                                                | 三条市          | 三条市          |
| 加茂駅         | 3.8      | 103.8       | 294.6             | ●    |                                                                                | 加茂市          | 加茂市          |
| 羽生田駅       | 4.1      | 107.9       | 298.7             | ｜   |                                                                                | 南蒲原郡 田上町 | 南蒲原郡 田上町 |
| 田上駅         | 3.2      | 111.1       | 301.9             | ｜   |                                                                                | 南蒲原郡 田上町 | 南蒲原郡 田上町 |
| 矢代田駅       | 3.7      | 114.8       | 305.6             | ●    |                                                                                | 新潟市          | 秋葉区          |
| 古津駅         | 3.1      | 117.9       | 308.7             | ｜   |                                                                                | 新潟市          | 秋葉区          |
| 新津駅◇        | 3.2      | 121.1       | 311.9             | ●    | 東日本旅客鉄道：■羽越本線・■磐越西線（直通運転あり）                           | 新潟市          | 秋葉区          |
| さつき野駅     | 1.5      | 122.6       | 313.4             | ｜   |                                                                                | 新潟市          | 秋葉区          |
| 荻川駅         | 2.3      | 124.9       | 315.7             | ｜   |                                                                                | 新潟市          | 秋葉区          |
| 亀田駅         | 4.9      | 129.8       | 320.6             | ●    |                                                                                | 新潟市          | 江南区          |
| 越後石山駅     | 2.4      | 132.2       | 323.0             | ▼    | 日本貨物鉄道：信越本線貨物支線（新潟貨物ターミナル駅方面）                     | 新潟市          | 東区            |
| 上沼垂信号場   | -        | 134.4       | 325.2             | ｜   | 日本貨物鉄道：信越本線貨物支線（焼島駅方面）                                   | 新潟市          | 中央区          |
| 新潟駅         | 4.1      | 136.3       | 327.1             | ●    | 東日本旅客鉄道： 上越新幹線・■白新線（直通運転あり）・ ■越後線（直通運転あり） | 新潟市          | 中央区          |

1. ↑  北越急行ほくほく線の路線の終点は犀潟駅だが、列車は一部を除き直江津駅へ乗り入れる。
2. ↑  上越線の路線の終点は宮内駅だが、旅客列車の運転系統上は全列車が長岡駅へ乗り入れる。
3. ↑  磐越西線の路線の終点は新津駅だが、一部列車は新潟駅まで乗り入れる。

2023年度の時点で、JR東日本自社による乗車人員集計の対象駅は、直江津駅、犀潟駅、柏崎駅、来迎寺駅、宮内駅、長岡駅、見附駅、三条駅、東三条駅、加茂駅、矢代田駅および新津駅 - 新潟駅間の各駅。これら以外の駅は完全な無人駅のため集計対象から外されている。

#### 支線
両駅とも新潟県新潟市東区に所在
| 駅名                       | 営業キロ | 接続路線                         |
| -------------------------- | -------- | -------------------------------- |
| 越後石山駅                 | 0.0      | 東日本旅客鉄道：信越本線（本線） |
| （貨）新潟貨物ターミナル駅 | 2.4      | 東日本旅客鉄道：白新線           |

### 日本貨物鉄道
全駅が新潟県新潟市に所在
| 駅名             | 営業キロ | 営業キロ | 接続路線                         | 所在地 |
| 駅名             | 駅間     | 累計     | 接続路線                         | 所在地 |
| ---------------- | -------- | -------- | -------------------------------- | ------ |
| 上沼垂信号場     | -        | 0.0      | 東日本旅客鉄道：信越本線（本線） | 中央区 |
| （貨）焼島駅     | 2.1      | 2.1      |                                  | 東区   |
| （貨）東新潟港駅 | 1.7      | 3.8      |                                  | 東区   |

### 廃止区間

#### 本線
この区間は1997年（平成9年）10月1日、北陸新幹線の高崎駅 - 長野駅間（開業当初の通称および運転系統名は長野新幹線）の開業と引き換えに廃止された。
- 全線が複線・直流電化。
- 名称・所在地は当区間廃止時点。

| 駅名         | 営業キロ | 営業キロ  | 営業キロ  | 接続路線・備考                                 | 所在地                                |
| 駅名         | 駅間     | 累計      | 累計      | 接続路線・備考                                 | 所在地                                |
| 駅名         | 駅間     | 横川 から | 高崎 から | 接続路線・備考                                 | 所在地                                |
| ------------ | -------- | --------- | --------- | ---------------------------------------------- | ------------------------------------- |
| 横川駅       | -        | 0.0       | 29.7      | 東日本旅客鉄道：信越本線（高崎方面）           | 群馬県 碓氷郡 松井田町 （現・安中市） |
| 丸山信号場   | 1.8      | 1.8       | 31.5      | 1966年（昭和41年）7月2日に廃止。               | 群馬県 碓氷郡 松井田町 （現・安中市） |
| 熊ノ平信号場 | 4.3      | 6.1       | 35.8      | 1966年（昭和41年）2月1日に駅から信号場に変更。 | 群馬県 碓氷郡 松井田町 （現・安中市） |
| 矢ヶ崎信号場 | 4.3      | 10.4      | 40.1      | 1966年（昭和41年）7月2日に廃止。               | 長野県 北佐久郡 軽井沢町              |
| 軽井沢駅     | 0.8      | 11.2      | 40.9      | 東日本旅客鉄道：信越本線（長野方面）           | 長野県 北佐久郡 軽井沢町              |

#### 貨物支線
直江津駅 - 直江津港駅
上沼垂信号場 - 沼垂駅
沼垂駅 - 新潟港駅
新潟駅 - 万代駅

#### 経営移管区間
- 北陸新幹線開業・延伸によって第三セクターに移管された区間。軽井沢駅 - 篠ノ井駅間及び長野駅 - 妙高高原駅間はしなの鉄道、妙高高原駅 - 直江津駅間はえちごトキめき鉄道に移管された。( )内は高崎駅からの営業キロ（主要駅と会社境界駅のみ記載）。
- 設置駅・駅名は移管前日時点のもの。営業キロ程は1997年・2015年移管区間ともJR東日本時代の1997年3月時点[注釈 9]。
- この区間の現状の詳細については「しなの鉄道線」「しなの鉄道北しなの線」および「えちごトキめき鉄道妙高はねうまライン」を参照

1997年（平成9年）移管区間
軽井沢駅 (40.9 km) - 中軽井沢駅 - 信濃追分駅 - 御代田駅 - 平原駅 - 小諸駅 (63.3 km) - 滋野駅 - 田中駅 - 大屋駅 - 上田駅 (81.3 km) - 西上田駅 - 坂城駅 - 戸倉駅 - 屋代駅 - 篠ノ井駅 (106.5 km)
2015年（平成27年）移管区間
長野駅 (115.8 km) - 北長野駅 - 三才駅 - 豊野駅 (126.6 km) - 牟礼駅 - 古間駅 - 黒姫駅 - 妙高高原駅 (153.1 km) - 関山駅 - 二本木駅 - 新井駅 - 北新井駅 - 脇野田駅（現在の上越妙高駅） (180.4 km) - 南高田駅 - 高田駅 (184.1 km) - 春日山駅 - 直江津駅 (190.8 km)

### 過去の接続路線
- 横川駅：碓氷馬車鉄道（1893年〈明治26年〉4月1日廃止）
- 軽井沢駅：
  - 碓氷馬車鉄道（1893年〈明治26年〉4月1日廃止）
  - 草軽電気鉄道（新軽井沢駅・1960年〈昭和35年〉4月25日部分廃止）
- 小諸駅：布引電気鉄道（1934年〈昭和9年〉6月18日休止、1936年〈昭和11年〉10月28日廃止）
- 大屋駅：上田丸子電鉄丸子線（1969年〈昭和44年〉4月16日廃止）
- 上田駅：
  - 上田温泉電軌青木線（1938年〈昭和13年〉7月25日廃止）
  - 上田交通真田傍陽線（1972年〈昭和47年〉4月20日廃止）
- 長野駅：善光寺白馬電鉄（南長野駅・1944年〈昭和19年〉1月10日休止、1969年〈昭和44年〉7月9日廃止）
- 黒井駅：頸城鉄道線（新黒井駅）（1968年〈昭和43年〉10月1日廃止）
- 来迎寺駅：
  - 魚沼線（1984年〈昭和59年〉4月1日廃止）
  - 越後交通長岡線（1995年〈平成7年〉3月31日全線廃止）
- 長岡駅：越後交通栃尾線（1975年〈昭和50年〉3月31日全線廃止）
- 東三条駅：弥彦線・東三条駅 - 越後長沢駅間（1985年〈昭和60年〉4月1日部分廃止）
- 加茂駅：蒲原鉄道・加茂駅 - 村松駅間（1985年〈昭和60年〉3月31日部分廃止）

## 平均通過人員
各年度の平均通過人員（人/日）は以下のとおりである。
| 年度                   | 平均通過人員（人/日） | 平均通過人員（人/日） | 平均通過人員（人/日） | 平均通過人員（人/日） | 平均通過人員（人/日） | 平均通過人員（人/日） | 平均通過人員（人/日） | 出典    |
| 年度                   | 全線                  | 高崎 - 横川           | 篠ノ井 - 長野         | 直江津 - 犀潟         | 犀潟 - 長岡           | 長岡 - 新津           | 新津 - 新潟           | 出典    |
| ---------------------- | --------------------- | --------------------- | --------------------- | --------------------- | --------------------- | --------------------- | --------------------- | ------- |
| 2015年度（平成27年度） | 9,501                 | 4,545                 | 28,734                | 4,447                 | 3,800                 | 15,504                | 15,504                | [ 131 ] |
| 2016年度（平成28年度） | 9,410                 | 4,465                 | 28,226                | 4,350                 | 3,741                 | 11,423                | 28,132                | [ 132 ] |
| 2017年度（平成29年度） | 9,266                 | 4,429                 | 27,796                | 4,155                 | 3,596                 | 11,292                | 27,942                | [ 132 ] |
| 2018年度（平成30年度） | 9,233                 | 4,366                 | 27,759                | 3,985                 | 3,576                 | 11,296                | 27,855                | [ 132 ] |
| 2019年度（令和元年度） | 8,988                 | 4,348                 | 27,079                | 3,837                 | 3,418                 | 11,022                | 27,136                | [ 132 ] |
| 2020年度（令和02年度） | 6,747                 | 3,198                 | 20,613                | 2,892                 | 2,326                 | 8,362                 | 21,058                | [ 132 ] |
| 2021年度（令和03年度） | 6,998                 | 3,460                 | 21,388                | 2,801                 | 2,381                 | 8,725                 | 21,612                | [ 133 ] |
| 2022年度（令和04年度） | 7,528                 | 3,682                 | 23,430                | 2,924                 | 2,632                 | 9,375                 | 22,841                | [ 133 ] |
| 2023年度（令和05年度） | 8,039                 | 3,853                 | 24,506                | 2,985                 | 2,884                 | 10,057                | 24,464                | [ 134 ] |